# Tarda antichità

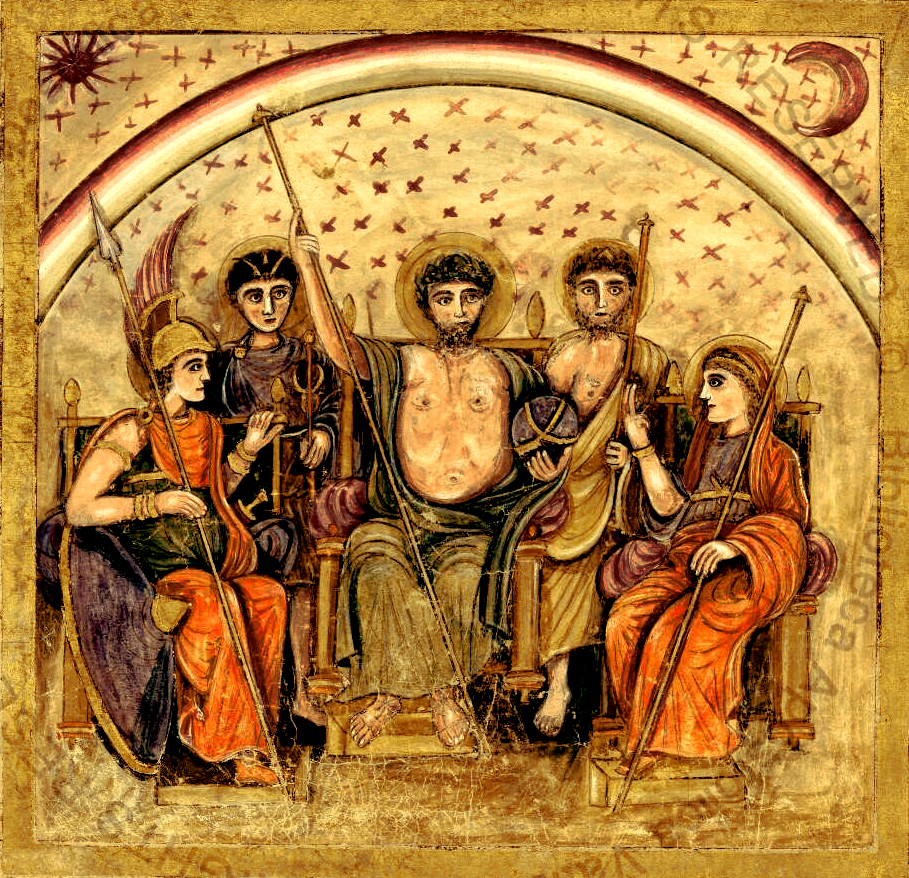
Concilio divino dall'Eneide; illustrazione al folio 234 verso del Virgilio romano, manoscritto contenente le opere di Virgilio e risalente al V secolo.

La cosiddetta tarda antichità è una periodizzazione usata dagli storici moderni per descrivere l'epoca di transizione dal mondo antico a quello medievale. Confini precisi del periodo sono tuttora oggetto di dibattito, anche se, tendenzialmente, sono compresi fra il III e il VI secolo d.C., e cioè dall'estinzione della dinastia dei Severi nel 235 con il conseguente scoppio della crisi del III secolo (o, secondo altri, dall'ascesa al potere di Diocleziano nel 284) fino all'età di Giustiniano (527-565), in cui fu attuato l'ultimo tentativo di Restauratio Imperii, ovvero di ripristinare l'Impero romano in Europa occidentale.
Altri storici propongono tuttavia periodizzazioni diverse: dal IV al V secolo d.C., coincidendo così con il Basso Impero (Cameron), dal 200 al 600 (Marrou), dal 284 al 602 (Jones) o da Marco Aurelio a Maometto, dunque dal 161 al 632 (Brown).
La definizione di questo periodo, ancora piuttosto radicata negli studi storici nonostante sia stata messa da tempo in discussione da molti importanti studiosi, presuppone tradizionalmente una valenza negativa: per molti, infatti, "tardo" indica un concetto di decadenza. Il III secolo fu, soprattutto nei suoi decenni centrali, un'età di crisi politico-economica che in gran parte venne riassorbita nel secolo successivo, grazie all'energia di alcuni grandi imperatori (fra cui Diocleziano, Costantino I e Teodosio I), che costruirono un ordine nuovo rispetto a quello del "Principato": il "Dominato". Fin dagli inizi del V secolo, però, una nuova era di profondi sconvolgimenti interessò buona parte d'Europa e del bacino del Mediterraneo.
Alle invasioni barbariche fecero seguito il tramonto o quantomeno le profonde e traumatiche trasformazioni del sistema e delle istituzioni politiche romane in Occidente e una crisi economica e demografica particolarmente accentuata, che si rifletté sulle condizioni generali di vita dell'Impero. Il VI secolo riportò una relativa stabilità nella parte orientale del mondo romano, ma non in Occidente, smembrato ormai in una serie di Regni romano-barbarici indipendenti. In Italia il processo di decadenza politica, sociale, demografica ed economica arrivò anzi al suo culmine proprio attorno alla metà del VI secolo, a seguito di una guerra particolarmente lunga e cruenta, combattuta dall'imperatore bizantino Giustiniano per la riconquista della Penisola dagli Ostrogoti.
Nonostante gli sconvolgimenti che la caratterizzarono, la tarda antichità fu un'epoca dove non mancarono novità e significative evoluzioni in più discipline (basti pensare alla nascita e allo sviluppo di un'architettura e un'arte propriamente bizantine). In particolare fu proprio durante tale epoca, in età costantiniana, che la Chiesa cristiana, uscita di fatto rafforzata dall'ultima grande persecuzione (quella di Diocleziano e Galerio), iniziò ad essere protetta e a collaborare con quello stesso stato che fino a un decennio prima l'aveva combattuta, divenendo, sul finire del IV secolo, l'unica ufficialmente riconosciuta. La tarda antichità segnò pertanto la definitiva vittoria del Cristianesimo sul Paganesimo, ma anche la nascita di diverse dottrine cristologiche antagoniste e dei primi concili per definire i dogmi di fede. In virtù dei cambiamenti intercorsi in epoca tardo-antica, la Chiesa diventerà un'importante protagonista della successiva storia medievale, sia come comunità religiosa, sia come potenza politica.

## Dibattito storiografico

### Decadenza e tramonto del mondo antico (dall'Umanesimo all'Età barocca)
L'interesse per la tarda antichità, e in particolare per il periodo storico comprendente la decadenza e caduta dell'Impero romano d'Occidente, fu molto vivo in età umanistica e rinascimentale, entrando in molte dispute e saggi storici che si produssero in Italia fra il XIV e il XVI secolo. Per il Petrarca la caduta di Roma fu dovuta soprattutto al venir meno dei grandi uomini, mentre Flavio Biondo e Leonardo Bruni, spesso in polemica fra di loro, analizzarono, un secolo più tardi, il fenomeno del declino (inclinatio) della città eterna. Per Flavio Biondo tale declino ebbe inizio con il primo sacco di Roma (410) mentre, per Bruni, all'indomani della morte di Valentiniano III (455). Il Bruni si riallaccia al Petrarca e ad altri umanisti nell'individuare, fra le cause della decadenza dell'Impero, la scomparsa dei migliori.
Fra gli studiosi non italiani che, in quella stessa epoca, si occuparono della tarda antichità, vi furono Werner Rolevinck (che formulò una teoria dei corsi storici, molto vicina a quella sviluppata alcuni anni più tardi da Niccolò Machiavelli), Corrado Peutinger e Beato Renano. Questi ultimi rivisitarono la storia di quei secoli in chiave filo-germanica. Beato Renano in particolare, esaltò le gesta di alcuni popoli barbari (Goti, Franchi, Vandali) che, sostituendosi ai romani, introdussero nuovi valori etici in un impero in decadenza. Peutinger e Beato Renano sembrano in qualche modo precorrere problematiche di grande attualità nella storiografia contemporanea.
In epoca tardo-rinascimentale si colloca l'opera di Johannes Löwenklau (noto anche come Leonclavius o Johannes Leunclavius), un protestante che nel suo saggio In difesa di Zosimo (1576), considerato dal Mazzarino «la carta di fondazione degli studi moderni sul basso impero», pur rigettando la tesi sulle responsabilità dei cristiani nella decadenza di Roma, rivalutava alcuni personaggi pagani dell'epoca, fra cui l'imperatore Giuliano, e ne ridimensionava altri, fra cui Costantino. Di età barocca è invece il saggio di Ugo Grozio, Commentatio ad loca quaedam quae de Antichristo agunt aut augere putantur (1640) in cui il giureconsulto olandese vedeva nei vangeli apocrifi di Giovanni una premonizione della ribellione dei popoli federati contro l'autorità imperiale che, iniziata durante il regno dell'imperatore Onorio, avrebbe in pochi decenni travolto il mondo romano.
Nella seconda metà del Seicento si avvertì sempre più la necessità di ricollegare la storia del tardo impero a quella di un Cristianesimo ormai trionfante. Un grande studioso francese, Eustache Le Sueur, di fede protestante, si assunse per primo tale compito: nel suo saggio dal titolo Histoire de l'Eglise et de l'Empire (Storia della Chiesa e dell'Impero) del 1677 pur se in un'ottica di decadenza religiosa e morale, riuscì a tracciare un giudizio abbastanza positivo su alcuni imperatori cristiani del tempo (Costantino, Giustiniano), e anche sul pagano (Giuliano), considerato un «genialoide». Nel 1690 il noto erudito Louis-Sébastien Le Nain de Tillemont iniziò a pubblicare la sua Histoire des empereurs et des autres princes qui ont régné durant les six premiers siècles de l'Église (Storia degli imperatori e degli altri principi che hanno regnato durante i sei primi secoli della Chiesa), facendola terminare nel 518.

### Decadenza e tramonto del mondo antico (dall'Illuminismo ai nostri giorni)
Nell'Età dei lumi le opere sulla tarda antichità si moltiplicarono. Fra le tante emergono le Considerazioni sulle cause della grandezza dei Romani e della loro decadenza (Considérations sur les causes de la grandeur des Romains et de leur décadence, 1734) di Montesquieu, la Storia del Basso Impero (Histoire du bas-Empire) di Charles le Beau e, soprattutto, la monumentale Storia del declino e della caduta dell'Impero romano (History of the Decline and Fall of the Roman Empire, 1776-1789) dell'inglese Edward Gibbon. Quest'ultima opera ebbe una notevole influenza sulla storiografia di età successiva ed è considerata il primo grande saggio organico sulla storia europea da Augusto alla caduta di Costantinopoli (1453). La prima e la seconda parte relative alla tarda antichità (dalla nascita dell'Impero romano a Carlo Magno) furono particolarmente curate da Gibbon, che analizzò la nascita, lo sviluppo e la fine del mondo romano con grande acutezza, anche se alcune sue posizioni appaiono al giorno d'oggi alquanto superate.
Per Gibbon la decadenza dell'Impero ebbe inizio alla fine del secondo secolo, con Commodo, e si protrasse ininterrottamente fino alla scomparsa dell'Occidente romano. Tale decadenza ebbe origine da: 1) la trasformazione dell'esercito romano in un esercito di mercenari e la sua progressiva barbarizzazione; 2) l'ascesa e la diffusione del Cristianesimo la cui etica si contrapponeva a una visione virile ed eroica della vita che era stata la base dello sviluppo della potenza militare e delle virtù civiche grazie alle quali Roma aveva potuto forgiare un enorme impero; 3) le invasioni barbariche, che travolsero un mondo già in piena decadenza; 4) la fondazione di Costantinopoli e la successiva divisione dell'impero in due metà.
Con una felice intuizione Gibbon protrasse la storia imperiale di Roma fino al 1453, includendo in essa l'intera età bizantina, dando però su quest'ultima un giudizio fondamentalmente negativo. L'Impero romano d'Oriente, infatti, dopo aver conosciuto una notevole ripresa fra il regno di Giustiniano I e quello di Eraclio I, venne drasticamente ridimensionato dalla conquista islamica e costretto a lottare nel corso di un intero millennio per la sua stessa sopravvivenza, trascinando una stanca esistenza fino alla sua definitiva caduta per mano degli Ottomani. I bizantini pertanto, sempre secondo lo storico inglese, furono dei deboli successori dell'Impero di cui avevano fatto un tempo parte e, pur assumendone i titoli, non onorarono con il loro comportamento né il nome dei romani né quello dei greci.
La storiografia dell'Ottocento e Novecento trovò in Gibbon uno dei suoi più importanti punti di riferimento e riprese alcuni temi a lui cari fra cui quello della decadenza ed estinzione del mondo antico. Fra coloro che in vario modo condivisero con lo storico inglese un giudizio fondamentalmente negativo sulla tarda antichità segnaliamo: Jacob Burckhardt, Hippolyte Taine, Theodor Mommsen, Otto Seeck, Max Weber, Michael Rostovtzeff e molti altri. Tutti costoro, pur se con metodologie di studio, diagnosi e approcci alla materia spesso molto diversi fra di loro, ritenevano che il periodo compreso fra il III e il VI secolo costituisse un'epoca di decadenza e di progressiva distruzione del mondo antico. Tale periodo, iniziato con una lunga crisi politico-economica e protrattosi fino ad età altomedievale, aveva segnato il tramonto e la scomparsa della civiltà romano-ellenistica con le sue istituzioni e gli ideali che l'avevano animata, trovando forse il suo momento più emblematico nella caduta dell'Impero romano d'Occidente (476), che fu preceduta, e seguita, da profondi sconvolgimenti che interessarono buona parte d'Europa, dell'Africa settentrionale, dell'Asia occidentale e l'intero bacino del Mediterraneo. Sempre secondo tali storici, il mondo romano-occidentale, dopo essersi disintegrato politicamente, fu minato per secoli da una povertà endemica e una crisi demografica, economica, sociale e culturale che furono in parte riassorbite solo in età carolingia, o ancor più tardi, attorno all'anno 1000.
Posizioni a sé stanti, seppur per alcuni versi inquadrabili nell'orizzonte storiografico che si è precedentemente tratteggiato, furono quelle assunte da Henri Pirenne, André Piganiol e Santo Mazzarino. Pirenne fu il primo a formulare la tesi di una tarda antichità che si sarebbe dilatata, sotto il profilo temporale fino al VII o all'VIII secolo, fino all'epoca, cioè, dell'espansione araba. Secondo lo storico belga il mondo antico sarebbe inesorabilmente tramontato non a seguito delle invasioni barbariche, bensì a causa dell'imperialismo islamico, che spezzò per sempre l'unità del mondo mediterraneo. André Piganiol sostenne invece con particolare vigore la tesi della morte della civiltà romana "assassinata" dai suoi avversari, anche se era impossibile prevederne la scomparsa dopo la grande ripresa del IV secolo «La civiltà romana», scrisse lo storico francese, «…non è morta della sua morte naturale. Essa è stata assassinata». Per Santo Mazzarino, invece, era necessario fare una distinzione fra la cultura della tarda romanità (arte e letteratura in particolare), cui non poteva essere applicato il concetto di decadenza, e l'imbarbarimento dell'Impero di Occidente sotto il profilo politico e sociale, che invece rientrava pienamente in tale concetto.

### Mondo antico e sue trasformazioni (da Riegl a Brown)
Contrapponendosi a tale visione, giudicata catastrofista e unilaterale, alcuni studiosi, fra cui il critico d'arte Alois Riegl e Alfons Dopsch formularono fra gli ultimi anni dell'Ottocento e i primi decenni del Novecento valutazioni di segno diverso in cui però la continuità storica del mondo tardo antico veniva ad acquistare molta più importanza delle rotture. Riegl ebbe il merito di rivalutare l'arte romana del basso impero, respingendo il concetto stesso di decadenza del mondo tardo-antico e mettendo in evidenza i suoi legami con l'età successiva. Per Dopsch vi fu, fra il V e il VII secolo, un semplice cambio di protagonisti, con i Germani che dopo aver fatti propri i valori della romanità, si sostituirono ai romani come forgiatori dell'Europa altomedievale.
Le critiche alla storiografia tradizionale si andarono ulteriormente sviluppando nella seconda metà del Novecento, ad opera di un gruppo di studiosi di scuola germanica ed anglosassone (fra i tanti: Franz Georg Maier, Averil Cameron e, soprattutto, Peter Brown), ma anche francesi (in particolare Henri-Irénée Marrou), che, pur se con approcci e impostazioni diverse fra di loro, considerarono l'età compresa fra l'estinzione della dinastia dei Severi e la nascita dell'Islam come un'era di mutamenti, spesso traumatici, ma ricchi di stimoli e fermenti sia sotto il profilo religioso, sia sociale, economico e, più in generale ideologico e culturale. Al concetto di "invasioni" si è venuto così ad affiancare o sostituire sempre più spesso quello di "migrazioni di popoli", a quelli di "decadenza" e "distruzione", quello di "trasformazione" del mondo antico, senza il quale sarebbe inspiegabile il Medioevo europeo e la genesi della civiltà occidentale e di quella islamica.
In particolare vi è stata una rivalutazione del IV secolo, epoca di rinascita resa possibile da una ripresa economica e culturale di vasta portata, sia nell'occidente latino, sia nell'oriente romano di espressione prevalentemente ellenica. In quell'epoca Roma continuò ad essere il centro della tradizione e della cultura dell'Impero anche quando la corte si trasferiva prima a Milano, poi a Ravenna, anzi, fu allora che venne forgiato il mito di Roma. Scrive a tale proposito Peter Brown: «Il mito di Roma, che avrebbe assillato gli uomini del Medioevo e del Rinascimento - Roma aeterna, Roma concepita come l'apogeo naturale della civiltà destinato a perpetuarsi per sempre - non fu creata dai sudditi dell'Impero romano classico, fu ereditato direttamente dal patriottismo tenace del mondo latino della fine del IV secolo».
Sotto un profilo prettamente culturale, anche il V secolo è stato al centro di una notevole rivalutazione, soprattutto in campo storico-artistico (Riegl) e in quello letterario e della speculazione filosofica e teologica, che ebbe in Agostino d'Ippona il suo massimo rappresentante, allorché «…l'Occidente latino entrava in possesso di ciò che gli spettava…» E, in effetti, sarà proprio l'eredità della Roma del Basso Impero a trasmettersi al Medioevo occidentale, all'Europa moderna e a Bisanzio.
L'Impero romano d'oriente, trasformatosi gradualmente nei secoli successivi in Impero bizantino, ben lontano dall'essere un'entità trascurabile e trascurata, o quasi ignorata, o assente per la maggior parte degli storici, e comunque non facilmente inquadrabile nel mondo europeo, è sempre più stato oggetto di attenzioni e di studio da parte di alcuni studiosi menzionati anteriormente (fra cui Averil Cameron). Costoro hanno avuto il merito di imporlo all'attenzione generale come il motore di una civiltà complessa e raffinata che influenzò non solo l'Occidente (basti pensare al corpus iuris civilis) ma anche e soprattutto l'Europa orientale e il mondo islamico il cui sviluppo politico, sociale e culturale deve molto all'apporto del patrimonio tardo-romano ed ellenistico ereditato da Bisanzio.
Particolare risalto da parte degli storici summenzionati e in particolare di Peter Brown, viene dato alla religione e alla spettacolare ascesa del cristianesimo nel corso del IV - V secolo, che, dopo aver trionfato sul paganesimo, fece propri molti dei valori civili, etici e culturali della civiltà classica e del mondo romano, dando vita a una letteratura di alto profilo e a un'arte di particolare suggestione, non a caso passata alla storia come paleocristiana, la quale celebrò la nuova religione ufficiale dello Stato e la forza di penetrazione della sua Chiesa. Quest'ultima, pochi decenni dopo aver subito la sua estrema e più terribile persecuzione, si stava già avviando a ricoprire quel ruolo da protagonista che avrebbe conservato per tutto il Medioevo e per buona parte dell'età moderna. E fu, forse, proprio per influenza del cristianesimo che alcuni valori "tradizionali", che mettevano in primo piano gli interessi generali, lasciarono posto a quelli afferenti alla sfera privata, segnando in tal modo un primo passo verso l'individualismo.

### Altre tesi storiografiche
Negli ultimi decenni del Novecento alcuni storici hanno tentato di superare il dualismo invasioni - migrazioni, non accettando l'idea che vi fossero stati grandi spostamenti di popolazioni barbare o che tali popolazioni avessero una cultura molto diversa e incompatibile con quella tardo-antica romana. Altri sono arrivati ad asserire che le tribù che diedero vita ai regni romano-barbarici non costituissero etnie omogenee, che non avessero consapevolezza della propria identità e che pertanto non erano ostili all'ordinamento e alle strutture imperiali che anzi tendevano a salvaguardare. Fra questi ultimi merita una menzione Walter Goffart, che nel suo celebre saggio dall'indicativo titolo di Barbarians and Romans, AD 418-584: The Techniques of Accomodation (1980) ha suggerito una visione tutt'altro che traumatica dell'insediamento delle stirpi germaniche nel suolo dell'Impero, le quali «…non di terra si sarebbero appropriate, ma di gettito fiscale».

## Contesto storico

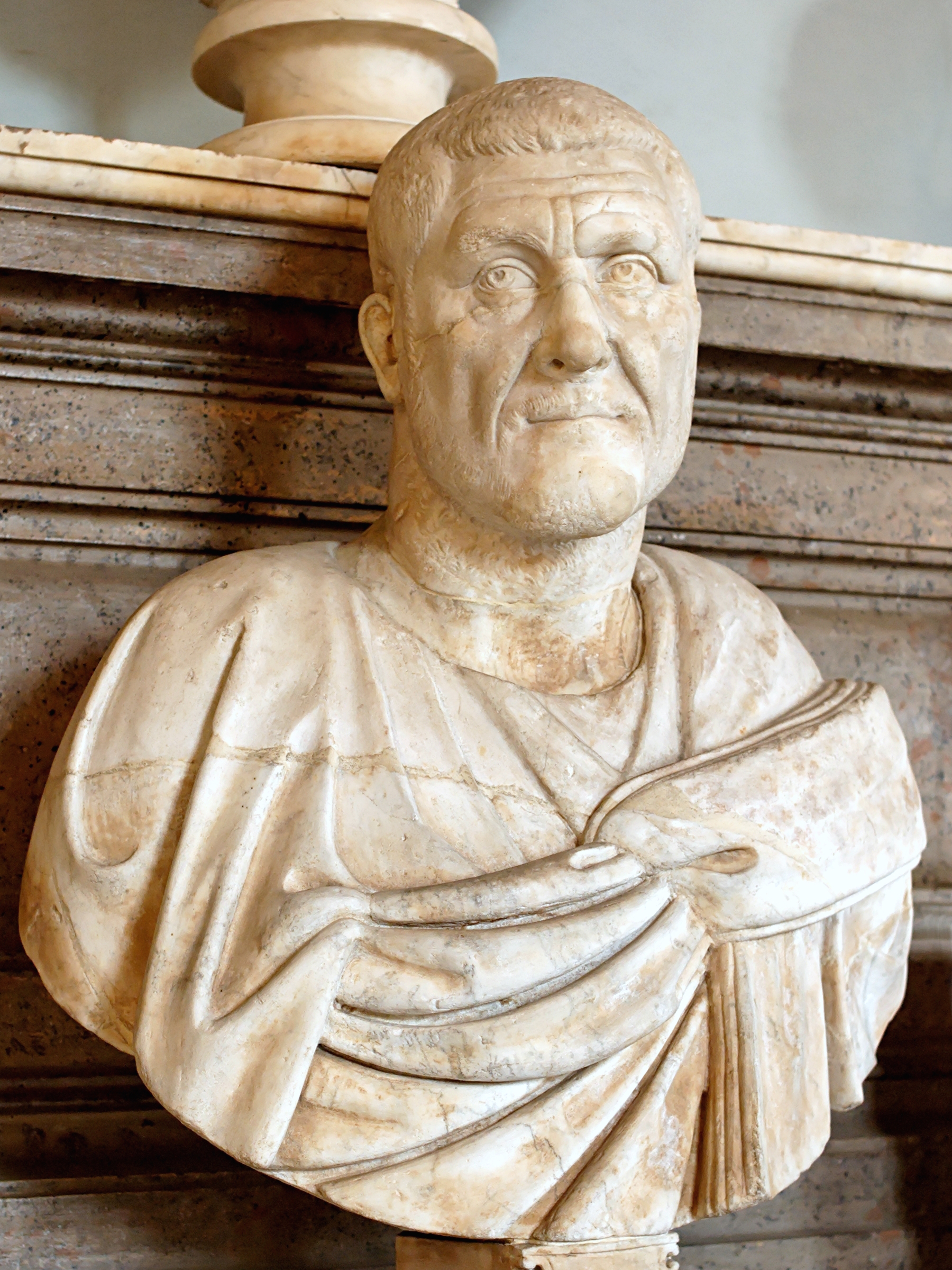
L'imperatore Massimino il Trace iniziò il turbolento periodo dell'anarchia militare, che terminò solo con Diocleziano cinquant'anni dopo

Per meglio comprendere il periodo "tardo antico", vale la pena provare a ricostruire qui brevemente gli accadimenti politico-militari principali che lo precedettero. Alla dinastia dei Severi (193-235) successe un periodo durato cinquant'anni di anarchia militare, denominato crisi del III secolo dove si assistette a una sempre più chiara tendenza di dominio dell'esercito nel processo di scelta e acclamazione dell'imperatore. Primo di questi "Imperatori-soldato" fu Massimino Trace, figlio di un contadino che aveva fatto carriera per le straordinarie doti militari, venne scelto per acclamazione delle truppe della Pannonia, e uno dei suoi primi provvedimenti fu quello di aumentare considerevolmente la paga dei soldati. Osteggiato dal Senato, riuscì a eliminare le congiure con ferma severità, ma la sua politica fiscale, molto dura soprattutto verso le classi abbienti e i contadini liberi, causò una frattura insanabile con l'aristocrazia romana, tanto che Massimino evitava l'Urbe ignorandola e risiedendo a Sirmio (l'odierna Sremska Mitrovica in Serbia).
Quando le campagne contro i Germani sembravano dare i frutti sperati, con una maggiore tranquillità lungo i confini, il Senato appoggiò un nuovo imperatore, Gordiano II, che durò però appena un mese. Massimino venne assassinato nel 238 e gli successe Gordiano III, che, resosi inviso all'esercito, venne a sua volta assassinato nel 244, iniziando un periodo di instabilità politica caratterizzato dalla rapida successione al trono di vari imperatori.  Un elemento comune a questi imperatori era la loro estraneità a Roma, essendo quasi tutti di origine pannonico-danubiana, le regioni più militarizzate perché esposte a maggiori pericoli dai confini. Filippo l'Arabo, imperatore proveniente dalla recentemente annessa Arabia, una delle regioni dell'impero quindi meno romanizzate, si trovò a dover festeggiare il primo millennio di storia romana nel 248.
Nel 260 Valeriano fu sconfitto e catturato dal re sasanide Sapore I, un re persiano; i Persiani avevano promosso rivoluzioni contro i Romani mossi da sentimenti nazionalisti già nel 250, volendo restaurare un impero morto a causa di Alessandro il Grande. Il primo ad affrontarli fu Severo Alessandro, cugino di Elagabalo, ma nulla poté concludere, poiché premevano anche i barbari sul Danubio. Lasciò l'eredità della guerra agli imperatori che lo seguirono. Nessuno riuscì a risolvere il problema, anzi, i Persiani conquistarono la Siria, mentre la Dacia andava perduta.Con Aureliano (270-275), che riportò significative vittorie contro i Germani, gli Scito-sarmatici, i rivoltosi egiziani e Zenobia, la regina ribelle di Palmira, la situazione interna dell'Impero iniziò tuttavia a normalizzarsi. Soltanto Aureliano (275-277) riportò la Siria ai Romani.

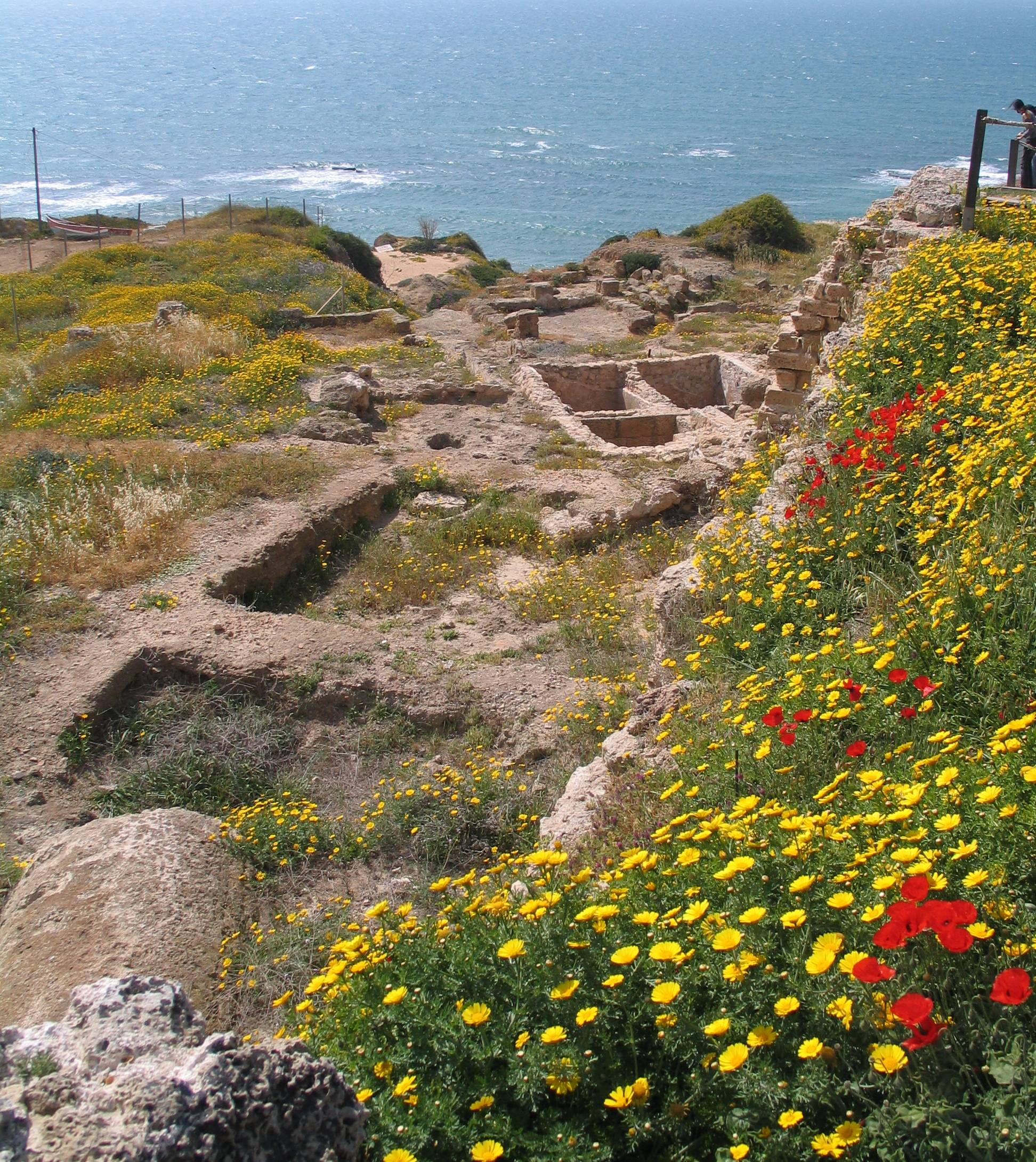
Resti di una villa romana ad Apollonia, Israele

Per tutto il III secolo i segni di crisi si fecero sempre più evidenti: contrazione demografica, ristagno economico innescato dalla penuria di schiavi, guerre civili, scorrerie di barbari, brigantaggio nelle campagne e rivolte contadine (come quella delle bacaudae nelle Gallie). Le attività nelle città iniziarono a languire, le persone a spostarsi nelle campagne in cerca di cibo e rifugio, dove entravano spesso nelle villae fortificate, in uno stato di semi-schiavitù da parte dei latifondisti, in cambio della sicurezza assicurata dai piccoli eserciti privati. Si svilupparono in tal modo bande di fuorilegge che trovarono lo Stato romano, turbato dall'anarchia politica e militare, incapace di reprimerle.
Contemporaneamente si assisteva allo spopolamento di intere regioni che venne causato da vari fattori, tra i quali sono stati dimostrati alcuni elementi climatici e sociali: i contadini non conoscevano la rotazione delle colture e via via che la terra diventava improduttiva si dovevano spostare verso altre aree. Mentre per questi fattori l'impero si andava gradualmente impoverendo, le situazioni ai confini si stavano facendo sempre più critiche, con richieste di tributi per sostenere la macchina militare che sempre con maggiori difficoltà venivano coperti. Le aree spopolate vennero in seguito concesse ad alcune popolazioni barbariche per prime si stabilirono nell'Impero come foederati.
I Goti erano una popolazione germanica che si era insediata sul Mar Nero e che con le sue incursioni piratesche aveva infastidito non poco la navigazione nel Mediterraneo. A nord invece premevano varie orde barbare per potersi stabilire all'interno dell'Impero. Costoro avevano raggiunto il limes a seguito delle tensioni e dei sommovimenti causati dalle migrazioni di altri gruppi etnici in Europa orientale.
Oggi si sa che questi grandi movimenti di popoli furono causati sia da un peggioramento climatico, che raffreddò l'ambiente e inaridì i pascoli, sia, in epoca successiva, dalla pressione di altre etnie asiatiche (e in primo luogo degli Unni). In un primo tempo le popolazioni germaniche avevano generalmente intenzioni pacifiche, e vennero accolte dalle autorità romane in alcune zone ormai spopolate dell'Impero, secondo l'istituto dello ius hospitii e della foederatio.

## Accadimenti politici e militari (284-476)
Riguardo ai principali eventi politico militari si rimanda per ogni approfondimento alle voci riguardanti il tardo Impero romano ed alla storia delle campagne dell'esercito romano in età tardo-imperiale.

## Società

### Forme di governo
Con l'elezione di Diocleziano (284-285) si consolidò la normalizzazione interna dell'Impero iniziata con Aureliano. Il nuovo sovrano inaugurò un programma di riforme che rafforzarono il carattere assolutistico e gerarchico dell'Impero che, attorno al 300, venne diviso in due grandi regioni amministrative, quella orientale, con capitale Nicomedia, e quella occidentale, con capitale Milano. A capo di tali macroregioni pose due Augusti affiancati da un imperatore in sottordine, destinati a succedere loro in caso di necessità, i quali governavano a loro volta due sotto-aree, quella greco-balcanica con capitale Sirmio, e quella nord-occidentale con capitale Treviri. Era la tetrarchia, ideata per disinnescare le lotte ereditarie. In questo sistema Roma era sempre la capitale sacra e ideale, il Caput mundi, ma la sua posizione geografica, lontana dalle bellicose zone di confine, non rendeva possibile un suo uso per funzioni politiche o strategiche.
Il nuovo imperatore nominò nel novembre del 285 come suo vice in qualità di cesare, un valente ufficiale di nome Marco Aurelio Valerio Massimiano, che pochi mesi più tardi elevò al rango di augusto il 1º aprile del 286, formando così una diarchia in cui i due imperatori si dividevano su base geografica il governo dell'impero e la responsabilità della difesa delle frontiere e della lotta contro gli usurpatori. Diocleziano, che si considerava sotto la protezione di Giove (Iovio), mentre Massimiano era sotto la protezione "semplicemente" di Ercole (Erculio, figlio di Giove), manteneva però la supremazia. Tale sistema, concepito da un soldato come Diocleziano, non poteva che essere estremamente gerarchizzato.
Data la crescente difficoltà a contenere le numerose rivolte all'interno dell'impero, nel 293 si procedette a un'ulteriore divisione funzionale e territoriale, al fine di facilitare le operazioni militari: Diocleziano nominò come suo Cesare per l'oriente Galerio e Massimiano fece lo stesso con Costanzo Cloro per l'occidente. Il sistema si rivelò efficace per la stabilità dell'impero e rese possibile agli augusti di celebrare i vicennalia, ossia i vent'anni di regno, come non era più successo dai tempi di Antonino Pio. Tutto il territorio venne ridisegnato dal punto di vista amministrativo, abolendo le regioni augustee con la relativa divisione in "imperiali" e "senatoriali". Vennero create dodici circoscrizioni amministrative (le "diocesi", tre per ognuno dei tetrarchi), rette da vicarii e a loro volta suddivise in 101 province. Restava da mettere alla prova il meccanismo della successione.
In tale sistema l'imperatore assunse con ancor maggiore decisione connotati monarchici, riducendo le residue istituzioni repubblicane a semplici funzioni onorifiche. Il governo venne quindi progressivamente affidato a funzionari imperiali, scelti tra le file della classe dei cavalieri e tra i liberti. Tuttavia la stessa figura imperiale venne moltiplicandosi, con due imperatori titolari, gli Augusti, uno per la pars Occidentalis ed uno per la pars Orientalis, spesso affiancati da colleghi di rango inferiore aventi il titolo di Cesare.

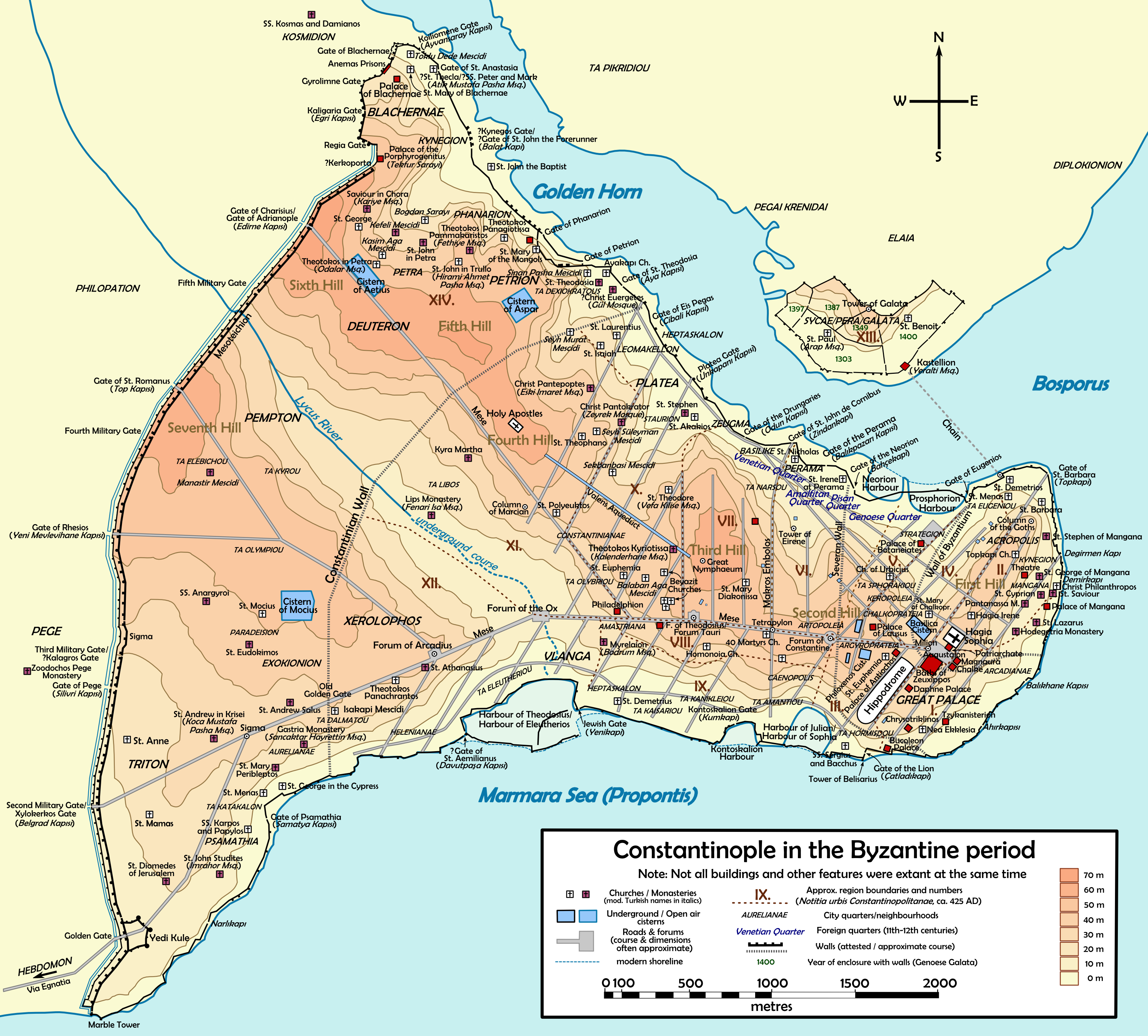
La nuova capitale dell'Impero romano, Costantinopoli, rifondata da Costantino I nel 330

Per facilitare l'amministrazione e il controllo fu, inoltre, potenziata la burocrazia centrale e si moltiplicarono le suddivisioni amministrative: ciascuna delle quattro parti dell'impero, governata da uno dei tetrarchi, faceva capo a una distinta prefettura del pretorio: Gallie, Italia, Illirico, Oriente. Da queste dipendevano poi le Diocesi, in tutto dodici, rette dai Vicarii, nelle quali erano raccolte le provincie, con a capo funzionari imperiali con il rango di correctores o presides. In pratica il nuovo ordine imperiale disarticolava le vecchie strutture repubblicane accentrando ogni funzione attorno alla figura del sovrano.
Nella pratica il sistema della tetrarchia durò ben poco, per via degli eserciti tutt'altro che disposti a deporre il potere politico che avevano avuto fino ad allora e che aveva loro valso numerosi vantaggi e privilegi. Già al primo passaggio, con la morte di Costanzo (306) le truppe stanziate in Britannia acclamarono suo figlio Costantino, che diede il via a una guerra civile con gli altri tre pretendenti. Dopo aver battuto Massenzio e Massimino, restarono Licinio e Costantino che stipularono una pace. Ma nove anni dopo, nel 324, Costantino attaccò e sconfisse Licinio, che venne relegato in Tessaglia dove morì in seguito, assassinato dopo essere stato accusato di complotto. Il sistema tetrarchico non venne più restaurato.
Costantino, dopo aver ristabilito l'unità della carica imperiale, iniziò a curarsi della politica istituzionale, economica e politica dell'Impero. Dovette presto constatare come l'asse dell'Impero si trovasse ormai a oriente e per questo fece di un piccolo insediamento sul Bosforo una nuova capitale, alla quale diede il nome di Nova Roma. Tale nome non si impose tuttavia, venendogli preferito, fin dai primi anni dalla sua fondazione, quello di Costantinopoli (Città di Costantino). Tra i vantaggi della città c'era l'ottima posizione strategica tra Asia e Europa, vicina alla frontiera difficile con la Persia, le difese naturali, l'ottimo sistema viario e marittimo che vi transitava. Nella scelta di Bisanzio ci fu probabilmente anche la volontà di privilegiare la difesa del ricco e popoloso oriente rispetto al più provinciale e rurale occidente. La nuova capitale venne ufficialmente inaugurata nel maggio del 330. Costantino abbandonò le altre tre capitali dell'epoca di Diocleziano e divise l'Impero in 14 diocesi e 117 province.

### Barbari

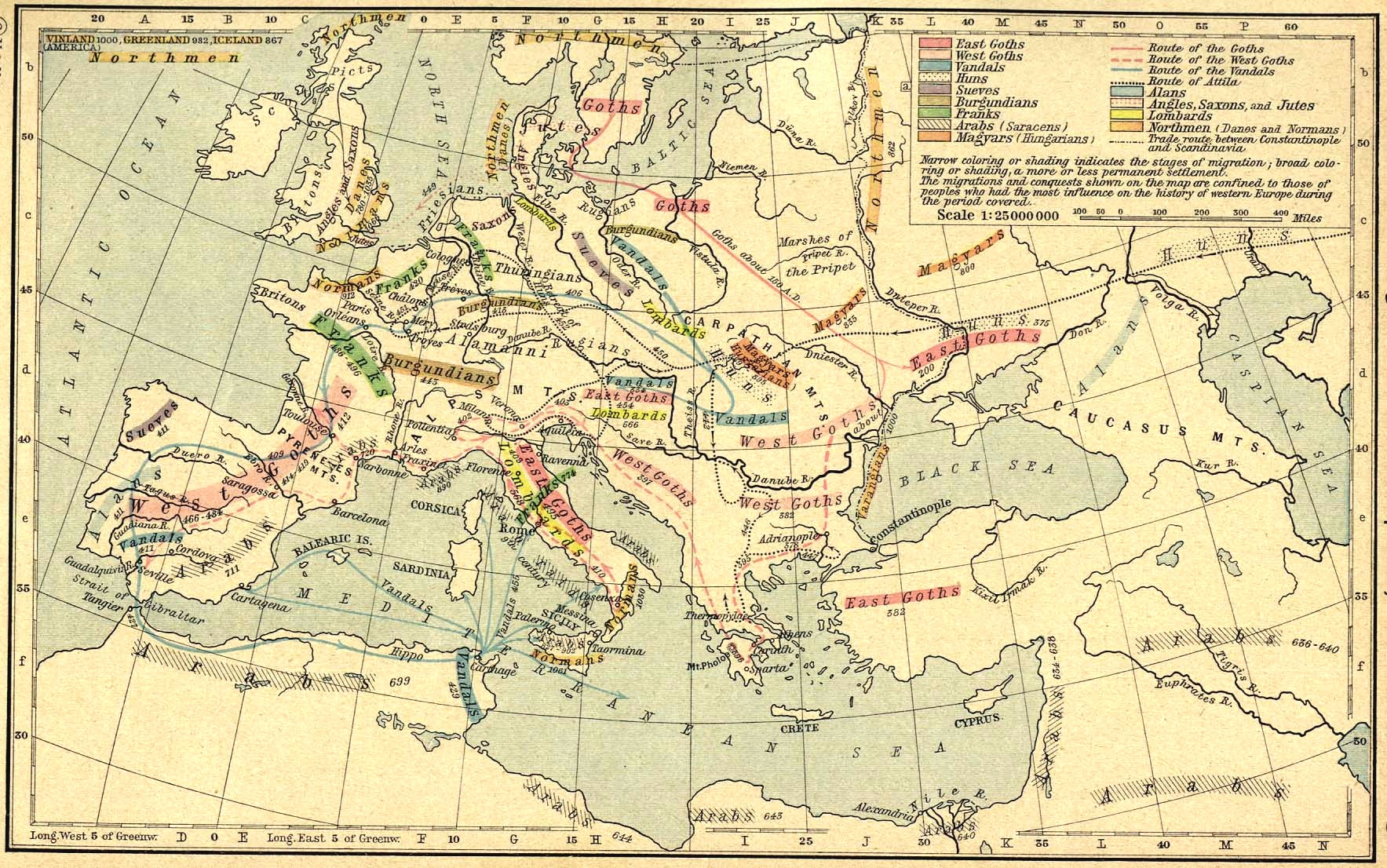
Le invasioni barbariche del II-V secolo

Un nuovo elemento che mutò profondamente l'equilibrio dell'universo imperiale romano, oltre alla continua divisione dell'impero in due o più partes e la nuova fede del Cristianesimo, fu l'arrivo di nuovi popoli entro i suoi confini. Barbaro di per sé era una parola dall'accezione negativa utilizzata dai greci in epoca pre-romana e che aveva il significato di balbuziente, incapace di parlare il greco. I Romani adottarono tale termine estendendolo a tutti coloro che non sapessero esprimersi compiutamente in latino, oltreché in greco. Gli insediamenti di popoli eurasiatici non sempre ebbero connotazioni cruente o negative. Varie etnie "barbare" diedero anzi origine ad entità statuali che, salvo rare eccezioni, si romanizzarono gradualmente dando vita, in età medievale, alle moderne nazioni europee. Per tale ragione alcune storiografie, come quelle di area germanica, hanno preferito usare la denominazione di "migrazioni di popoli" (Völkerwanderung).

#### Chi erano
Nel mondo antico si conoscevano popolazioni "barbariche" fin dall'VIII secolo a.C. I Greci indicavano come barbari una serie di popoli migratori stanziati tra il Danubio, il Mar Nero e la zona nord-iranica. Essi erano di stirpe scitica, celtica e tracia, seminomadi e dediti all'allevamento (soprattutto equino e ovino) e alla raccolta di frutti spontanei. I greci li dividevano in due etnie fondamentali (in realtà piuttosto omogenee): i Geti e i Daci.
Gli Sciti invece erano dei nomadi provenienti dal nord dell'Iran, abili arcieri a cavallo, dediti a cerimonie sciamaniche che prevedevano stati di estasi prodotta forse da sostanze allucinogene (probabilmente l'hashish), che nei greci destavano stupore e timore. Essi erano suddivisi in tribù guerriere che avevano in comune la lingua, la religione, le armi, le tecniche di allevamento dei cavalli da guerra e quelle di fonditori di metalli ed orefici. Ritrovamenti di tumuli con ricchi corredi in oro e metallo sono stati ritrovati dalla Siberia al Caucaso, dai confini con l'impero cinese all'Iran. Le loro continue migrazioni furono il motore di tutte le migrazione dell'Eurasia centrale per tutto il primo millennio a.C., e non mancarono di preoccupare grandi imperi come quello cinese.
Analoghi per alcuni versi agli Sciti erano i Sarmati, nomadi e cavalieri di origine nordiranica, che apparvero sulla scena del confine Europa/Asia verso il I-II secolo d.C. sospinti probabilmente da altre popolazioni asiatiche. Erano probabilmente sarmati gli Iazigi che si scontrarono con le truppe di Adriano nel II secolo, mentre i Roxolani erano sarmati stanziati tra i Don e il Dnepr. Sarmati erano anche gli Alani, originari della zona adiacente al lago d'Aral, che cercarono di insediarsi in Cappadocia nel I secolo. I Romani sottolineano nei loro trattati militari la forza di questi guerrieri, grazie all'uso dei cavalli e alla pesante armatura in ferro, bronzo, corno e cuoio. Queste tecniche, assimilate poi in Occidente, dovevano essere nate per proteggersi dalle frecce delle altre tribù nomadi delle steppe. Una volta che i Sarmati raggiunsero i territori degli scontri tra Persiani e Romani, vennero ingaggiati nei rispettivi eserciti, soprattutto in quello persiano.
I Germani combattevano sempre a piedi, almeno fino al II secolo. Inizialmente essi non erano interessati ai territori romani, come riporta Tacito. Fra il II e il IV secolo essi iniziarono tuttavia a premere sul limes, sospinti dalle tribù di nomadi delle steppe che, superiori militarmente, ne occupavano i pascoli. Le tribù nomadi erano a loro volta condizionate dai cambiamenti climatici, che rendevano più freddi e aridi i loro territori. Inizialmente essi vennero arruolati nell'esercito romano come ausiliari, ottenendo a fronte del graduale spopolamento il diritto di insediarsi in alcune zone dell'impero e trasformandosi in tal modo da pastori e cacciatori nomadi o seminomadi a agricoltori sedentari.
La carenza di documentazione scritta impedisce di conoscere a fondo la mitologia e la religione dei germani: le loro fonti (archeologiche, rune e poemi) sono spesso di difficile interpretazione, mentre le fonti latine e greche sono tarde e scarsamente obiettive per l'implicita difficoltà di capire culture estranee al loro mondo.

#### Romani e Barbari
Verso la metà del IV secolo la pressione delle tribù germaniche sui confini del Danubio e del Reno era diventata molto forte. Tali tribù erano incalzate dagli Unni provenienti dalle steppe, che costituivano, forse, la stessa popolazione degli Hsiung-Nu che un secolo prima avevano insidiato l'Impero cinese presso la Grande Muraglia. Le invasioni barbariche furono un fenomeno di vasta portata e lunga durata, che ebbe probabilmente come epicentro le steppe dell'Asia centrale. La storiografia ha tramandato i nomi di Alamanni, Svevi, Burgundi, Franchi, Vandali, Ostrogoti, Visigoti ed altri ancora.
Nel 378 i Visigoti sconfissero e uccisero l'Imperatore Valente nella battaglia di Adrianopoli. Graziano non si sentiva in grado di controllare da solo la situazione, e affidò al genero Teodosio la parte orientale dell'Impero. Teodosio venne a patti con i Visigoti, che minacciavano la stessa Costantinopoli, accettandoli come foederati e ammettendoli come mercenari nell'esercito romano.
A questo proposito non va dimenticato che nelle stesse file dell'esercito militavano ormai molti mercenari barbari: l'ereditarietà del ruolo di soldato rendeva sempre più difficile trovare persone adatte ad indossare le nuove pesanti armature che, adottate dai Parti, erano diventate necessarie anche per i Romani, senza contare la nuova cavalleria corazzata, sempre di origine partica, che comportava cavalli e cavalieri giganteschi.
I legionari romani, invece, erano sempre più attratti dal commercio o da altre attività non castrensi, cui sommavano i molti privilegi di cui continuavano a usufruire, tra i quali l'ambizione di essere sempre più spesso i veri arbitri dell'elezione imperiale. Alla penuria di forze realmente combattenti si fece fronte, all'inizio, con arruolamenti di Germani (legalmente liberi di arruolarsi come ausiliares, a differenza dei cittadini romani) e poi con la stipula di contratti con gruppi di guerrieri accompagnati dalle relative famiglie, che ricevevano terre abbandonate dai cittadini oltre a somme di denaro annuali per il loro servizio.
È importante notare che la pressione dei barbari sull'Impero non sempre fu distruttiva, nel senso che molti barbari non desiderano altro che entrare a far parte dell'Impero, stanziandosi sul territorio oppure offrendosi al servizio di questo (si vedano i generali d'origini germane come il grande Stilicone, o il caso di Magnenzio, che tuttavia si autoproclamò imperatore, Arbogaste, che dopo un'onorevole carriera in cui fece addirittura le veci dell'Imperatore in Occidente probabilmente fece assassinare l'imperatore Valentiniano II, etc.).
Tuttavia, quando si accorgono che il rapporto di forze è loro favorevole, a volte i capi barbari non esitano a rompere gli indugi e misurarsi in battaglia con le forze imperiali. A questo proposito è indicativa la clamorosa sconfitta subita da Valente da parte dei Goti che successivamente distruggeranno anche Milano o il sacco di Roma da parte di Alarico frustrato nella sua ambizione di venir nominato maresciallo dell'Impero e sentitosi tradito dai Romani che lo avevano lusingato con fallaci promesse.
I re barbarici e l'Impero avevano relazioni, anche nei momenti più drammatici, che non si riducevano mai a uno scontro frontale. In realtà i barbari ammiravano e temevano le istituzioni imperiali, mentre la classe dirigente romana si avvaleva spesso delle forze di queste popolazioni vincolandole attraverso patti di varia natura e in particolare della foederatio e hospitalitas. Spesso i capi barbarici entravano in stretto contatto con la corte imperiale, imparentandosi con le grandi famiglie patrizie e con la stessa famiglia imperiale, accettando i titoli onorifici (come patricius) e scegliendo per sé prenomi di tradizione romana, come Flavius. Molti barbari fecero carriera nell'esercito romano e come guardie del corpo imperiali, come il generale Stilicone, che aveva sposato una nipote di Teodosio I.

#### Barbarizzazione dell'esercito in Occidente
L'esercito romano nel V secolo si trovava nella necessità di rispondere rapidamente alla crescente pressione barbarica in Occidente, ma senza poter sopperire alle esigenze di reclutamento attingendo unicamente dai territori imperiali, a causa della diffusa resistenza alle costrizioni. Per questa ragione si ricorse sempre di più a contingenti barbarici, utilizzati dapprima come mercenari a fianco delle unità regolari tardo imperiali (legiones, vexillationes ed auxiliae), ed in seguito, in forme sempre più massicce, come foederati che conservavano i loro modi nazionali di vivere e fare la guerra. Il risultato fu un esercito romano nel nome, ma sempre più estraneo alla società che era chiamato a proteggere. Da alcune fonti letterarie del tempo si può evincere che il termine "ausiliario" divenne a poco a poco sinonimo di "soldato", così come lo fu nei secoli precedenti il termine "legionario", il che sta ad indicare una fase di progressiva smobilitazione delle antiche unità legionarie in favore di quelle ausiliarie. In una seconda e ultima fase, l'esercito romano avrebbe perso definitivamente la sua identità, come già sarebbe avvenuto all'epoca del magister militum Flavio Ezio, colui che riuscì a contenere Attila e gli Unni, quando probabilmente anche la maggior parte delle auxiliae palatinae, esempio di riuscita integrazione dell'elemento barbarico nella macchina bellica romana, furono rimpiazzate da federati.
Ma se l'Impero fosse riuscito a controllare l'immigrazione dei Barbari e a romanizzarli, sarebbe riuscito a sopravvivere. Prima della battaglia di Adrianopoli, ai barbari che migravano nell'Impero con il permesso dell'Impero (deditio) oppure come prigionieri di guerra non era permesso di conservare la loro unità di popolo: alcuni venivano arruolati nell'esercito, mentre il resto veniva sparpagliato per un'area vastissima come contadini non liberi. In questo modo l'Impero rendeva inoffensivi i nuovi arrivati, e li romanizzava. In seguito alla sconfitta di Adrianopoli, l'Impero dovette però venire a patti con i vittoriosi Goti, concedendo loro di stanziarsi nei Balcani come foederati semiautonomi: essi mantennero il loro stile di vita e i loro re stanziandosi in territorio romano come esercito alleato dei Romani. Oltre ai Goti, che alla fine ottennero, dopo molte altre battaglie contro l'Impero, la concessione dall'Imperatore Onorio di fondare un regno federato in Aquitania (418), altri popoli come Vandali, Alani, Svevi e Burgundi (che entrarono all'interno dei confini dell'Impero nel 406) ottennero, grazie alle sconfitte militari che inflissero all'Impero, il permesso da parte dell'Impero di stanziarsi all'interno dell'Impero.
Le devastazioni dovute alle invasioni e le perdite territoriali determinarono una costante diminuzione del gettito fiscale con conseguente progressivo indebolimento dell'esercito romano. Da un'attenta analisi della Notitia Dignitatum, si può ricavare che quasi la metà dell'esercito campale romano-occidentale andò distrutto nel corso delle invasioni del 405-420, e che le perdite furono solo in parte colmate con l'arruolamento di nuovi soldati, mentre molte delle ricostituite unità erano semplicemente unità di limitanei promossi a comitatenses, con conseguente declino dell'esercito sia in quantità che in qualità. La perdita dell'Africa dovette essere un altro duro colpo per le finanze dello stato e indebolì ulteriormente l'esercito, che intorno al 460 doveva essere l'ombra di sé stesso a causa della continua erosione del gettito fiscale. Di questo ne approfittarono i Vandali, i Visigoti, i Franchi che ridussero in pratica l'Impero all'Italia o poco più.
Nel 476 l'esercito sollevato da Odoacre contro il magister militum Flavio Oreste e l'ultimo imperatore in Italia, Romolo Augusto, era costituito unicamente da federati germanici, perlopiù Sciri ed Eruli. Tuttavia l'assetto generale dell'esercito romano tardo-imperiale, e alcune sue unità, sopravvissero almeno fino al VI secolo in seno alla Pars Orientis, come testimoniato dalla presenza dei Regii, auxilia palatina attivi sin dalla pubblicazione della Notitia Dignitatum, a difesa delle mura aureliane minacciate dagli Ostrogoti durante la guerra di riconquista di Giustiniano.

## Religione

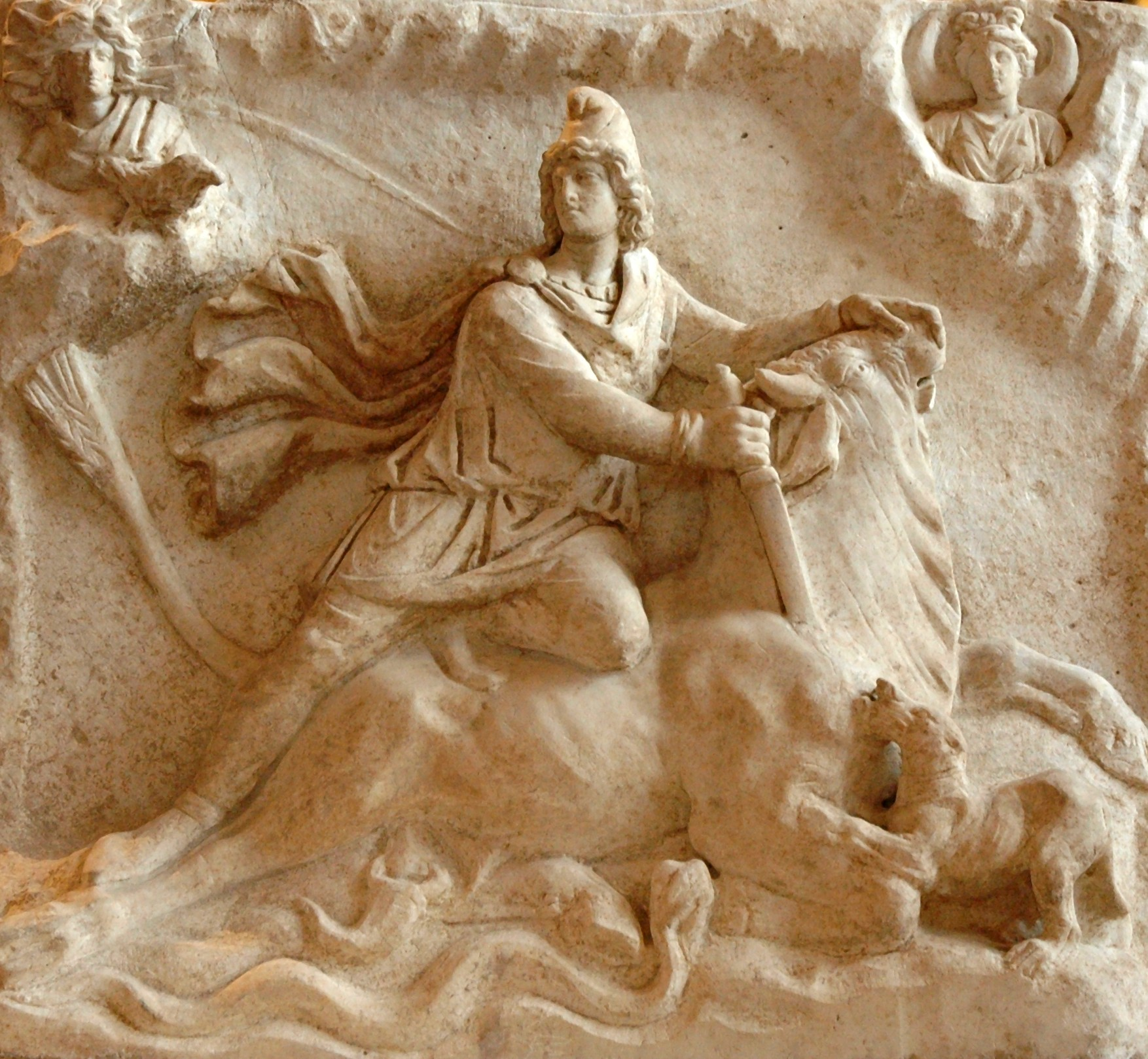
Bassorilievo del II-III secolo raffigurante una tauroctonia, Mitra che sacrifica il toro sacro

La società romana era caratterizzata da un pantheon di divinità molto ampio, che spesso accoglieva gli dèi delle culture assoggettate affiancandosi a quelli tipicamente latini, sebbene spesso (dopo il VII secolo a.C., ma con grande incisività tra III e II secolo a.C.) influenzati e sovrapposti a quelli dalla cultura greca: la triade arcaica Giove, Marte, Quirino, la Triade capitolina (Giove, Giunone e Minerva), ecc. Si trattava di culti che si esprimevano soprattutto nella vita esteriore, con una complessa serie di culti ben codificata, nei quali aveva un ruolo importante l'autorità pubblica.
Le influenze ellenistiche, egizie ed orientali portarono all'introduzione di culti misterici (Mysteria), culti "chiusi" ma non necessariamente segreti, che a loro volta entrarono velocemente nella religione pubblica istituzionale. Tra questi i principali erano quelli legati alla Dea Madre (Cerere o Venere o Cibele) a Demetra (dea della fertilità e del ciclo della vita) e a Bacco. Se i primi due culti ricevettero larghi consensi anche a livello imperiale, l'ultimo venne proibito nel 186 a.C. per motivi di carattere morale e di ordine pubblico legati ai bacchanalia.
Una nuova ondata di culti misterici si ebbe a partire dal I secolo a.C.: arrivarono a Roma Iside e Osiride. La novità di queste religioni, importate dal Vicino Oriente e dall'Egitto, era quella di offrire un carattere privato alla religione, a differenza di quello pubblico delle cerimonie, legato maggiormente alla salvezza individuale tramite il concetto platonico dell'immortalità dell'anima. Nel I secolo d.C. arrivò invece il culto iniziatico di Mitra, probabilmente importato dagli eserciti durante le campagne contro la Persia. Più contestato fu invece il culto siriaco di Helios, introdotto dall'imperatrice Giulia Domna e sviluppato da Eliogabalo: l'affermazione del culto del Sol Invictus fu il segno più lampante dell'orientalizzazione della corte imperiale, che portò però a una rivolta tradizionalista che costò la caduta a Eliogabalo.
Aureliano riprese alcuni elementi del culto solare, ma li adattò al culto dell'imperatore (sua madre era una sacerdotessa di Helios nell'Illirico), senza però proporre il culto come unico e assoluto, come aveva fatto Eliogabalo. Questa idea riprendeva il concetto di semidivinità del sovrano inaugurata da Alessandro Magno. Le figure delle varie divinità erano ormai dai contorni sfumati e sovrapposti zona per zona ad altre divinità locali: il Belenus celtico veniva identificato con Helios-Apollo, oppure il dio Wotan germanico veniva assimilato a Hermes-Mercurio.

### Cristianesimo
primo viaggio
     secondo viaggio
     terzo viaggio

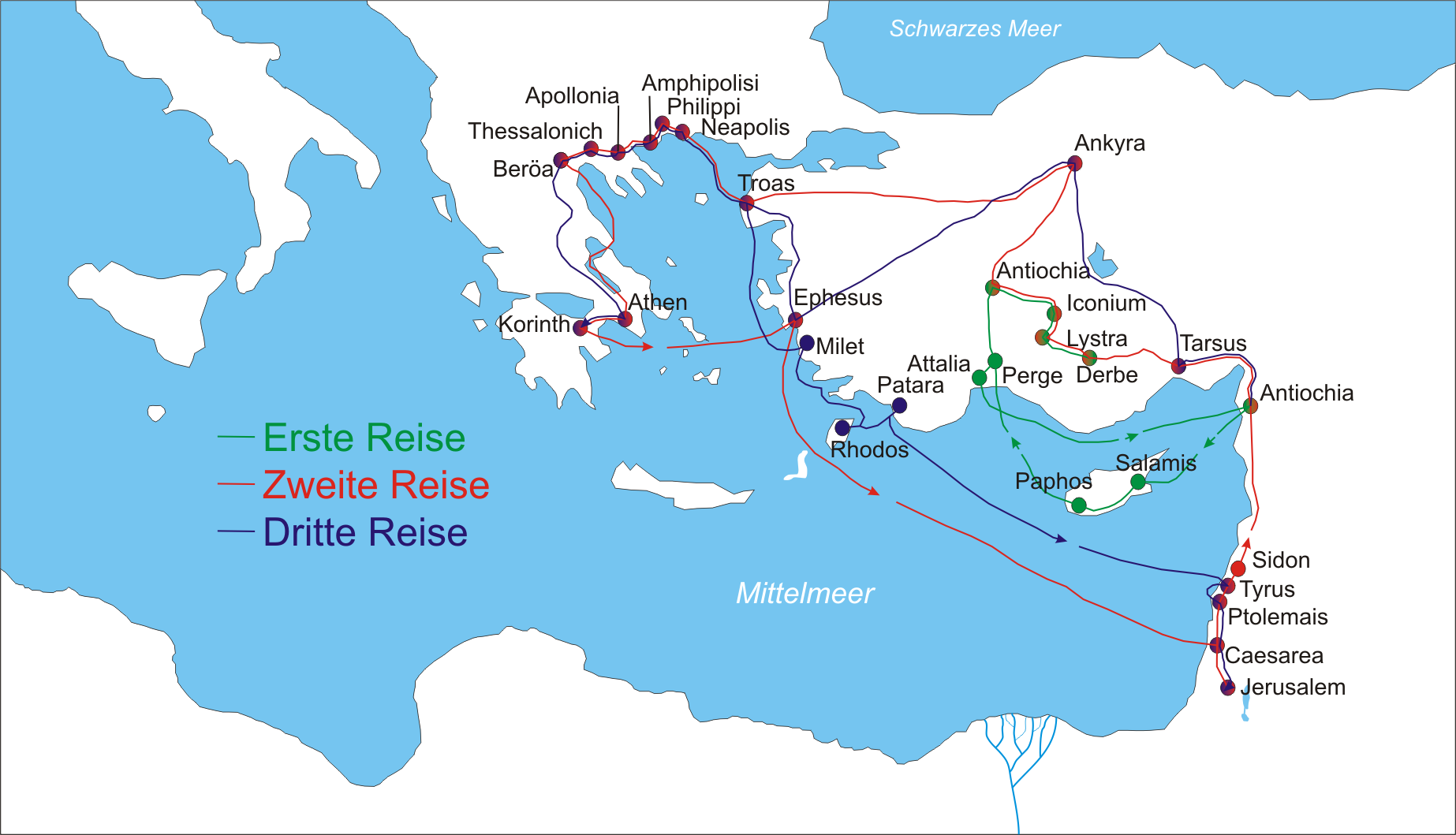
I primi tre viaggi di Paolo di Tarso:
primo viaggio
secondo viaggio
terzo viaggio

«Dell'eredità che la tarda antichità ha trasmesso al Medioevo…», scrive Marrou, «…l'elemento più prezioso è stato la religione cristiana».
La diffusione del Cristianesimo nell'impero fu costante sin dal I secolo, quando giunse a Roma come una delle tante fedi orientali che in quel periodo erano popolari, suscitando consensi in vari strati sociali. Come altri tipi di conoscenze filosofico-religiose si diffuse in un primo tempo nelle grandi città portuali, per poi espandersi verso l'entroterra lungo le vie di comunicazione. L'Oriente, dotato di una fitta rete urbana, venne cristianizzato ben prima che l'Occidente. In Italia si pensa che i primi cristiani fossero probabilmente attraccati a Brindisi e insediatisi lungo la via Appia fino a Roma. Paolo di Tarso toccò Siracusa, Reggio Calabria e Pozzuoli prima di arrivare a Roma, dove venne martirizzato nel 67. Lo aveva preceduto, secondo la tradizione, Pietro apostolo, del quale però non si conoscono gli spostamenti. Altre regioni occidentali con una precoce presenza cristiana furono Cefalonia, la Sicilia, la Betica (nella Spagna del sud), la regione del Rodano, dove sono state ritrovate le più antiche testimonianze archeologiche di comunità cristiane in Occidente.
Paolo fu importante perché, secondo la tradizione, trasformò il cristianesimo da religione giudaica legata al Messia (l'atteso nuovo re, letteralmente l'"unto dal Signore"), a religione universale, che riguardava tutte le gentes e non solo gli ebrei.
Inizialmente la nuova religione non destò interesse nel governo imperiale, confusa tra i tanti culti orientali e scambiata per una setta ebraica, ma già nel 49 Claudio espelleva gli ebrei da Roma relativamente alla diffusione della fede cristiana, ma non è chiaro se fosse per i contrasti interni o per problemi legati al proselitismo a svantaggio di altre comunità. Nel 63 Tacito testimonia come Nerone accusò i cristiani del grande incendio di Roma come capro espiatorio. In effetti alcuni aspetti della religione cristiana erano in netto contrasto con l'autorità imperiale, in particolare il rifiuto di sottostare al giuramento di fedeltà all'imperatore, che i cristiani ritenevano una manifestazione di idolatria.
Tra la fine del I e l'inizio del II secolo, dopo alcuni blandi tentativi di repressione, la situazione divenne di portata rilevante, tanto che il malcontento popolare si coalizzò nel rifiuto di onorare tanto l'alma Roma che il genius dell'imperatore. Decio nel 250 decretò una dura persecuzione, poi Valeriano nel 255 cercò di colpire i capi religiosi obbligandoli a partecipare ai riti del culto imperiale (probabilmente le disposizioni rimasero in larga parte sulla carta). Dal 260, secondo la volontà di Gallieno, i cristiani, ormai molto diffusi in tutti gli strati sociali, dai governatori delle province all'esercito, vissero un periodo di pace, durato fino al 303.

#### Persecuzione cristiana sotto Diocleziano

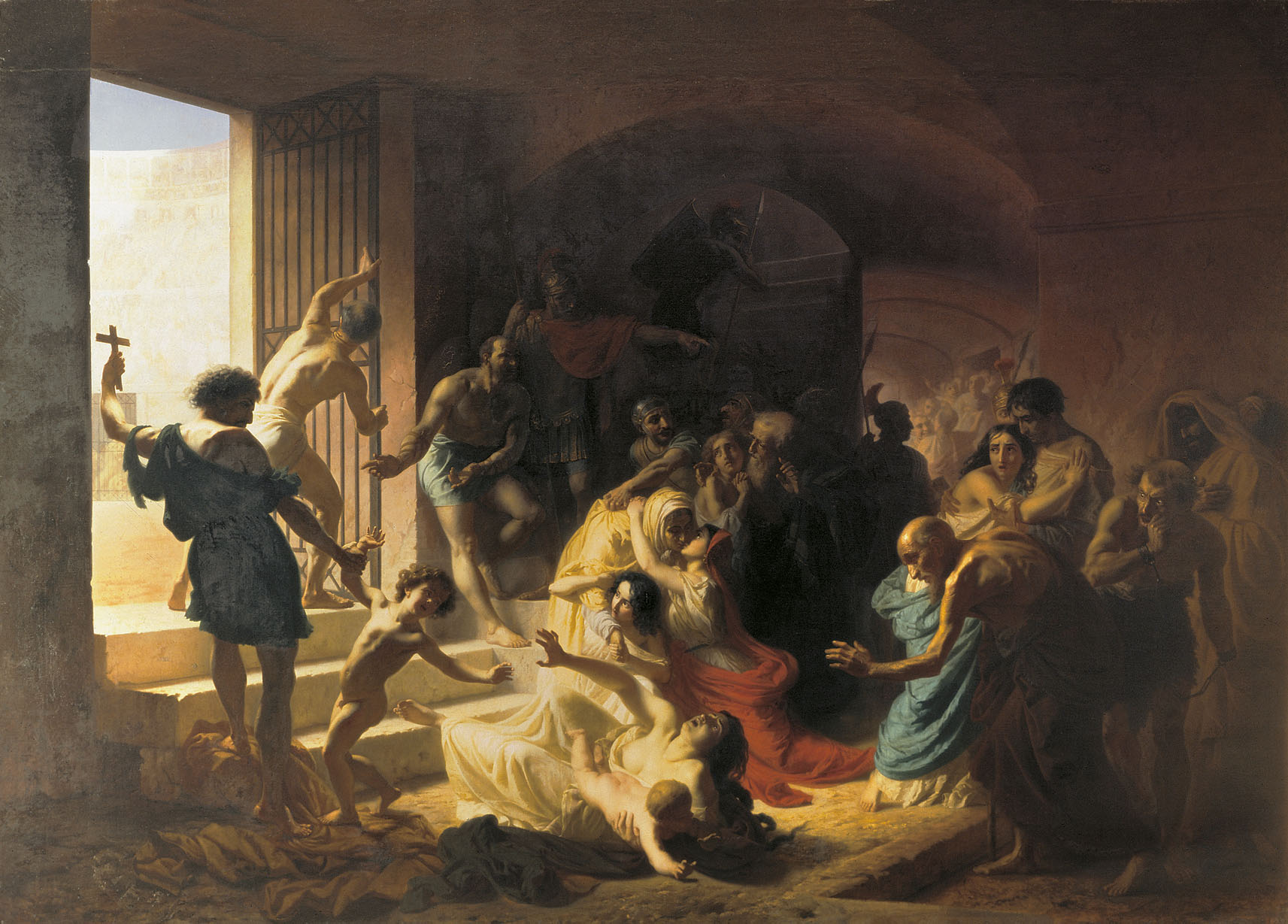
Konstantin Flavickij, Martiri cristiani nel Colosseo

A partire dal 303 Diocleziano e Galerio ordinarono una durissima repressione, che prevedeva la distruzione delle chiese, il rogo delle Sacre scritture, e pesanti misure contro chiunque fosse cristiano e svolgesse funzioni pubbliche. Le persecuzioni durarono fino al 311 e furono molto dure. Solo in quell'anno Galerio emanò un editto di tolleranza, mentre nel 313 Costantino I, dopo aver sconfitto Massenzio, proclamava l'editto di Milano, la definitiva cessazione delle ostilità e la libertà di culto per qualsiasi religione entro i confini dell'impero.

#### "Questione costantiniana"

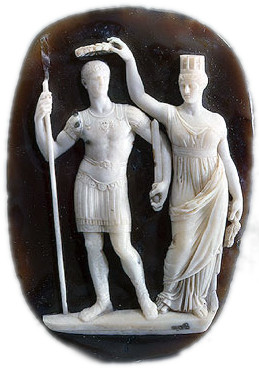
Cammeo con Costantino I incoronato da Costantinopoli, IV secolo

Molto si è scritto sulle reali intenzioni di Costantino, a prescindere dalla tradizione agiografica dell'apparizione della Croce che lo avrebbe guidato nella vittoria su Massenzio. Dopotutto un'altra visione del tutto pagana di Costantino era stata annotata precedentemente alla Vita Costantini di Eusebio di Cesarea (morto nel 339), avuta nel 310 nel tempio di Apollo Granus tra Treviri e Lione.
Da una parte la scelta di Costantino di aprire ai cristiani si inseriva nel filone imperiale dalla promozione di culti più personali e meno legati al politeismo ufficiale (come i Misteri o i culti solari soprattutto nel III secolo); dall'altra la sua decisione era mediata dalla fede cristiana della madre Flavia Giulia Elena. In ogni caso Costantino non favorì il solo culto cristiano, fu battezzato solo forse poco prima di morire e durante la sua vita non rinunciò mai al titolo di pontifex maximus, vale a dire di capo supremo dei collegi sacerdotali pagani. Forse anche il suo presenziare nel 325 al Concilio di Nicea va ricondotto ad attività puramente politica riguardo a una religione che stava diventando una realtà troppo importante per essere trascurata.
La politica, infatti, di Costantino mirava a creare una base salda per il potere imperiale nella stessa religione cristiana, di cui era dunque importantissima l'unità: per questo motivo, pur non essendo battezzato, indisse diversi concili, come "vescovo di quanti sono fuori della chiesa".
Il primo fu quello convocato ad Arelate (Concilio di Arles), in Francia nel 314, che confermò una sentenza emessa da una commissione di vescovi a Roma, che aveva condannato l'eresia donatista, intransigente nei confronti di tutti i cristiani che si erano piegati alla persecuzione dioclezianea: in particolare si trattava del rifiuto di riconoscere come vescovo di Cartagine Cipriano, il quale era stato consacrato da un vescovo che aveva consegnato i libri sacri.
Ancora nel 325, convocò a Nicea il primo concilio ecumenico, che lui stesso inaugurò, per risolvere la questione dell'eresia ariana: Ario, un prete alessandrino sosteneva che il Figlio non era della stessa "sostanza" del padre, ma il concilio ne condannò le tesi, proclamando l'omousia, ossia la medesima natura del Padre e del Figlio.
Il concilio di Tiro del 335 condannerà tuttavia Atanasio, vescovo di Alessandria, il più accanito oppositore di Ario, soprattutto a causa delle accuse politiche che gli vennero rivolte.
Per la sua sepoltura l'imperatore fece costruire un mausoleo vicino alla chiesa dei Santi Apostoli, tra le reliquie di questi ultimi.
Costantino è considerato santo dalla chiesa cristiana ortodossa (ma non dalla Chiesa cattolica), che secondo il Sinassario Costantinopolitano lo celebra il 21 maggio assieme alla madre Elena. La santità di Costantino non è riconosciuta dalla chiesa cattolica (infatti non è riportato nel Martirologio Romano), che tuttavia celebra sua madre il 18 agosto.

#### Giuliano restauratore del Paganesimo
Nel IV secolo si consumarono gli ultimi contrasti tra pagani e cristiani. Nel 357 ci fu la contesa dell'Altare della Vittoria, fatto rimuovere da Costante I, successore di Costantino, a discapito dei senatori che vi rendevano da diversi secoli i giuramenti di fedeltà allo Stato.
Dal 361 al 363 fu imperatore il nipote di Costantino I, Giuliano, anche noto come "l'apostata" dall'epiteto conferitogli dalla tradizione cristiana a lui avversa. Egli era stato educato alla religione cristiana, ma tornò al Paganesimo favorendo i culti monoteistici legati al sole. Fu moderato e tollerante, non vessò i cristiani ma tolse loro i privilegi concessi da Costantino, cercando di contenere la loro influenza nella vita pubblica. La sua opposizione si manifestò, piuttosto che con la forza, con dotti trattati e con ostacoli alla carriera pubblica dei cristiani, sostenuto dai militari e dall'aristocrazia senatoria.

#### La persecuzione del Paganesimo
Morto Giuliano in battaglia contro i Persiani, i seguaci di Cristo ebbero due imperatori dalla solida fede cristiana: Graziano (375-383), che, consigliato da Ambrogio di Milano, fu il primo a rinunciare al titolo di pontifex maximus, oltre a togliere la statua della Vittoria dal Senato e ad abolire le esenzioni fiscali ai collegi sacerdotali pagani; e soprattutto Teodosio I (379-395), che dichiarò il cristianesimo religione di Stato. A questi va aggiunto Magno Massimo, usurpatore che governò tumultuosamente tra il 383 e il 388, che sostenne con zelo la nuova fede, facendo giustiziare per esempio Priscilliano, vescovo eretico molto popolare in Spagna meridionale.
Tra il 391 e il 392 il Paganesimo venne di fatto proibito in tutto l'Impero. In alcune zone come l'Egitto si svolsero negli anni seguenti delle vere e proprie persecuzioni dei pagani, con uccisioni e distruzione degli antichi luoghi di culto, che restarono comunque un fenomeno circoscritto. Nel 397 Arcadio, imperatore d'Oriente, diede impulso alla demolizione dei vecchi templi ed anche in occidente si ebbero delle devastazioni, ma mai incoraggiate dall'autorità. Il vescovo di Roma cercò anzi di tutelare la sacralità dell'Urbe, senza rinnegare la memoria pagana dell'Impero, con la prospettiva di incarnarne anzi l'eredità. Papa Damaso I per esempio promosse un'edilizia dall'estetica augustea.
La differenza di approccio al Paganesimo tra Oriente e Occidente si può spiegare anche con la minore influenza degli estremismi monastici in Occidente e la prospettiva della convivenza in Italia con la classe senatoria, roccaforte del Paganesimo, che ancora possedeva i grandi latifondi provinciali, importanti nell'economia del tempo.

#### Organizzazione delle prime Chiese

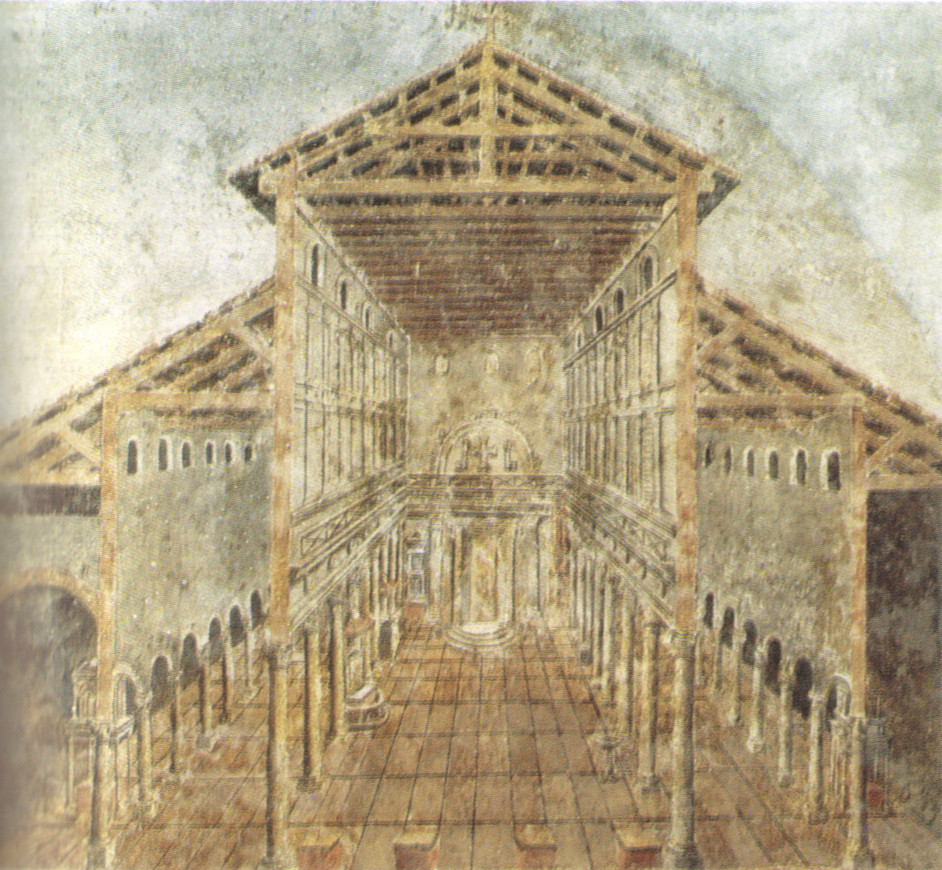
Ricostruzione dell'antica basilica di San Pietro in Vaticano, fondata da Costantino I

Inizialmente le comunità cristiane avevano una struttura molto semplice. I nomi in greco di gran parte dei suoi elementi di base sono indice della diffusione innanzitutto nell'Impero orientale del cristianesimo (derivano dal greco chiesa, vescovo, liturgia, clero, laico, bibbia, ecc.). I presbȳteroi erano letteralmente i più anziani, attorno ai quali si riunivano i fedeli per imparare le Sacre Scritture. I Cristiani adottarono il Vecchio Testamento ebraico, già  tradotto dal greco almeno dal II o III secolo a.C., al quale si aggiunsero i quattro Vangeli ufficiali, gli Atti degli Apostoli, le Lettere degli Apostoli e l'Apocalisse. I nuovi testi erano tutti stati scritti nella koinè diàlektos, il greco internazionale dell'era ellenistica. La traduzione in latino delle Sacre Scritture cristiane fu avviata più volte (ci restano frammenti del II e III secolo), ma completata solo tra il 385 e il 405, la cosiddetta Vulgata di Sofronio Eusebio Girolamo, redatta dai testi originali in greco ed ebraico.
Tutti gli altri testi non compresi nelle Sacre Scritture, vennero detti "apocrifi" (in greco "nascosti"), redatti in epoche successive e in vari idiomi (aramaico, siriaco, arabo, armeno, copto…), che venivano variamente consultati e citati nei circoli cristiani.
Al periodo tra il II e il III secolo risalgono i resti archeologici delle prime domus ecclesiae, case private con ambienti adattati alle riunioni dei cristiani ed al culto, mentre le prime basiliche cristiane risalgono all'inizio del IV secolo e riprendono l'omonimo edificio pubblico romano.
Dopo l'Editto di Tessalonica (380), che sanciva l'adozione del cristianesimo quale religione di Stato, l'organizzazione della Chiesa in diocesi tende a rispecchiare l'organizzazione civile del territorio, in particolare per la partecipazione ai concili provinciali, solitamente convocati dal metropolita.
I sacerdoti esistevano nella cultura ebraica fino alla distruzione del tempio di Salomone e vennero ripresi dai cristiani attraverso quali punti di arrivo di un percorso iniziatico capaci di dispensare i sacramenti. La "santa cena", o sacramento dell'eucaristia, divenne presto il rito della celebrazione eucaristica, che nel IV secolo appare già canonizzato nella sua struttura.

#### Dottrine cristologiche

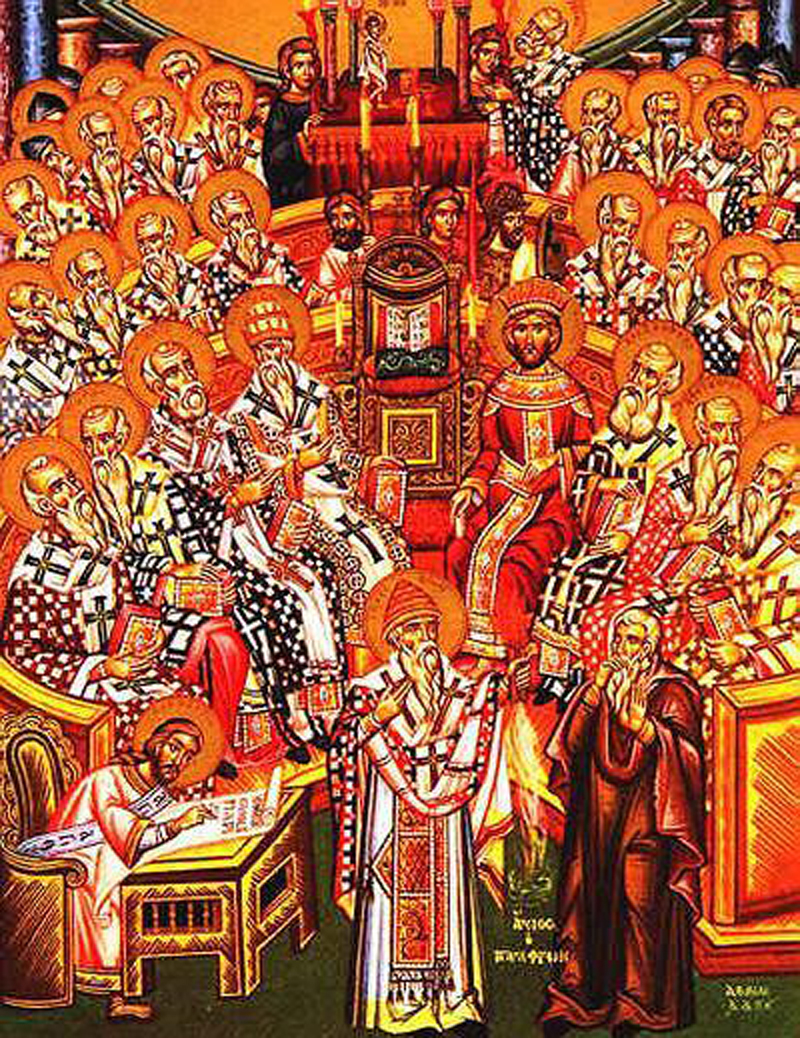
Il primo concilio di Nicea, arte bizantina

Uno dei problemi che maggiormente afflisse la Chiesa dei primi secoli furono le questioni cristologiche, cioè inerenti alla natura di Cristo e collegate alla sostanza della nuova fede, cioè alla definizione e al senso da dare alla dottrina da professare. Una certa discordanza di dottrine a culti era naturale in un territorio così vasto e influenzato da molteplici culture, e si era manifestata fin dal I secolo, ma non era nuova per esempio anche per l'ebraismo. La passione per le dispute filosofiche era d'altronde anche radicata nella filosofia greca, diffusa a livello popolare nel mondo ellenistico.
Dallo gnosticismo derivò il manicheismo, religione sincretica che fondeva vari elementi orientali. Ma la dottrina eretica di maggior rilievo fu l'arianesimo, predicata nel IV secolo da Ario di Alessandria, secondo la quale Cristo era il figlio di Dio a lui simile ma non identico, dal quale discendeva che Cristo non era un essere divino e Dio non si era sacrificato per l'umanità sulla Croce. Questa dottrina venne condannata nel Concilio di Nicea (325), mentre il nestorianesimo di Antiochia, che teorizzava una doppia natura umana e divina distinta in Gesù, venne condannata nel concilio di Efeso (431). Il caso di Gesù come essere unicamente divino era invece predicato dal monofisismo, condannato dal concilio di Calcedonia nel 451. Il dilagare di queste dottrine alternative non poteva però essere arginato dai soli concili. Particolarmente preoccupante per gli esponenti della dottrina principale fu la conversione di intere popolazioni da parte di missionari che aderivano a una dottrina cristologica, come la conversione all'arianesimo di alcuni popoli germanici, o la diffusione del monofisismo in Siria, Egitto e Etiopia, dove ancora oggi esistono alcune comunità, o del nestorianesimo dall'Arabia all'India fino alla Cina.
Il monaco irlandese Pelagio sostenne sul finire del IV secolo l'irrilevanza del peccato originale rispetto al libero arbitrio; si oppose fermamente al pelagianesimo Agostino d'Ippona, fautore della "predestinazione" e della dipendenza dell'uomo dalla grazia divina.

#### Chiesa di Roma e Chiesa di Costantinopoli
La divisione dell'impero si rifletté anche nella Chiesa. Sebbene già dal Concilio di Calcedonia fosse stato riconosciuto il primato morale del vescovo di Roma (detto papa forse da un termine siriaco che indicava i sacerdoti), derivante dal prestigio di Pietro apostolo, "Principe degli Apostoli" e primo vescovo dell'Urbe, considerata ancora caput mundi, avversavano questo primato sia il Patriarca di Costantinopoli sia i metropoliti (vescovi delle diocesi vicine). Le due più prestigiose diocesi di Oriente, (Antiochia e Alessandria), orgogliose delle proprie tradizioni e timorose di perdere le proprie specificità nell'ambito del mondo cristiano (entrambe erano profondamente influenzate dal monofisismo), vedevano invece negativamente la supremazia di Costantinopoli all'interno dell'impero bizantino e, alla vigilia del Concilio, avevano cercato invano di ottenere l'appoggio di Roma per far valere i propri diritti e la propria autonomia.
Ma se da un lato la chiesa Occidentale facente capo a Roma era esposta a mille pericoli per il disgregarsi dell'autorità imperiale, dall'altro si insediò nel vuoto istituzionale iniziando ad occuparsi anche di vicende politiche, cosa impensabile per la Chiesa costantinopolitana, rigidamente controllata dall'imperatore che le concedeva spazio solo in materia religiosa.
Altre differenze risiedevano nell'uso del latino (a Occidente) piuttosto che del greco (a Oriente), o nell'attitudine pragmatica, meno speculativa e meno mistica della pars occidentis rispetto alla zona orientale.
A metà del V secolo la Chiesa di Roma riuscì a far valere il suo primato sulle altre chiese cristiane. Durante il pontificato di papa Leone I (440 - 461) infatti, la supremazia del vescovo di Roma sull'intero orbe cristiano fu sancita dal Concilio di Calcedonia e accettata gradualmente dalle altre sedi vescovili. Divenuta ben presto un potere parallelo a quello dell'imperatore, con un importante peso nella vita politica e istituzionale d'Occidente, riuscì ad attrarre nelle sue file fedeli di alto profilo culturale, spesso appartenenti alla casta senatoriale, come Cassiodoro. Tale situazione permise all'Occidente romano, di sganciarsi relativamente presto dalla tutela imperiale e, pur mantenendosi leale ai successori cristiani di Costantino, di badare soprattutto al rafforzamento della propria autonomia dal governo centrale, fino a divenire punto di riferimento istituzionale per le nuove nazioni barbare).
Secondo taluni, le popolazioni occidentali erano più abituate di quelle orientali all'autonomia e all'autogoverno (favorito anche dal municipalismo romano) e proprio questa caratteristica finì per aumentare le distanze tra il governo centrale e la società, favorendo la disgregazione dell'Impero romano d'Occidente nel V secolo e conducendo all'emergere del feudalesimo medievale.

#### Monachesimo

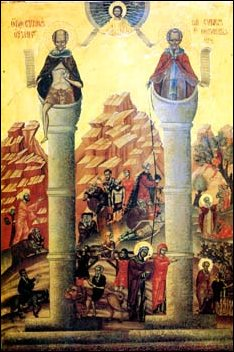
Doppia rappresentazione di Simeone Stilita il Vecchio

Esperienza fondamentale nel panorama della cultura cristiana è quella del monachesimo, un modo di vivere la religione in maniera "regolare", cioè soggetta a seguire una regola. I monaci seguivano l'indicazione di Cristo a disprezzare i beni terreni, infliggendosi un "martirio incruento" fatto di rinunce e sacrifici.
Il monachesimo cristiano (dal greco monos, solo) si sviluppò in Egitto nel III secolo, ed era di tipo anacoretico, cioè eremitico. Essi abbandonavano le città oppure si isolavano dal mondo senza vagabondare, come gli stiliti. La Chiesa non amava molto queste espressioni, perché estremizzavano la fede dando spesso origine a deviazioni dottrinali ed a attriti con la società.
Venne invece favorito il monachesimo "cenobitico", cioè comunitario, che ebbe un primo esempio di rilievo con Pacomio (292-346) che fondò una comunità nella regione egiziana del deserto della Tebaide (320 circa), organizzata secondo una regola con norme di comportamento spirituale e pratico. Altrettanto importante fu il centro creato da Basilio Magno in Cappadocia.
In Occidente il monachesimo fu quasi esclusivamente cenobitico, e seppe anche riorganizzare la produzione di generi alimentari nelle campagne.

## Diritto, usi e costumi
Le novità dell'intero sistema di diritto romano del periodo (da Diolceziano alla caduta dell'Impero romano d'Occidente) sono qui sotto esposte:
- Codice Teodosiano (Imperatoris Theodosiani Codex): il contraltare alla codificazione Giustinianea, in sedici libri densi di diritto e innovazioni strutturali, tra cui il Liber Legum Novellarum Imperatoris Theodosi;
- Titvli ex corpore Ulpiani: la colossale opera di Eneo Domizio Ulpiano, in 29 titoli; è un'opera di carattere piuttosto elementare, destinata soprattutto all'insegnamento del diritto, contenuta in un manoscritto della Biblioteca Vaticana. Secondo la dottrina prevalente, si tratta di una compilazione postclassica (con molta probabilità dell'epoca di Diocleziano o Costantino) di passi rimaneggiati e rielaborati tratti da opere di Ulpiano.
- Editto di Costantino e Licinio del 311-313
- Constitvtiones Sirmondianae: raccolta di 16 costituzioni imperiali, che disciplinano materie ecclesiastiche; presero il nome dal primo loro editore, il gesuita Sirmond (1631). Emanate fra il 333 e il 425, non furono tutte accolte nel Codice teodosiano, in appendice al quale vennero pubblicate da Theodor Mommsen.
- Fragmenta Vaticana Fragmenta Vaticana, frammenti di un'ampia compilazione privata di costituzioni imperiali e di passi desunti dalle opere di Papiniano, Ulpiano e Paolo. Il palinsesto fu scoperto nel 1821 dal cardinale Mai nella Biblioteca Vaticana. Le costituzioni imperiali ivi riportate vanno dal 205 al 369 o al 372
- Codice Ermogeniano degli anni 293-294.

Buona parte del diritto sarà raccolto da Giustiniano nel Corpus Iuris Civilis

## Esercito
Il nuovo assetto organizzativo, tattico e strategico, che Diocleziano e Costantino I misero in atto, fu il frutto di un'inevitabile evoluzione che nella crisi del III secolo aveva trovato la causa e in Gallieno il primo artefice per la ricostruzione, due secoli dopo la grande riforma di epoca augustea. Tale nuovo assetto, frutto di un lento e graduale ripensamento dell'intero apparato militare romano, fu poi conservato per tutto il IV ed il V secolo e presso l'Impero romano d'Oriente sopravvisse almeno fino al VI secolo. Vi è da aggiungere che la vera e propria riforma dell'esercito, nelle sue gerarchie di comando e nella sua struttura interna (dalla formazione di nuove unità, a quella di nuove tipologie di funzionari), fu inaugurata non tanto da Diocleziano, ma da Costantino I e proseguita dai suoi successori.
La strategia dei due imperatori può essere considerata, col senno di poi, efficacissima nel breve termine (le incursioni barbariche, infatti, vennero respinte senza problemi per buona parte del IV secolo), ma deleteria quanto ai suoi effetti finali, dato che i costi enormi per il mantenimento dell'esercito finirono per pesare sempre di più su una struttura economica e produttiva già in grave crisi. La pressione fiscale, infatti, aumentò a dismisura e spesso le legioni romane non esitavano a procurarsi il necessario per mantenersi requisendo beni e depredando gli stessi cittadini che in teoria erano chiamate a proteggere.

### Riforma di Diocleziano

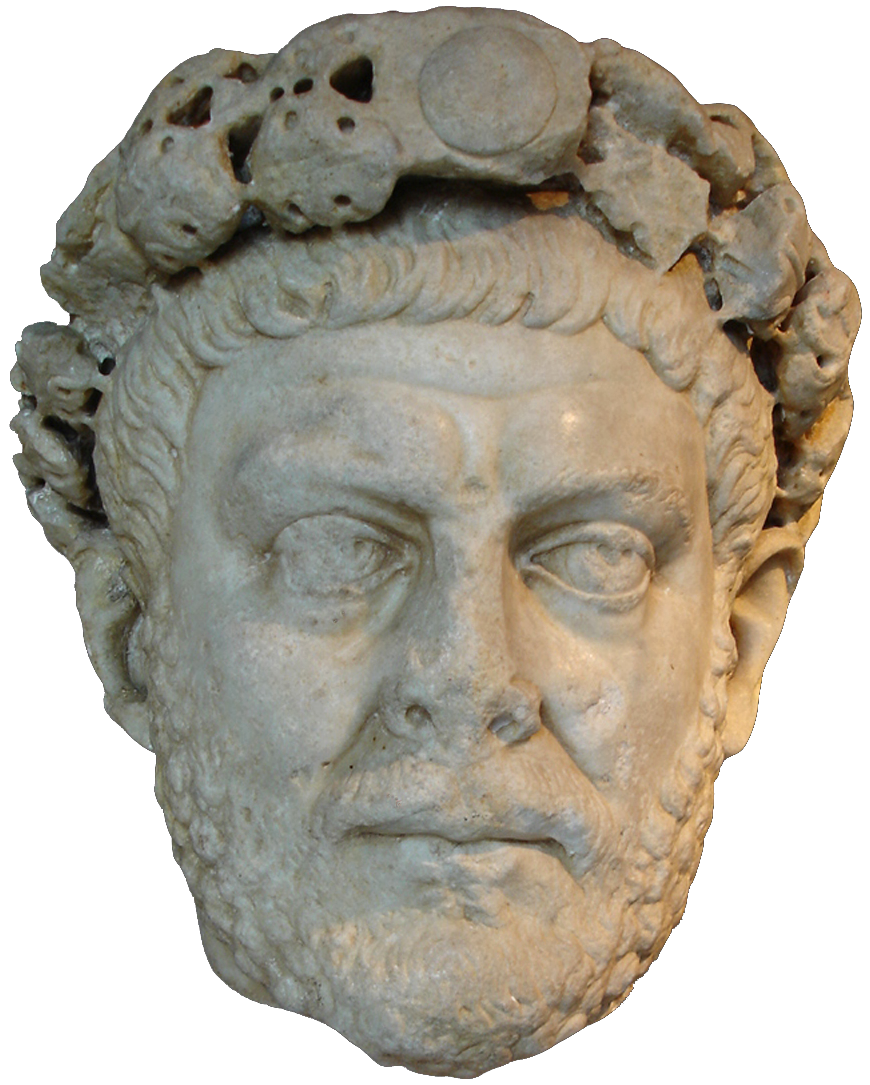
Busto di Diocleziano (Museo Archeologico di Costantinopoli)

La vera grande riforma militare di Diocleziano fu soprattutto di tipo politico. Il nuovo imperatore dispose, prima di tutto, una divisione del sommo potere imperiale, dapprima attraverso una diarchia (due Augusti, a partire dal 285/286) e poi tramite una tetrarchia (nel 293, tramite l'aggiunta di due Cesari), compiendo così una prima vera "rivoluzione" sull'intera struttura organizzativa dell'esercito romano dai tempi di Augusto. Questa forma di governo a quattro, se da un lato non fu così felice nella trasmissione dei poteri (vedi successiva guerra civile), ebbe tuttavia il grande merito di fronteggiare con tempestività i pericoli esterni al mondo romano. La presenza di due Augusti e due Cesari facilitava, infatti, la rapidità dell'intervento armato e riduceva i pericoli che la prolungata assenza di un unico sovrano poteva arrecare alla stabilità dell'Impero.
Diocleziano creò una vera e propria gerarchia militare sin dalle più alte cariche statali, quelle dei "quattro" Imperatori, dove il più alto in grado era l'Augusto Iovio (protetto da Giove), assistito da un secondo Augusto Herculio (protetto da un semidio, Ercole), a cui si aggiungevano i due rispettivi Cesari, ovvero i "successori designati". In sostanza si trattava di un sistema politico-militare che permetteva di dividere meglio i compiti di difesa del confine: ogni tetrarca, infatti, curava un singolo settore strategico e la sua sede amministrativa era il più possibile vicino alle frontiere che doveva controllare (Treviri e Milano in Occidente; Sirmio e Nicomedia in Oriente), in questo modo era possibile stroncare rapidamente i tentativi di incursione dei barbari, evitando che diventassero catastrofiche invasioni come quelle che si erano verificate nel III secolo.
La nuova forma di governo messa in atto non era del tutto nuova per l'Impero romano: basti pensare alla prima diarchia di Marco Aurelio e Lucio Vero della fine del II secolo. È da aggiungere che la divisione interna del mondo romano in quattro diversi settori strategici (a sua volta suddiviso in 12 diocesi, con l'aggiunta di numerose nuove province) portò, tuttavia, inevitabilmente ad un aumento del numero degli effettivi, con il conseguente irrigidimento del servizio di leva obbligatorio e l'introduzione del servizio di leva ereditario. Il numero delle legioni non solo fu aumentato, ma fu meglio distribuito: si cominciarono a utilizzare sempre più spesso loro vexillationes, riducendo il numero degli effettivi della "legione madre" a vantaggio di sue "parti" inviate in altri settori strategici, dai quali mai più avrebbero fatto ritorno al "campo base".
Anche il sistema difensivo dei confini venne reso più elastico e "profondo": alla rigida difesa del vallum venne aggiunta una rete sempre più fitta di castella interni, collegati tra di loro da un più complesso sistema viario (un esempio su tutti: la strata Diocletiana in Oriente). In sostanza si passò da un sistema difensivo di tipo "lineare" ad uno "più profondo" (sebbene non nelle proporzioni generate dalla crisi del III secolo, quando Gallieno e gli imperatori illirici erano stati costretti dai continui "sfondamenti" del limes a far ricorso a "riserve" strategiche molto "interne" rispetto alle frontiere imperiali), che vide un notevole ampliamento dello "spessore" del limes, il quale fu esteso da una fascia interna del territorio imperiale ad una esterna, in Barbaricum, attraverso la costruzione di numerose "teste di ponte" fortificate (anche oltre i grandi fiumi Reno, Danubio ed Eufrate), avamposti con relative vie di comunicazione e strutture logistiche.
(Zosimo, II, 34.1.)
Una conseguenza di questa trasformazione delle frontiere fu anche l'aumento della protezione delle nuove e vecchie strutture militari, che vennero adeguate alle nuove esigenze difensive (tale necessità non era così urgente nei primi due secoli dell'Impero romano, dedicati soprattutto alla conquista di nuovi territori). Le nuove fortezze cominciarono così ad essere costruite, o ricostruite, in modo più compatto nelle loro dimensioni (riducendone il perimetro complessivo), più solide nello spessore delle loro mura (in alcuni casi si passò da uno spessore di 1,6 metri a 3,4 metri, come nel caso della fortezza di Sucidava) e con un maggior utilizzo di torri esterne, per migliorarne la difesa.
Diocleziano, in sostanza, non solo intraprese una politica a favore dell'aumento degli effettivi, ma anche volta a migliorare e moltiplicare le costruzioni militari del periodo, sebbene queste ultime siano risultate, sulla base dei ritrovamenti archeologici, meno numerose di quanto non abbiano raccontato gli antichi ed i moderni.
L'aspetto complessivo che l'esercito assunse conseguentemente all'operato di Diocleziano, lodato dallo storico Zosimo, è quello di un apparato quantitativamente concentrato lungo le frontiere, che nello stesso tempo però manteneva un ristretto nucleo mobile centrale qualitativamente eccelso (un'evoluzione ulteriore di quanto aveva fatto Settimio Severo, con il posizionamento della legio II Parthica nei castra Albana, poco distante da Roma), il comitatus. Diocleziano, infatti, perfezionò ciò che di buono era stato "riformato" sotto Gallieno e gli imperatori Illirici (da Aureliano a Marco Aurelio Probo, fino a Marco Aurelio Caro), i quali avevano adattato l'esercito alle esigenze della grande crisi del III secolo. Egli, difatti, trasformò la "riserva strategica mobile" introdotta da Gallieno in un vero e proprio "esercito mobile" detto comitatus ("compagnia"), nettamente distinto dall'"esercito di confine" o limitaneo. Probabilmente il comitatus dioclezianeo era costituito da due vexillationes (Promoti e Comites) e da tre legiones (Herculiani, Ioviani e Lanciarii), mentre la "riserva strategica mobile" di Gallieno era costituita unicamente da vexillationes.

### Perfezionamento di Costantino

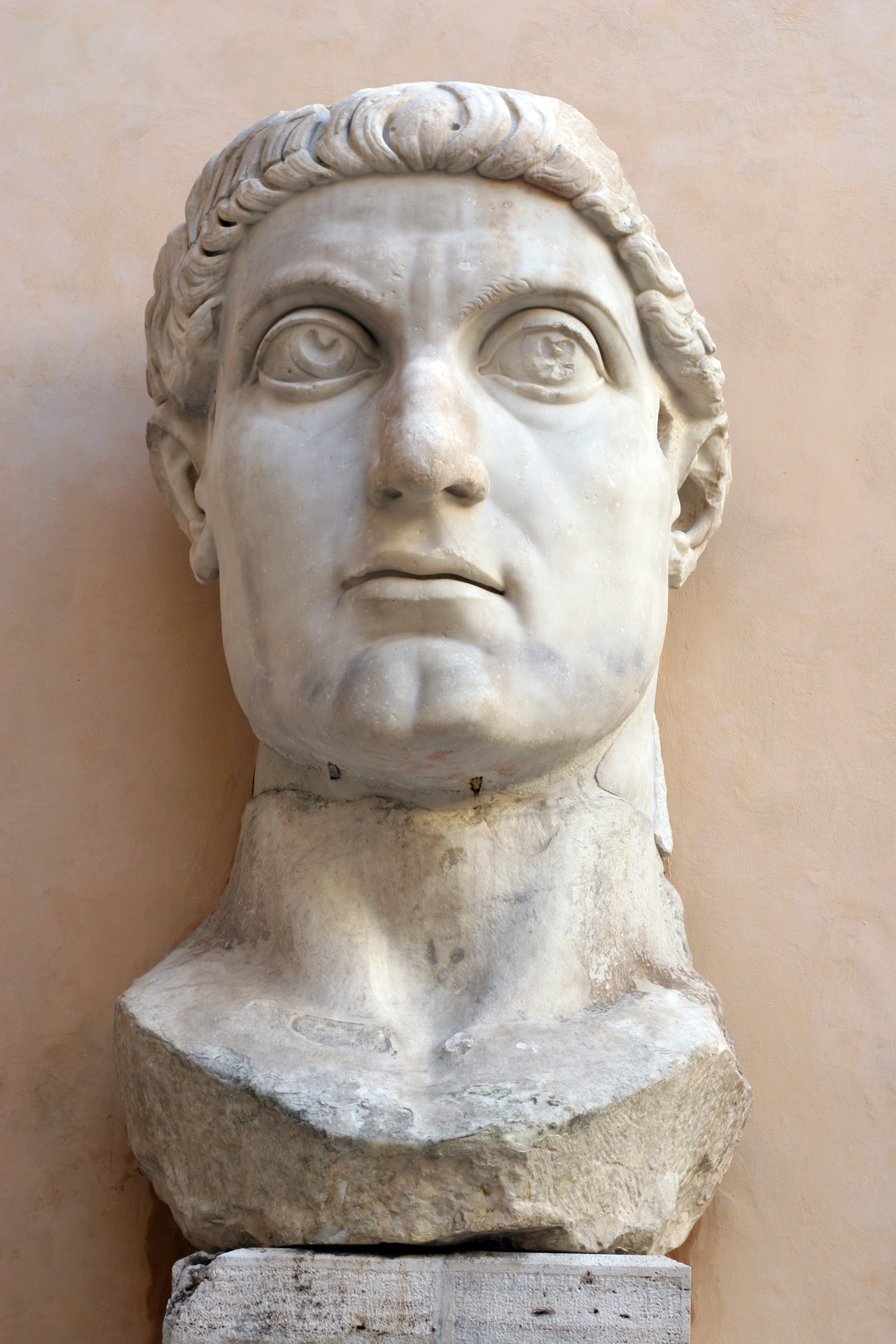
Frammento della statua colossale di Costantino I, innovatore delle forze armate romane

Le prime vere modifiche apportate da Costantino I nella nuova organizzazione dell'esercito romano, furono effettuate subito dopo la vittoriosa battaglia di Ponte Milvio contro il rivale Massenzio nel 312. Egli infatti sciolse definitivamente la guardia pretoriana ed il reparto di cavalleria degli equites singulares e fece smantellare l'accampamento del Viminale. Il posto dei pretoriani fu sostituito dalla nuova formazione delle schole palatine, le quali ebbero lunga vita poi a Bisanzio ormai legate alla persona dell'imperatore e destinate a seguirlo nei suoi spostamenti, e non più alla Capitale.
Una nuova serie di riforme furono poi portate a termine una volta divenuto unico Augusto, subito dopo la sconfitta definitiva di Licinio nel 324. Il percorso che egli compì, fu però graduale nel corso degli ultimi tredici anni di regno (dal 324 al 337, anno della sua morte). La guida dell'esercito fu sottratta ai prefetti del Pretorio, ed ora affidata a: il magister peditum (per la fanteria) ed il magister equitum (per la cavalleria). I due titoli potevano tuttavia essere riuniti in una sola persona, tanto che in questo caso la denominazione della carica si trasformava magister peditum et equitum o magister utriusque militiae (carica istituita verso la fine del regno, con due funzionari praesentalis).
I gradi più bassi della nuova gerarchia militare prevedevano, oltre ai soliti centurioni e tribuni, anche i cosiddetti duces, i quali avevano il comando territoriale di specifici tratti di frontiera provinciale, a cui erano affidate truppe di limitanei.
Costantino, poi, aumentò ancora di più gli effettivi dell'esercito, che arrivarono a contare fino a 600 000 uomini (con Diocleziano erano circa 400 000 i legionari), e, come si è visto sopra, suddivise l'"esercito mobile" in "centrale" (unità palatinae) e "periferico" (unità comitatenses).
Egli, oltre ad apportare la suddetta divisione dell'"esercito mobile", rovesciò l'assetto complessivo dell'apparato bellico romano definito dal suo predecessore Diocleziano: fu espansa a dismisura la componente mobile ed indebolita quella di frontiera. In particolare, secondo lo storico Zosimo, questo nuovo assetto fu la causa del progressivo stanziamento delle popolazioni barbariche nei territori imperiali, nonché il degrado dei centri urbani in cui venivano acquartierate truppe eccessivamente numerose. Zosimo si lamentava, infatti, che lo stesso imperatore avesse rimosso dalle frontiere la maggior parte dei soldati, per insediarli nelle città (si tratta della creazione dei cosiddetti comitatenses):
(Zosimo II, 34.2.)
Nell'evoluzione successiva il generale in campo svolse sempre più le funzioni di una sorta di ministro della guerra, mentre vennero create le cariche del magister equitum praesentalis e del magister peditum praesentalis ai quali veniva affidato il comando effettivo sul campo.
In genere le unità palatinae costituivano l'esercito dedicato ad un'intera Prefettura del Pretorio, mentre le unità comitatenses costituivano l'esercito dedicato a una singola Diocesi nell'ambito della Prefettura. Analogamente conferì all'"esercito di confine" una connotazione più peculiare: le unità che lo costituivano furono definite limitanee (stanziate lungo i limes) e riparienses (operanti lungo i fiumi Reno e Danubio) (in epoca teodosiana alcune di esse furono rinominate pseudocomitatenses quando trasferite nell'"esercito mobile").
L'ultima profonda modifica apportata all'esercito, a seguito della quale esso assumeva definitivamente la forma riportata nella Notitia Dignitatum, fu quella realizzata nel 365 da Valentiniano I (Augustus senior presso Milano) e suo fratello Valente (Augustus iunior presso Costantinopoli). Essi si spartivano presso la località di Naessus le unità militari dell'Impero, le quali venivano fisicamente smembrate in due metà dette rispettivamente "senior" (assegnate a Valentiniano I) e "iunior" (assegnate a Valente).

### Organizzazione ai tempi dellaNotitia Dignitatum(inizi V secolo)

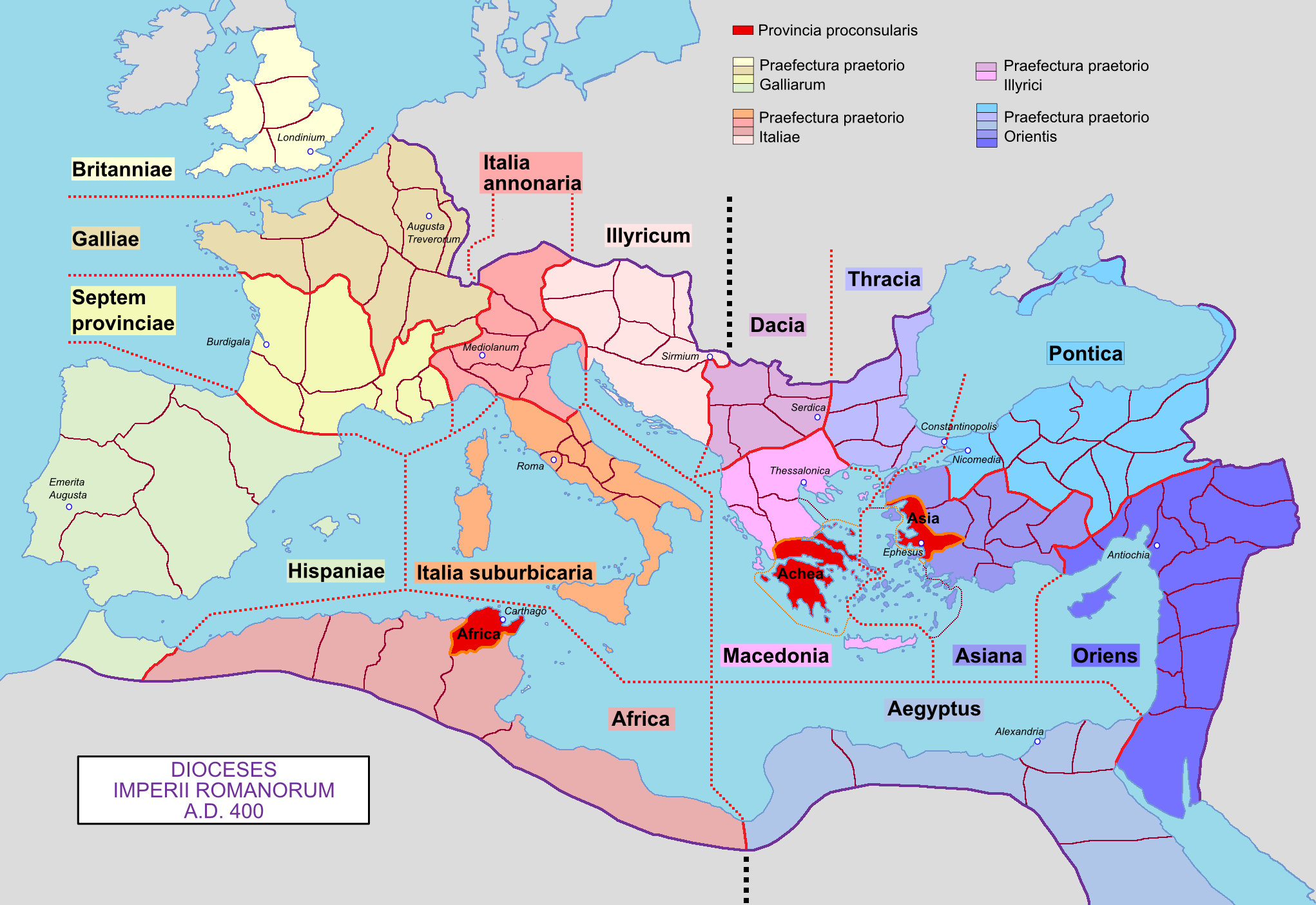
L'impero romano all'epoca della morte di Teodosio I nel 395, con la divisione amministrativa dell'impero in prefetture e diocesi

La nuova organizzazione politico/militare descritta dalla Notitia Dignitatum fu certamente il frutto di una lunga evoluzione durata circa un secolo, dalle dodici Diocesi di Diocleziano, passando attraverso il sistema costantiniano, per concludersi con la definitiva divisione dell'Impero romano in Occidentale ed Orientale voluta da Teodosio I ed in tredici diocesi.
Parte orientale
Ecco come risulta suddivisa la scala gerarchica della parte Orientale, dove all'Imperatore rispondevano due prefetti del Pretorio, oltre a un Praefectus urbis Constantinopolitanae, un Magister officiorum ed un Comes domesticorum:
1. Praefectus praetorio Orientis, da cui dipendevano tre Vicari per le Diocesi Asiana, Pontica e Thracia, mentre quelle dell'Aegypttus e d'Oriente erano controllate direttamente dal Prefetto del Pretorio.[50] Le quattro diocesi erano a loro volta divise in province, governate da un Proconsul, dodici Consulares, un Corrector e trentadue Praesides.[50] Le province dell'Egitto erano cinque,[51] dell'Asia dieci,[52] Pontiche dieci[53] e sei della Tracia,[54] mentre le quindici province orientali erano governate direttamente dal Prefetto del Pretorio Orientis[55]
2. Praefectus praetorio Illyrici, da cui dipendevano un Vicarius per la Diocesi di Macedonia, mentre quella della Dacia era controllata direttamente dal Prefetto del Pretorio.[50] Le due diocesi erano a loro volta divise in province, governate da un Proconsul, tre Consulares, un Corrector e otto Praesides.[50] Le province della Dacia erano cinque[56] e quelle della Macedonia sei.[57]

A questa struttura seguiva parallelamente una conseguente divisione territoriale delle forze militari, come segue:
1. Magister militum praesentalis I, che controllava due Duci per l'Egitto[50] (Dux Thebaidos[58] e Dux Libyarum) e un Comes limitis Aegypti;[50]
2. Magister militum praesentalis II, da cui dipendeva un Duce per il Ponto[50] (Dux Armeniae) ed un altro Comes per Isauriam;[50]
3. Magister militum per Orientem, da cui dipendevano sei Duci per l'Oriente (Dux Foenicis,[59] Dux Syriae,[60] Dux Palaestinae,[61] Dux Osrhoenae,[62] Dux Mesopotamiae,[63] Dux Arabiae[64]);[50]
4. Magister militum per Thracias, da cui dipendevano due Duci per la Tracia[50] (Dux Moesiae secundae e Dux Scythiae);
5. Magister militum per Illyricum, da cui dipendevano due Duci per l'Illirico[50] (Dux Daciae ripensis e Dux Moesiae primae).

Parte occidentale
In Occidente la divisione era leggermente differente. All'Imperatore rispondevano sempre due prefetti del Pretorio, oltre a un Praefectus urbis Romae, un Magister officiorum e un Comes domesticorum, come segue:
1. Praefectus praetorio Italiae, da cui dipendevano tre Vicari per le Diocesi della città di Roma, d'Italia e d'Africa.[65]
2. Praefectus praetorio Galliarum, da cui dipendevano tre Vicari per le Diocesi delle Septem Provinciae, delle Spagne e delle Britannie.[65]

A questa struttura seguiva parallelamente una conseguente divisione territoriale delle forze militari, ma considerando anche che le forze andavano suddivise tra fanteria (Magister peditum praesentalis) e cavalleria (Magister equitum praesentalis), come segue:
1. un Numerus intra Italiam,[66] a capo di: un Comes Italiae e un Dux Raetiae primae et secundae;[65][67]
2. un Numerus intra Gallias,[66] a capo dei seguenti funzionari militari: Magister equitum per Gallias, Comes tractus Argentoratensis, Dux Belgicae secundae, Dux Germaniae primae, Dux Mogontiacensis, Dux Sequanicae, Dux tractus Armoricani et Neruicani;[65][67]
3. un Numerus intra Illyricum,[66] alle cui dipendenze troviamo: il Comes Illyrici, il Dux Pannoniae secundae, il Dux Valeriae ripensis e il Dux Pannoniae primae et Norici ripensis;[65][67]
4. un Numerus intra Hispanias,[66] sottoposto al Magister militum praesentalis,[65][67] da cui dipendeva un Comes Hispaniae;[65][67][68][69]
5. un Numerus intra Tingitaniam,[66] da cui dipendeva il Comes Tingitaniae;[65][67]
6. un Numerus intra Africam,[66] da cui dipendeva il Comes Africae, il Dux limitis Mauretaniae Caesariensis ed il Dux limites Tripolitani;[65][67]
7. un Numerus intra Britannias,[66] da cui dipendeva il Comes Britanniarum, il Comes litoris Saxonici per Britannias ed il Dux Britanniarum.[65][67]

## Economia
Se il III secolo fu un periodo di profonda crisi, il IV fu contraddistinto da una notevole ripresa non solo culturale ma anche economica, grazie soprattutto al ritorno all'ordine politico dovuto all'opera di Diocleziano e Costantino dopo il disastroso periodo dell'anarchia militare precedente. Tale ripresa fu più vigorosa nella parte orientale dell'Impero, mentre in Occidente, interessò soprattutto il Nordafrica, la Gallia Meridionale, alcune aree dell'Hispania e della Britannia. A partire dalle prime invasioni barbariche del V secolo (devastanti furono quelle del 406-407 nelle Gallie e del 408-410 in Italia) iniziò, nella parte occidentale, una lunga e progressiva decadenza ed agonia a livello di produzione agricola e di traffici commerciali, che insieme al calo demografico (dovuto a guerre, carestie ed epidemie) ed alla crisi delle città portò gradualmente ad un sistema economico chiuso ed autarchico (iniziatosi a manifestare fin dal III secolo), ovvero al sistema economico curtense dell'Alto Medioevo. Per l'Impero romano d'Oriente il V secolo fu invece un'epoca di sviluppo economico che si protrasse anche per buona parte del VI. A partire dal 540 - 550 circa, tuttavia, una profonda crisi demografica ed economica investì ampie regioni del mondo bizantino, ripercuotendosi soprattutto sulle aree urbane, che, salvo contate eccezioni, entrarono in un secolare processo di decadenza.

### Agricoltura: crisi della produzione, spopolamento delle campagne e colonato
La crisi produttiva, i cui sintomi si erano già evidenziati durante l'Alto Impero, si manifestò in tutta la sua virulenza nel III secolo con l'accentuarsi dell'instabilità politica. Le guerre civili e le scorrerie barbariche dell'epoca finirono per devastare anche le regioni più fertili e le campagne cominciarono a spopolarsi (fenomeno degli agri deserti), anche perché i piccoli proprietari terrieri, che già non se la passavano bene, dovevano affrontare da una parte i costi dovuti al mantenimento di interi eserciti che transitavano sui loro territori, dall'altra un peso fiscale diventato sempre più intollerabile (basti pensare all'introduzione da parte di Diocleziano della iugatio-capitatio).
Nel IV secolo la crisi agricola fu in gran parte riassorbita, grazie anche allo sviluppo del colonato (i latifondi furono suddivisi in piccoli lotti, affidati a coltivatori o coloni provenienti dalla categoria degli schiavi o dei braccianti salariati, che si impegnavano a cedere una quota del prodotto al padrone e a non abbandonare il fondo) che permise di recuperare alla produzione terreni prima trascurati: lo schiavo era incentivato ad accettare questa condizione giuridica perché aveva qualcosa di proprio che gli permetteva nutrire sé e la sua famiglia (evitando anche il rischio dello smembramento del nucleo familiare per vendite separate), il lavoratore libero invece ebbe di che vivere, anche se dovette rinunciare a gran parte della propria autonomia perché obbligato a prestare i propri servizi secondo le esigenze del latifondista che gli aveva affidato in affitto la propria terra.
Tuttavia anche l'istituto del colonato presentava evidenti limiti. Molta gente, infatti, disperata ed esasperata dalle guerre e dagli eccessi della tassazione, si diede al brigantaggio (in Gallia i contadini ribelli furono detti bagaudi, in Africa nacque il movimento dei circoncellioni), taglieggiando viandanti e possidenti ed intercettando i rifornimenti, con grave aumento del danno per l'economia. Come se non bastasse, ricomparvero, soprattutto nel V e VI secolo malaria e peste (tenute sotto controllo nell'Alto Impero), che infierirono su popolazioni ormai indebolite dalle guerre e dalle endemiche carestie. Il risultato fu una grave crisi demografica ed economica, che colpì non solo le campagne, ma anche le città, dove erano confluiti i contadini fuggiti dai campi.
Generalmente gli studiosi contemporanei (da Piganiol a Brown, da Maier ad Heather) concordano sul fatto che l'economia agricola tardo-imperiale entrò in un irreversibile processo di decadenza, in Occidente, non prima del V secolo. Peter Heather, ad esempio, sulla base di evidenze archeologiche e rilevamenti aerei, sostiene che, lungi dall'essere in declino, nel IV secolo la produzione agricola raggiunse forse il picco della sua produzione in tutta la storia romana. Il primo a smentire un'agricoltura in crisi nel IV secolo fu l'archeologo Tchalenko alla fine degli anni cinquanta: lo studioso scoprì nei pressi di Antiochia dei ruderi appartenenti a villaggi un tempo popolati da una popolazione di contadini abbastanza abbienti da potersi permettere case di ottima qualità; l'analisi dei resti permisero di ricavare che la popolazione di quei villaggi aveva raggiunto il massimo della sua prosperità proprio all'inizio del IV secolo, mantenendoli fino al VII secolo senza mai declinare.
Rilevamenti aerei successivi, secondo Heather, "hanno confermato che i villaggi siriani scoperti da Tchalenko non sono affatto un caso isolato di prospera comunità agricola tardoimperiale". Per esempio, sia le province africane che quelle della Spagna e della Gallia meridionale, nonché la Britannia, conobbero un periodo di crescita dei livelli di produzione agricola nel IV secolo. Secondo Heather, "le uniche zone in cui i livelli di prosperità non raggiunsero nel IV secolo il massimo o quasi dell'intera età romana sono l'Italia e… la Gallia Belgica e la Germania Inferiore…" Le province di frontiera sul Reno, infatti, erano sottoposte a continue incursioni da parte dei barbari, mentre l'economia dell'Italia declinò nel tardo impero a causa della concorrenza con le province. Secondo Heather le testimonianze delle fonti non necessariamente sono in contrasto con le evidenze archeologiche: gli "agri deserti", lungi dall'essere aree un tempo coltivate ma poi abbandonate a causa dell'eccessivo fiscalismo, potrebbero essere state zone perennemente incolte come ad esempio territorio desertico.

### Commercio: disavanzo commerciale, crisi dei traffici ed inflazione

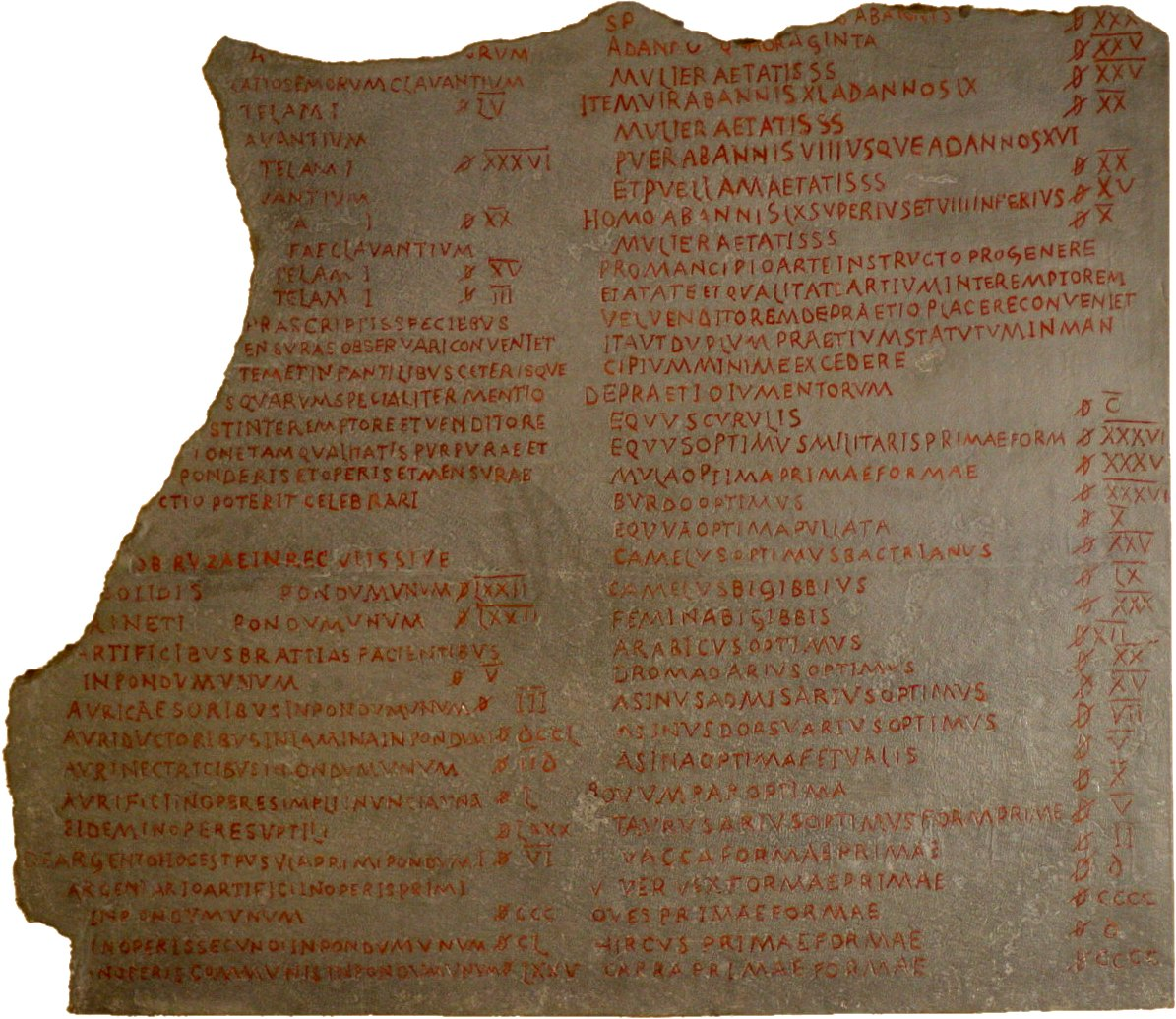
Lapide con parte del testo dell'editto sui prezzi massimi di Diocleziano, al Pergamonmuseum di Berlino

Dato che nei primi secoli dell'età imperiale l'acquisto di enormi quantità di prodotti di lusso provenienti dalle regioni asiatiche era stato regolato con monete, soprattutto d'argento (monete romane sono state trovate anche in regioni molto lontane), la continua fuoriuscita di metallo prezioso (non bilanciata dalla produzione delle miniere, visto che i giacimenti erano ormai in esaurimento dopo secoli di sfruttamento) finì per determinare nel Tardo Impero una rarefazione dell'oro e dell'argento all'interno dei confini imperiali, accelerando così la perversa spirale di diminuzione della quantità effettiva di metallo prezioso nelle monete coniate dai vari imperatori.
Il fenomeno della svalutazione monetaria, già praticato dagli imperatori nel corso dell'Alto Impero per diminuire la spesa pubblica reale, proprio negli anni settanta del III secolo cominciò a causare bruschi aumenti nell'inflazione (accentuata dalla rarefazione delle merci, dovuta all'insicurezza diffusa nei traffici e nella produzione) e maldestri tentativi di porvi rimedio: l'imperatore Diocleziano prima nel 286 tentò di stabilizzare la moneta coniando una buona moneta d'oro, l'aureus, che tuttavia sparì subito dalla circolazione (venne tesaurizzata o fusa, in quanto non c'era fiducia nella stabilizzazione del mercato), poi nel 301 decise di imporre un calmiere (Editto sui prezzi massimi), che venne però subito eluso dalla speculazione (un fenomeno che adesso chiameremmo "mercato nero"). Un esempio dell'esplosione dei prezzi ce lo fornisce indirettamente Eberhard Horst:
(Eberhard Horst, Costantino il Grande, Milano 1987, p. 25.)
Un secondo fattore che comportò la crisi commerciale, invece, furono le continue incursioni barbariche e lo sviluppo del brigantaggio, che provocarono gradualmente la chiusura dei circuiti commerciali mediterranei, a loro volta tendenti a circoscriversi progressivamente in aree più ristrette. Si arrivò, così, a ripristinare gli scambi e le tasse in natura e in natura si pagavano i soldati, mediante l'erario militare. Ma il problema è che cominciavano a scarseggiare anche le risorse naturali, a causa della crisi dell'agricoltura. La frammentazione politica seguita alle invasioni barbariche del V secolo provocò, infine, la definitiva rottura delle relazioni commerciali all'interno del Mediterraneo, che contribuì ad accelerare il rapido abbassamento delle condizioni di vita ed il netto calo demografico nella parte occidentale dell'Impero.

### Riforme monetarie

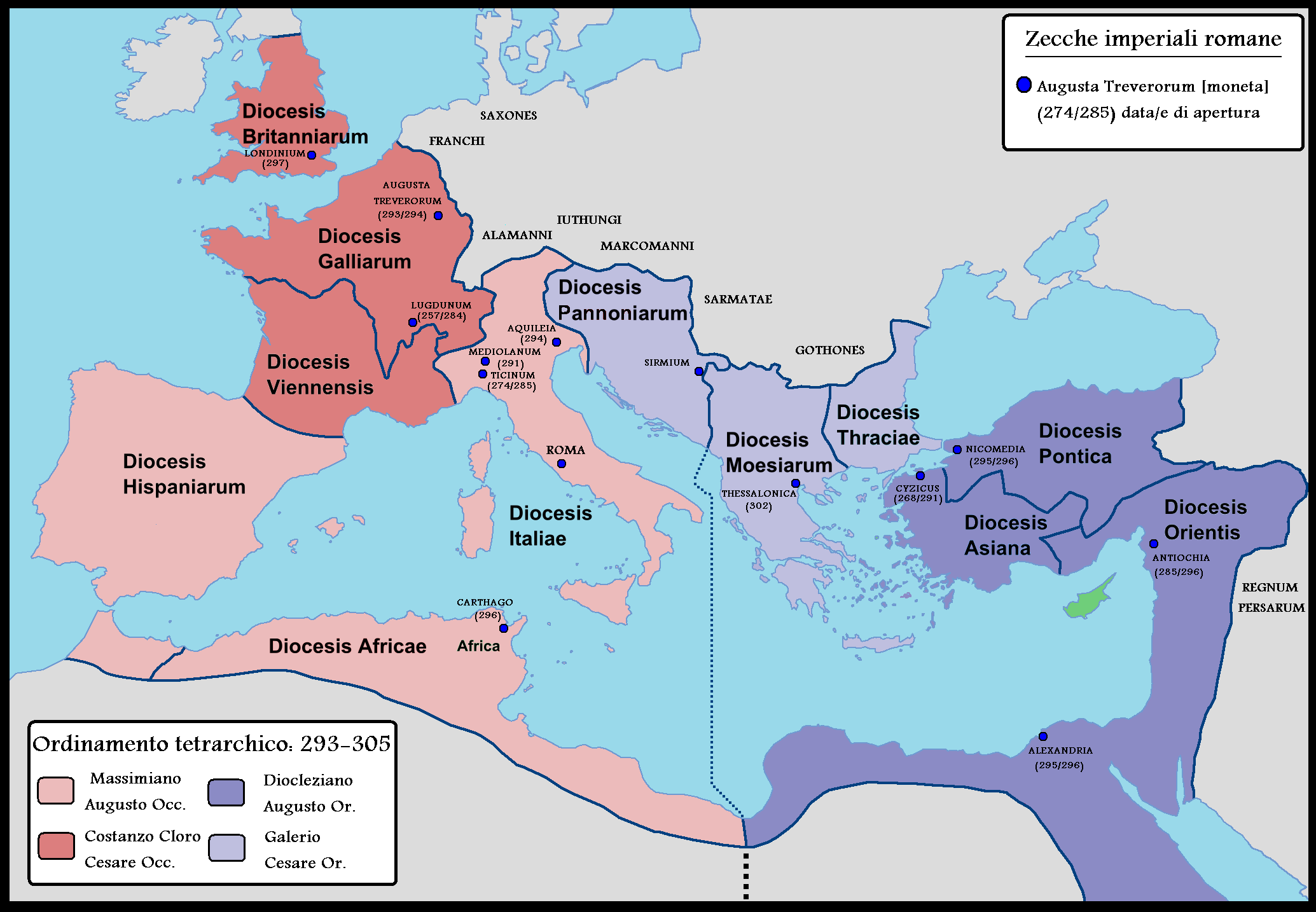
Le zecche romane al tempo della tetrarchia di Diocleziano (285-305) e della successiva guerra civile (306-324)

La riforma monetaria di Diocleziano, vide anche la creazione di una nuova serie di zecche imperiali dopo quelle sorte durante il precedente periodo dell'anarchia militare. Erano distribuite nelle diverse province, ad eccezione della Hispania (le principali): ad Alessandria, Antiochia, Aquileia, Cartagine, Londinium, Mediolanum, Nicomedia, Sirmium e Tessalonica.
L'aureo tornò ad un peso di 1/60 di libbra (= 5,45 g), fu introdotta una moneta in argento (attorno al 294), detta denarius argenteus, con un peso pari a 1/96 di libbra ossia 3,41 g, tornando al peso della riforma monetaria di Nerone, peraltro con un titolo pari al 95%, altissimo per quell'epoca. Riguardo poi alle monete in bronzo o rame, l'antoniniano venne sostituito da una moneta chiamata follis del peso medio di circa 9,72 g (con valori compresi tra 11 e 8,5 g)

### Economia e società: fiscalità, professioni e disuguaglianza giuridica
Il costo crescente dell'esercito nel Tardo Impero (erano necessari continui aumenti di stipendio ed elargizioni per tenerlo quieto) e le spese della corte e della burocrazia (aumentata anch'essa in quanto al governo servivano sempre più controllori che combattessero l'evasione fiscale ed applicassero le leggi nella vastità dell'Impero), non potendo più ricorrere troppo alla svalutazione monetaria che aveva causato tassi d'inflazione incredibili, si riversarono, soprattutto tra il III ed il IV secolo (quando le dimensioni dell'esercito furono vicine ai 500 000 uomini in armi, se non di più), sulle imposte con un intollerabile peso fiscale (riforma fiscale di Diocleziano attraverso l'introduzione della iugatio-capitatio nelle campagne e altre imposizioni fiscali per i centri urbani). Dato che i nullatenenti non avevano niente ed i ricchi contavano su appoggi e corruzione chi ne pagò il costo furono il ceto medio (piccoli proprietari terrieri, artigiani, trasportatori, mercanti) e gli amministratori locali (decurioni), tenuti a rispondere in proprio della quota di tasse fissata dallo Stato (indizione) a carico della comunità per evitare l'evasione fiscale. L'evergetismo, che era un munifico e magnifico vanto, diventò sempre più un'obbligazione imposta dal governo centrale. Le cariche pubbliche, che in precedenza erano ambite, significavano nel Tardo Impero gravami e rovina.
Per arrestare la fuga dal decurionato, dalle professioni e dalle campagne, che divenne generale proprio con l'inasprimento della pressione fiscale tra il III e il IV secolo, lo Stato vincolò ciascun lavoratore e i suoi discendenti al lavoro svolto fino ad allora, vietando l'abbandono del posto occupato (fenomeno delle "professioni coatte", che nelle campagne finirà per dare avvio, attraverso il colonato, a quella che nel Medioevo verrà chiamata "servitù della gleba"). L'avanzamento sociale (possibile solo con la carriera militare, burocratica o ecclesiale) non derivava dalla competizione sui mercati, bensì dai favori provenienti dall'alto. È comprensibile, a questo punto, che molti considerassero l'arrivo dei barbari non tanto una minaccia, quanto una liberazione. Ormai si era scavato un solco profondo tra uno Stato sempre più invadente e prepotente (soprusi dell'esercito e della burocrazia) e la società. Lo Stato che nel V secolo crollò sotto l'urto dei barbari era uno Stato ormai privo di consenso.
Quando le popolazioni germaniche occuparono i territori dell'Impero d'Occidente, si trovarono di fronte una società profondamente divisa tra una minoranza di privilegiati e una massa di povera gente. La distanza sociale prima esistente tra lavoratori liberi e schiavi si era, infatti, ridotta notevolmente con l'istituzione del colonato: entrambi erano dipendenti nella stessa misura dal ricco proprietario del fondo agricolo. Anche questo fenomeno, quindi, contribuì alla biforcazione della società nelle due principali categorie sociali del Tardo Impero, profondamente differenti non solo per il censo (poveri e ricchi), ma anche per le condizioni giuridiche (con il fenomeno delle professioni coatte, infatti, la distanza economica tra classi ricche e classi povere divenne anche una distinzione di diritto, fissata dalla legge): gli "inferiori" (humiliores), cui appartenevano la massa dei coloni e dei proletari urbani, e i "rispettabili" (honestiores), cui appartenevano i grandi proprietari terrieri ed i vertici della burocrazia militare e civile. Solo agli humiliores erano riservate le punizioni più dure ed infamanti, come la fustigazione e la pena di morte.

### Situazione economica e sociale dell'Occidente
La maggior parte dell'Occidente romano non conobbe, durante il tardo Impero, lo stesso sviluppo dell'Oriente, che si protrasse fino a circa la metà del VI secolo. L'Occidente era infatti più lontano dalle grandi correnti commerciali del resto del mondo, il ceto medio contadino si era andato impoverendo e la struttura sociale era polarizzata tra classi molto abbienti ed altre poverissime, con i ceti medi urbani che non avevano la stessa consistenza numerica ed influenza che in Oriente.
Nel III secolo la Gallia settentrionale e la Rezia, erano state soggette a frequenti scorrerie barbariche e lo spopolamento e le devastazioni delle campagne furono molto più accentuate che in altre province. In Spagna la produzione di olio andò sempre più diminuendo, mentre le grandi miniere chiusero del tutto già verso la fine del IV secolo. Tuttavia in questo stesso secolo, come si è già accennato, alcune importanti aree occidentali conobbero un notevole sviluppo: fra queste la Spagna orientale, la Gallia meridionale e l'Africa. La stessa Pannonia poteva contare su vivaci mercati dovuti alla presenza dei soldati-consumatori delle legioni sul limes danubiano, nonostante fosse spesso soggetta alle incursioni germano-sarmatiche, che precedettero l'invasione degli Unni.
La Britannia non fu sfiorata dalla crisi del III secolo (nelle campagne attorno a Londinium sorsero ricche residenze rurali in quel periodo) e conobbe forse la sua epoca più florida nel secolo successivo, ma dopo l'abbandono delle truppe romane agli inizi V secolo crollò del tutto sotto l'urto delle invasioni degli Angli e dei Sassoni. Tra le province della sezione occidentale quella più prospera fu sicuramente l'Africa proconsolare, la cui maggiore ricchezza derivava dall'ingente produzione d'olio nei latifondi (la metà delle terre apparteneva a una decina di grandi latifondisti): Cartagine rimase a lungo la quinta città dell'Impero, dopo Roma, Costantinopoli, Alessandria e Antiochia.
Ma nella prima metà del V secolo anche l'Africa non seppe resistere alle scorrerie dei beduini del deserto e all'invasione dei Vandali. L'Italia infine, che da tempo non rappresentava la regione più ricca dell'Impero, rimase in gran parte al margine della ripresa del IV secolo. Alcune città del nord, tuttavia, si svilupparono notevolmente (Milano e, successivamente, Ravenna), altre conservarono la propria importanza (Aquileia, Capua) o buona parte della propria popolazione (Roma), altre ancora, come Ostia, continuarono ad ospitare nel proprio porto flotte cariche di generi alimentari che l'Annona distribuiva alle plebi turbolente che popolavano l'Urbe. La maggior parte del suolo italico tuttavia, fu colpita da un ristagno economico e demografico che coinvolse non solo molti centri urbani, ma anche, e soprattutto, le campagne.

### Crisi urbana e demografica in Occidente
A partire dalla peste antonina del II secolo, cominciò un lento declino demografico.
La forte instabilità politica, i saccheggi delle soldataglie romane (nel corso delle guerre civili) o barbariche, la stasi produttiva e l'insicurezza dei traffici impoverirono nel corso del Tardo Impero i ceti medi cittadini (artigiani e commercianti), i quali dovevano far fronte anche alla necessità di sfamare le moltitudini di contadini immigrati in città dalle campagne in seguito alla crisi dell'agricoltura. Fino alla fine del IV secolo la parte occidentale dell'Impero era riuscita a sopperire in parte a questa esigenza grazie all'evergetismo dei notabili, ma di fronte alla crisi furono proprio le distribuzioni gratuite di denaro o generi alimentari ad essere tagliate. A partire dal regno di Onorio si preferì fare beneficenza alla Chiesa, che nel V secolo si sostituì alle istituzioni statali nelle opere di carità, se non nell'amministrazione di molti centri urbani dell'Impero romano d'Occidente.
In quello stesso periodo, o ancor prima, i senatori latifondisti ed i ricchi imprenditori (banchieri, armatori, alti funzionari), che avevano privilegi esorbitanti e vivevano di rendita in un lusso sfarzoso, cominciarono a preferire la vita in campagna a quella in città. Nei loro stessi latifondi cominciarono a concentrarsi attività industriali ed artigianali, capaci di renderli autosufficienti (la conseguenza fu un'ulteriore riduzione delle opportunità di lavoro per i ceti medi cittadini, già in difficoltà per la crisi dei traffici commerciali) e, nel caos generale che anticipò la caduta dell'Impero romano d'Occidente, iniziarono a provvedere da sé alla tutela delle loro proprietà, assoldando eserciti privati (i cosiddetti buccellarii). Lo Stato finì per affidare loro quei compiti che non era più in grado di assolvere, come la riscossione delle tasse dei coloni e dei contadini rimasti liberi nei villaggi, che si affidavano ormai a loro per la protezione delle proprie famiglie (fenomeno del patronato): su queste basi si sarebbe poi sviluppata la signoria feudale nel Medioevo. A partire dal V secolo la vita urbana in Occidente, pur se con alcune importanti eccezioni, fra cui Ravenna, capitale imperiale dal 402, entrò in un processo di decadenza di lunga durata che si sarebbe protratto fino al X o XI secolo e che avrebbe coinvolto anche le campagne. In alcune aree, come l'Italia, si assistette ad un crollo demografico senza precedenti che raggiunse forse il suo culmine nel corso del VI secolo.
All'indomani della guerra gotica l'Italia, ridotta ormai ad un'economia di sussistenza, ospitava meno di metà della popolazione che possedeva in età augustea, mentre Roma, che ancora all'inizio del V secolo aveva con ogni probabilità una popolazione che oscillava fra i 700 000 e il milione di abitanti, accoglieva entro le sue mura solo alcune decine di migliaia di residenti.

### Prosperità dell'Impero romano d'Oriente
Quando nel 330 Costantino trasformò Bisanzio in una nuova capitale, Nova Roma, conosciuta ben presto come Costantinopoli, l'Urbe aveva già cessato da alcuni decenni di essere il centro politico ed economico dell'impero. Costantinopoli, pur non riuscendo mai ad eguagliare Roma in numero di abitanti, fu, dal punto di vista economico, molto più vivace di quest'ultima. Non solo luogo del consumo, ma autentica capitale dei traffici e delle produzioni, mantenne questo ruolo, sia pure tra infinite vicissitudini, per un periodo di più di mille anni, fino alla caduta per mano turca nel 1453.
Più in generale, nell'Impero romano d'Oriente il sistema produttivo era ancora efficiente, gli scambi commerciali più vivaci, ed il declino delle città molto meno accentuato che in Occidente (l'eccezione era rappresentata dalle città della Grecia, ormai impoverite da lunghi secoli di decadenza ed incapaci di riprendersi del tutto dopo i saccheggi dei Goti e dei Sarmati nel III secolo). L'economia urbana si reggeva sulla prosperità delle campagne, dove opportune misure garantirono la sopravvivenza della piccola proprietà (soprattutto in Anatolia, Siria, Palestina ed Egitto) contro l'estendersi dei latifondi, con notevoli vantaggi per la produzione e la demografia (oltre a Costantinopoli, vale la pena citare fra le città più popolose Antiochia, Alessandria d'Egitto e Nicomedia). La disponibilità di moneta era poi garantita dalle esportazioni e sorresse l'artigianato e la piccola industria, gestiti o controllati dallo Stato. Furono così superate le difficoltà derivanti dall'alto costo dei trasporti e dalla stasi dei commerci durante i frequenti conflitti. Lo Stato non riuscì invece a risolvere il male tipico del Tardo Impero: l'eccessivo fiscalismo per le spese dell'esercito e della burocrazia.
In ogni caso, l'Impero romano d'Oriente o Impero bizantino riuscì a resistere meglio agli assalti dei barbari, perché più ricco di uomini e di risorse, meglio difendibile e meglio organizzato sul piano politico (autocrazia e centralismo bizantini: l'imperatore d'Oriente si considerava il vicario di Dio in terra, il che lo poneva al vertice non solo della gerarchia civile, ma anche di quella ecclesiastica. Si trattava di un dispotismo accettato senza problemi dalle popolazioni mediorientali ed egiziane, abituate da secoli all'adorazione sacrale del potere supremo. A differenza che in Occidente, il consenso e la subordinazione all'imperatore erano favoriti, nell'Oriente romano, anche dall'atteggiamento devoto della Chiesa orientale, che identificava le proprie fortune con la tenuta del governo centrale.

### Crisi urbana e demografica in Oriente
L'Oriente romano si articolava, fino ad età giustinianea, in una fitta e prospera rete urbana, salvo nei Balcani, dove fin dalla metà VI secolo, a seguito delle invasioni degli Unni, Avari e Ostrogoti la vita cittadina venne duramente colpita e molte città si erano andate spopolando oppure si erano ridotte ad agglomerati di ridotte dimensioni, come Tessalonica, la quale «rimase in piedi come modesta enclave bizantina». In piena auge era invece all'epoca la vita urbana nelle province asiatiche e in Egitto, oltreché a Costantinopoli, che raggiunse nei primi anni del regno di Giustiniano i 500 000 abitanti. Subito dopo la capitale spiccavano per popolazione e prestigio le grandi metropoli di Alessandria e Antiochia (quest'ultima fino al terremoto del 528) entrambe con oltre 200 000 abitanti. Numerose erano le città di medie dimensioni come Laodicea, Efeso, Nicea, Gerusalemme, ecc. e a centinaia si contavano i piccoli centri con una popolazione inferiore ai 20 000 abitanti, molti dei quali presentavano connotazioni tipicamente urbane.
Nel 541-542, però, l'Impero fu flagellato dalla peste bubbonica cui fecero seguito altre epidemie mortifere nel 555, 558, 561, 573-574, 591, 599 e nei primi anni del VII secolo. Tali epidemie, precedute da una serie di calamità naturali furono un fattore, forse anche determinante, del crollo della vita urbana. Costantinopoli perse, a causa della peste del 542, da un terzo a metà della sua popolazione e fra la metà del VI e la metà del VII secolo la vita urbana andò spegnendosi. In alcune aree, come la Grecia, non si è trovata traccia alcuna di attività edificatoria fra il 600 e l'inizio del IX secolo. «Se l'impero bizantino del primo periodo era un aggregato di città», ha scritto un noto bizantinista, «nel periodo medio può descriversi come un aggregato di castra (fortezze)».

## Cultura

### Vitalità della cultura classica
La cultura classica continuò a mostrare una grande vitalità in epoca tardo-antica e a costituire un prestigioso strumento formativo delle classi dirigenti del mondo romano del tempo. In effetti «…non vi è differenza di rilievo…» scrive Marrou, «…fra il contenuto e i metodi dell'insegnamento o delle forme di vita intellettuale nella tarda antichità rispetto a quanto si riscontrava nella civiltà ellenistica e romana dell'alto impero». Solo una formazione di questo tipo permetteva infatti, allora come in precedenza, a persone di modesta estrazione di essere accolti nei ranghi delle classi superiori. Gli imperatori stessi dovevano dare l'esempio: due fondatori di dinastie, Costantino e Valentiniano I, spinti da un complesso di inferiorità culturale, chiamarono a corte dei precettori d'eccezione, Lattanzio e Ausonio, per educare i propri figli ed evitare che questi facessero, come loro, la figura di semi-analfabeti.

### Letteratura latina

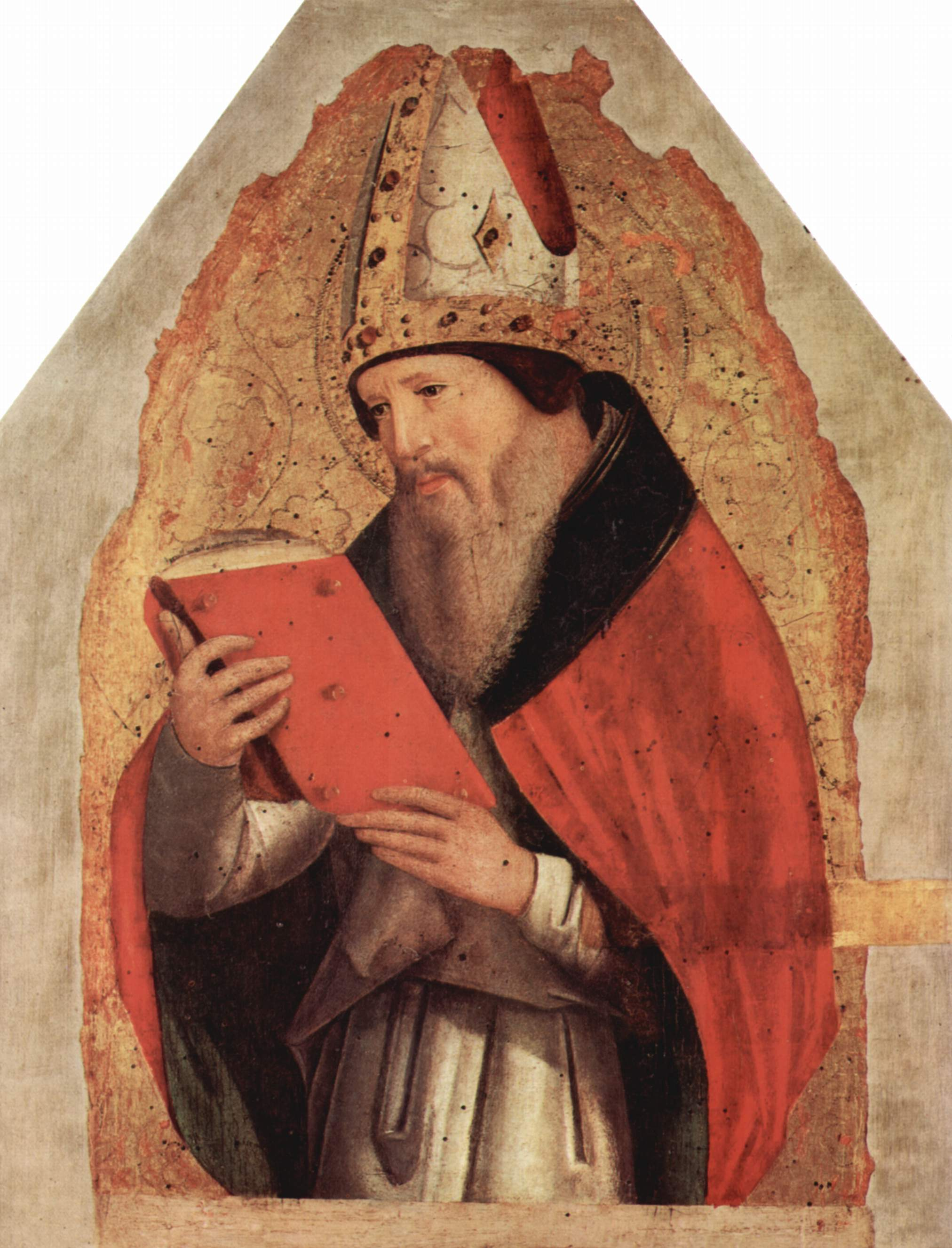
Sant'Agostino in un dipinto di Antonello da Messina

Alla fine del IV secolo, e per molti secoli a venire, Roma era ancora un prestigioso punto di riferimento ideale non solo per l'Occidente, ma anche per l'Oriente. Si ha quasi l'impressione che la sua perdita di importanza politica, definitivamente sancita già in epoca tetrarchica, le avesse quasi assicurato un ruolo di simbolo "sovranazionale" di Impero al tramonto. Alcuni grandi uomini di cultura di origine greco-orientale sentirono questo richiamo e scelsero il latino come lingua di comunicazione. È il caso dello storico greco-siriano Ammiano Marcellino, che decise, dopo un lungo periodo di militanza come ufficiale dell'esercito, di trasferirsi a Roma, dove morì attorno all'anno 400. Nella Città Eterna scrisse il suo capolavoro Rerum gestarum libri XXXI, pervenutoci purtroppo in forma incompleta. Quest'opera, serena, imparziale, vibrante di profonda ammirazione per Roma e la sua missione civilizzatrice, costituisce un documento di eccezionale interesse, dato il delicato e tormentato momento storico preso in esame (dal 354 al 378, anno della battaglia di Adrianopoli).
Anche l'ultimo grande poeta pagano, il greco-egizio Claudiano (nato nel 375 circa), adottò il latino nella maggior parte dei suoi componimenti (la sua produzione in greco fu senz'altro meno significativa) decidendo di passare gli ultimi anni della sua breve esistenza a Roma, dove si spense nel 404. Spirito eclettico ed inquieto, trasse ispirazione, nella sua vasta produzione tesa a esaltare Roma e il suo Impero, dai grandi classici latini (Virgilio, Lucano, Ovidio ecc.) e greci (Omero e Callimaco). Fra i letterati provenienti dalle province occidentali dell'Impero non si può dimenticare il gallo-romano Claudio Rutilio Namaziano, che nel suo breve De reditu (417 circa) rese un vibrante e commosso omaggio alla città di Roma che egli era stato costretto a lasciare per tornare nella su terra di origine, la Gallia.
L'ultimo grande retore che visse e operò in questa parte dell'Impero fu il patrizio romano Simmaco spentosi nel 402. Le sue Epistulae, Orationes e Relationes forniscono una preziosa testimonianza dei profondi legami, ancora esistenti all'epoca, fra l'aristocrazia romana e un'ancor viva tradizione pagana. Quest'ultima, così ben rappresentata dalla vigorosa e vibrante prosa di Simmaco, suscitò la violenta reazione del cristiano Prudenzio che nel suo Contra Symmachum stigmatizzò i culti pagani del tempo. Prudenzio è uno dei massimi poeti cristiani dell'antichità. Nato a Calagurris in Spagna, nel 348, si spense attorno al 405, dopo un lungo e travagliato pellegrinaggio fino a Roma. Oltre al già citato Contra Symmachum, è autore di una serie componimenti poetici di natura apologetica o di carattere teologico fra cui una Psychomachia (Combattimento dell'anima), una Hamartigenia (Genesi del Peccato) ed un Liber Cathemerinon (Inni da recitarsi giornalmente).
Nel III, IV e V secolo la letteratura latina declinò, non così il pensiero giuridico, filosofico e teologico che diede i propri frutti più alti in quel periodo. Si ricordano fra i giuristi Ulpiano, Papiniano e Giulio Paolo (inizi del III secolo) e, per ciò che riguarda la teologia e la filosofia, i Padri della Chiesa San Girolamo, Sant'Ambrogio, San Paolino da Nola e Sant'Agostino, massima espressione del pensiero cristiano del primo millennio dell'era volgare. Agostino, avvicinatosi alla filosofia leggendo l'Ortensio di Cicerone e le opere di Platone a dei neoplatonici, cercò di conciliare la classicità pagana con il nuovo messaggio cristiano. Sviluppò negli anni maturi un poderoso corpus dottrinario la cui influenza si è fatta sentire in età medievale (Pietro Abelardo, Ruggero Bacone, Duns Scoto ecc.), moderna (Martin Lutero, Giansenio, ecc.) e contemporanea (Søren Kierkegaard in particolare). Il IV secolo è anche il secolo di Ammiano Marcellino, un siro di madrelingua greca ma di espressione latina considerato il massimo storico romano di età tardo-imperiale.

### Urbanistica di Roma

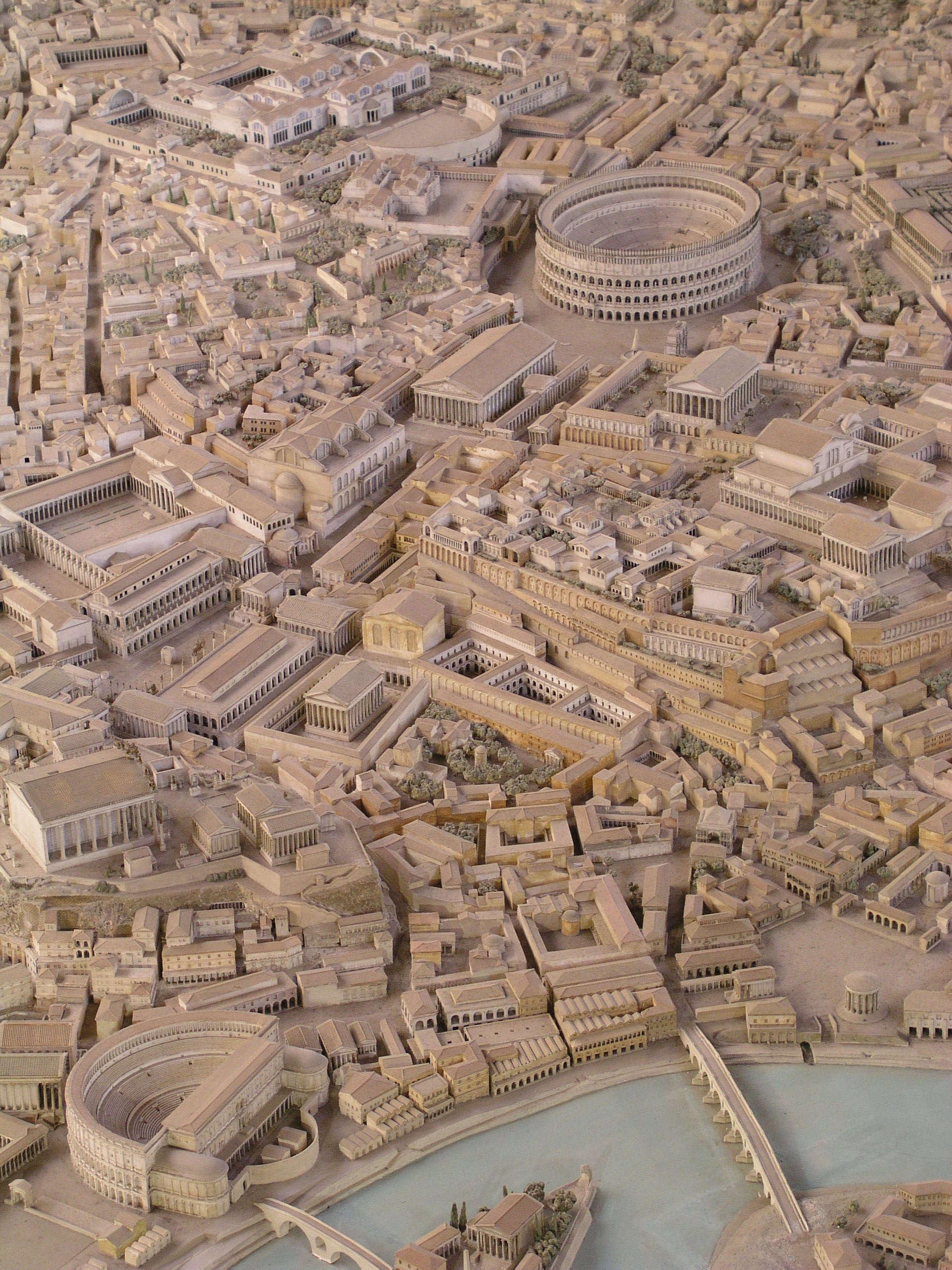
Ricostruzione di Roma imperiale all'epoca di Costantino I: plastico conservato presso il Museo della Civiltà Romana

Con la Tetrarchia si ebbe una ripresa dell'attività edilizia, con la costruzione delle terme di Diocleziano (le più grandi di sempre), della basilica e della grande villa di Massenzio sulla via Appia. L'incendio di Carino del 283, che aveva distrutto parte del centro cittadino, rese necessaria una ricostruzione, alacremente intrapresa, con i restauri al Foro di Cesare, alla Curia, al Tempio di Saturno, al teatro e ai portici di Pompeo. Forse risalgono a quegli anni i Cataloghi regionari, che contengono liste di edifici divisi per regione, dalla funzione non chiara, ma utilissimi per conoscere lo stato della città verso la fine del periodo antico.
Massenzio fu l'ultimo imperatore a scegliere la città come sua residenza e capitale, e fu lui ad iniziare una delle ultime stagioni edilizie imperiali: oltre alla già citata basilica, ricostruì il Tempio di Venere e Roma, innalzò una nuova villa imperiale, un circo e un sepolcro per la sua dinastia sulla via Appia. Costantino sconfisse Massenzio, impresa celebrata con la costruzione dell'arco di Costantino (315 o 325), completò la costruzione della basilica nei Fori e iniziò altri lavori come le Terme di Costantino, sul Quirinale.
Alla sua epoca Roma, che continuava ad avere circa un milione di abitanti racchiusi in un perimetro di circa 20 chilometri, poteva contare su: 11 terme e 856 bagni privati (balnea), 37 porte, 29 grandi strade, centinaia di strade secondarie, 190 granai, 2 grandi mercati (macella), 254 mulini, 11 grandi piazze o fori, 1152 fontane, 28 biblioteche, 2 circhi, 2 anfiteatri, 3 teatri, 2 naumachie, 10 basiliche e 36 archi di marmo.
Presto però l'attenzione di Costantino si rivolse alla costruzione di edifici cristiani e, soprattutto, decise di dedicarsi alla creazione di una nuova capitale monumentale, Costantinopoli. Del resto la scelta di nuove capitali imperiali già da parte degli imperatori tetrarchi e poi di Costantino, fece sì che altre città provinciali cominciarono ad essere abbellite di edifici pubblici, piuttosto che la stessa Roma. A Nicomedia in Bitinia, ad esempio, Diocleziano fece erigere senza dubbio edifici monumentali. Ultima e gigantesca opera di pubblica utilità realizzata a Roma, furono le terme di Diocleziano, costruite per servire i popolosi quartieri del Quirinale, Viminale e Esquilino. Per far posto alla gigantesca costruzione vennero demoliti molti edifici, alcuni dei quali vennero scavati in piazza della Repubblica mentre si costruiva la fermata della metropolitana.
A Roma si continuarono a innalzare monumenti e archi onorari per tutto il V secolo, come l'arco di Graziano e Valente, quello di Teodosio, di Arcadio, di Onorio e di Teodorico (405), dei quali oggi non resta però traccia. Tra il 402 e il 405 vennero rifatte le porte nelle mura aureliane con l'aggiunta di torri rotonde ancora oggi esistenti.
Da questo momento in poi le autorità urbane si limitarono a una semplice conservazione e restauro degli edifici della Roma antica, i quali, svuotati ormai di gran parte delle loro funzioni, andarono incontro a un inesorabile declino, con molti di essi distrutti volontariamente per usarne i materiali per nuovi edifici.
I primi edifici di culto cristiani della città furono soprattutto luoghi di riunione e centri comunitari organizzati in case private (domus ecclesiae e tituli), che prendevano il nome dal primitivo proprietario, in seguito spesso identificato con il santo titolare. Altri luoghi di culto e centri di sepoltura si trovavano fuori dalle mura, ugualmente presso terreni privati, senza che si distinguessero esteriormente da quelli pagani.
A partire da Costantino si cominciarono ad erigere le prime grandi chiese cristiane: le basiliche di San Giovanni in Laterano, Santa Croce in Gerusalemme e le basiliche cimiteriali sorte presso le tombe dei martiri, spesso collegate ai mausolei della famiglia imperiale e con prevalente funzione cimiteriale (San Sebastiano sulla via Appia, San Lorenzo sulla via Tiburtina, Basilica dei Santi Marcellino e Pietro sulla via Labicana, Sant'Agnese sulla via Nomentana e la stessa basilica di San Pietro in Vaticano). Le chiese sorsero tuttavia in aree periferiche, in terreni di proprietà imperiale, pur riprendendo la forma dei grandi complessi pubblici (principalmente basiliche e sale termali).
Fino alla fine del V secolo si continuarono inoltre a restaurare nella città gli edifici pubblici e i templi pagani, ad opera della potente aristocrazia senatoriale, rimasta in gran parte legata alle tradizioni pagane.
Negli anni successivi, si ebbero la costruzione di San Paolo fuori le mura (iniziata nel 384 per intervento diretto degli imperatori cristiani Valentiniano II, Teodosio I e Arcadio) e di Santa Maria Maggiore (iniziata intorno al 420).
Le trasformazioni in chiese di alcuni degli antichi tituli e le nuove costruzioni venivano finanziate da papi e presbiteri o da ricchi privati cristiani, inglobando spesso le case più antiche, e con la scelta di luoghi più vicini al centro cittadino. Il papa esercitava forse sin dall'inizio una qualche forma di controllo e solo a partire dalla metà del V secolo l'erezione di nuove chiese divenne una sua prerogativa. Sorsero così le chiese dei Santi Giovanni e Paolo, di San Vitale, di San Marco, di San Lorenzo in Damaso, di Sant'Anastasia, di Santa Sabina, di San Pietro in Vincoli, di San Clemente, di Santo Stefano Rotondo.
La posizione decentrata della cattedrale di San Giovanni in Laterano, che si andava accentuando in seguito all'inizio dello spopolamento della città, fece sì che numerose altre chiese cittadine fossero dotate di battisteri, che si aggiungevano al costantiniano Battistero Lateranense.
Alarico dei Visigoti marciò verso Roma e la saccheggiò clamorosamente nel 410. Il sacco di Alarico non fu il più drammatico della storia della città: vi furono episodi cruenti, ma il re visigoto era cristiano (a differenza della sua popolazione) e rese omaggio alle tombe degli Apostoli, rispettando la sacralità del caput mundi. Al sacco seguì una certa flessione demografica, ma ancora attorno alla metà del V secolo sembra che Roma continuasse ad essere la città più popolosa delle due parti dell'Impero, con una popolazione non inferiore ai 650 000 abitanti. Nonostante ciò la violazione dell'Urbe sconvolse il mondo antico, ispirando il De civitate Dei di Sant'Agostino, che si chiedeva come Dio avesse potuto permettere una profanazione così inaudita.
Di nuovo Genserico dei Vandali guidò via mare il suo popolo dal Nordafrica verso Roma nel 455. Sebbene essi fossero cristiani (anche se convertiti all'arianesimo), saccheggiarono Roma in forma molto più spietata di quanto avesse fatto Alarico quarantacinque anni prima. Tale saccheggio fu formalmente giustificato da Genserico con il desiderio di riprendere la città dall'usurpatore Petronio Massimo, assassino di Valentiniano III.
La caduta dell'Impero romano d'Occidente nel 476 non cambiò molto le cose per Roma. Gli Eruli di Odoacre e quindi gli Ostrogoti di Teodorico continuarono, come gli imperatori che li avevano preceduti, a governare l'Italia da Ravenna. L'amministrazione della città era affidata al Senato, da lungo tempo privato dei suoi originari poteri, e sempre maggiore importanza acquistava il Papa, che in genere veniva da una famiglia senatoria. Durante il regno di Teodorico venivano ancora restaurati gli edifici pubblici cittadini a cura dello stato.

### Architettura di Roma antica sotto Diocleziano e Costantino

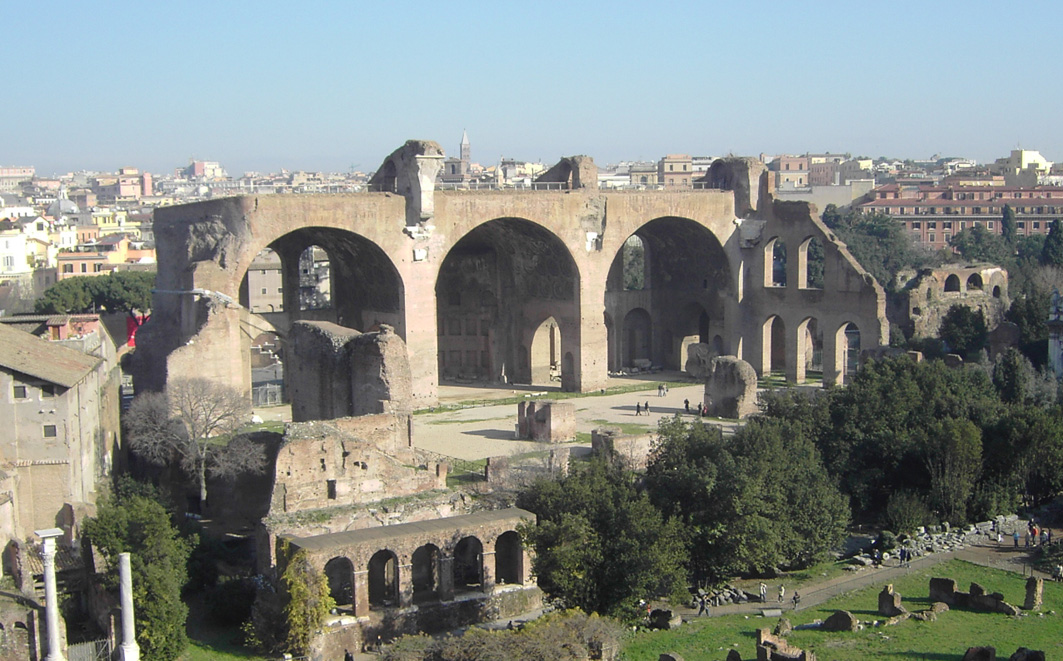
I resti della basilica di Massenzio, inaugurata da Costantino I nel 315

Roma fu ornata dalle terme di Diocleziano, inaugurate nel 306. Egli provvedette soprattutto a ristrutturare preesistenti edifici pubblici di epoche precedenti come la Basilica Giulia e la Curia (entrambe nel 303). Massenzio, l'ultimo imperatore realmente romano, quando fu residente a Roma, dal 306 al 312, fece erigere: la basilica di Massenzio, il tempio del Divo Romolo in onore del figlio Valerio Romolo (nel 307-309), la propria villa lungo la via Appia, con annesso omonimo circo (311 ca.) e il mausoleo di Valerio.
Le terme di Diocleziano (Thermae Diocletiani), le più grandi Terme della Roma antica, furono iniziate nel 298 dall'imperatore Massimiano, nominato Augustus dell'Occidente da Diocleziano, e aperte nel 306, dopo l'abdicazione di entrambi. L'edificio in mattoni, posto sul colle Viminale, in un recinto di 380 x 365 m, occupava quasi 14 ettari, e ancora nel V secolo Olimpiodoro affermava che contavano 2400 vasche. Il blocco centrale misurava 250 x 180 m e potevano accedere al complesso fino a tremila persone contemporaneamente. Per dare l'idea della loro maestosità, è sufficiente ricordare che il colonnato semicircolare dell'attuale piazza della Repubblica (già piazza Esedra), realizzato alla fine dell'Ottocento da Gaetano Koch, ricalca esattamente l'emiciclo dell'esedra delle Terme. Erano alimentate da un ramo dell'Acqua Marcia che partiva da Porta Tiburtina e conduceva l'acqua in una cisterna lunga più di 90 m, detta la botte di Termini, che poi fu distrutta nel 1876 per fare spazio alla stazione Termini, che prese il nome niente meno che dalle "terme" stesse. La straordinaria vastità dell'impianto, e la sua distanza dai luoghi in cui si era ristretta la scarsa popolazione romana dopo la caduta dell'impero, fecero sì che dal XVI secolo in poi diverse strutture edilizie si annidassero nel grande recinto che - ancora integro nel XVIII secolo, come si vede nella pianta del Nolli - è giunto tuttavia fino ai nostri giorni ancora ben riconoscibile.

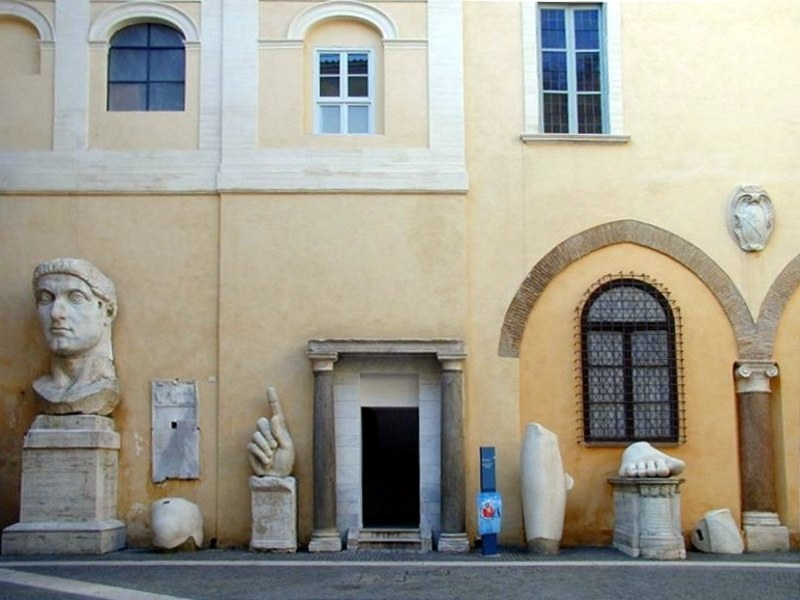
Resti della statua colossale di Costantino I, ora presso il Palazzo dei Conservatori, un tempo all'interno dell'abside della basilica di Massenzio.

Il tempio del Divo Romolo si trova nell'area archeologica del Foro Romano lungo la Sacra via summa, alle spalle del cosiddetto "carcer" repubblicano, tra il tempio di Antonino e Faustina e la basilica di Massenzio. In origine venne costruito come vestibolo circolare di accesso al Tempio della Pace (75), ma dopo l'abbandono del complesso imperiale, Massenzio lo riutilizzò come tempio dedicato al figlio, Valerio Romolo, prematuramente scomparso nel 309 e divinizzato. In seguito, quando un'aula del Tempio della Pace venne trasformata nella basilica dei Santi Cosma e Damiano nel VI secolo, fu utilizzato come vestibolo della chiesa.
Il circo di Massenzio, detto anche circo di Romolo era un circo romano, fatto edificare intorno al 311 dall'imperatore Massenzio, all'interno del complesso edilizio inscindibile costruito al terzo miglio della via Appia, e che includeva la villa di Massenzio e il mausoleo del figlio Valerio Romolo. La villa si configurano come l'ultimo atto della trasformazione di un'originaria villa rustica repubblicana del II secolo a.C., costruita in posizione scenografica sul declivio di una collina rivolta verso i Colli Albani. Dopo una fase risalente al primo impero, nel II secolo la villa subì una radicale trasformazione ad opera di Erode Attico che la inglobò nel suo Pago Triopio.
La Basilica di Massenzio o, più propriamente, di Costantino, fu l'ultima e la più grande basilica civile del centro monumentale di Roma (100 x 65 metri), posta all'estremità nord-est su quella che anticamente era il colle della Velia e che raccordava il Palatino con l'Esquilino. Non faceva parte del Foro Romano propriamente detto (pur rientrando oggi nell'area archeologica che lo comprende, estesa fino alle pendici della Velia), ma era nelle immediate adiacenze di esso. Nelle fonti antiche la basilica è ricordata come Basilica Nova, o Basilica Constantini, o Basilica Constantiniana. La basilica fu inizialmente fatta costruire da Massenzio agli inizi del IV secolo e fu terminata e modificata da Costantino I in prossimità del tempio della Pace, già probabilmente in abbandono, e del tempio di Venere e Roma, la cui ricostruzione fece parte degli interventi massenziani. La sua funzione era prevalentemente di ospitare l'attività giudiziaria di pertinenza del prefetto urbano. Nell'abside venne collocata una statua colossale, acrolito costruito parte in marmo e parte in legname e bronzo dorato, alto 12 m. La statua raffigurava in origine lo stesso Massenzio e in seguito venne rilavorata con i tratti di Costantino. Alcune parti marmoree superstiti furono scoperte nel 1487 e sono ora nel cortile del palazzo dei Conservatori sul Campidoglio (Musei Capitolini). La sola testa misura 2,60 m e il piede 2 m.
L'architettura dell'arco di Costantino, inaugurato nel 315, è grandiosa, di equilibrata armonia, con un corredo scultoreo in buona parte di spoglio da monumenti anteriori (fregio spezzato e Daci prigionieri di epoca traianea, tondi adrianei, pannelli aureliani), in una sorta di commemorazione di tutti gli imperatori più amati, dopo Augusto, che concorrevano a onorare Costantino. Di nuova fabbricazione furono alcuni rilievi in vari punti dell'arco e soprattutto uno stretto fregio ricco di figure che inizia nell'angolo verso il Foro, si inserisce tra i fornici minori e i tondi adrianei e si conclude sul lato nord con le grandi composizioni dell'Oratio e della Liberalitas di Costantino, nel punto dove in precedenza si trovavano di solito scene di sacrificio e processioni pagane. Le scene raccontano le principali vicende della guerra contro Massenzio: la partenza da Milano, l'Assedio di Verona, la battaglia di Ponte Milvio, l'ingresso a Roma e le due già citate scene di cerimonia pubblica.
Le terme di Costantino erano un complesso termale costruito sul colle Quirinale, da Costantino I intorno al 315, e forse iniziato sotto Massenzio. Si trovavano in corrispondenza del terrapieno sorretto da muraglione di villa Aldobrandini, tagliato poi da via Nazionale. I resti delle terme furono distrutti con la costruzione di Palazzo Rospigliosi e con l'apertura della via. Le terme erano piuttosto piccole ed esclusive, soprattutto se confrontate con le vicine terme di Diocleziano, grandiose ma dalla clientela sicuramente "popolare". Da queste terme provengono le statue dei Dioscuri poste attualmente alla base dell'obelisco del Quirinale nell'omonima piazza, due statue di Costantino (una oggi nella basilica di San Giovanni in Laterano e una sulla balaustra di piazza del Campidoglio), una di suo figlio Costantino II come cesare.
A Roma Costantino fece costruire la prima basilica cristiana, San Giovanni in Laterano (314-324?), posta accanto al palazzo Lateranense che assegnò al vescovo, dove forse aveva risieduto già Massenzio. Altri edifici di culto furono la chiesa dei Santi Marcellino e Pietro, il mausoleo per la madre Elena (oggi Tor Pignattara) e una piccola basilica sul luogo della tomba dell'apostolo Pietro, poi trasformata in grande basilica a cinque navate, modellata su San Giovanni, a partire dal 324 e terminata da Costantino II. Altre basiliche del periodo furono la Basilica di San Lorenzo fuori le mura (dal 315) e l'antica basilica di San Pietro in Vaticano (326-333). Novità delle basiliche costantiniane rispetto al loro modello (le basiliche civili romane) furono il transetto, di origine ancora discussa, e l'arco trionfale che inquadra l'abside sul lato minore. Si diffuse inoltre la copertura a capriate piuttosto che con le volte di gittate in opera cementizia.
La chiesa di Santa Costanza era il mausoleo per la figlia di Costantino, Costantina, ed era impostato a pianta centrale con una cupola poggiante su un anello di doppie colonne. Oggi è una chiesa sita in via Nomentana, all'interno del complesso monumentale di Sant'Agnese fuori le mura. Fu fatto costruire nel 350, come proprio mausoleo, da Costantina, figlia di Costantino I, a ridosso della Basilica costantiniana, presso la sepoltura di sant'Agnese, della quale Costantina era una devota. Vi furono sepolte sia Costantina sia la sorella Elena. L'edificio fu detto "di Santa Costanza" a seguito del fatto che Costantina erroneamente fu scambiata per una santa.

#### Principali monumenti del periodo

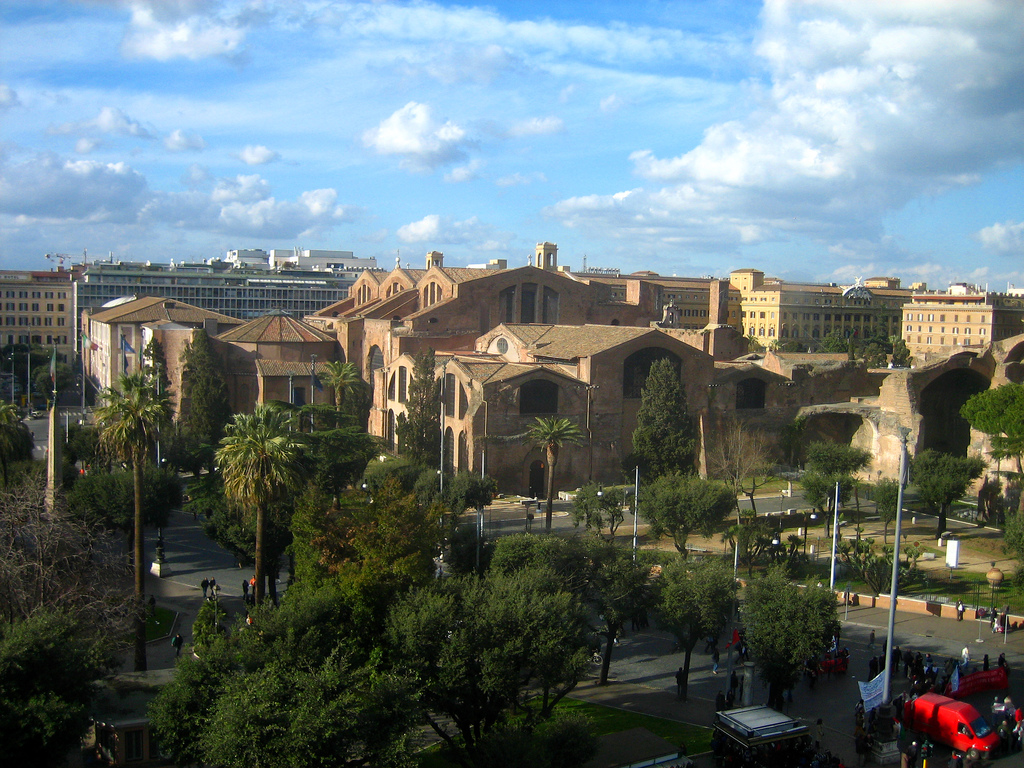
Veduta del grande complesso delle terme di Diocleziano (inaugurate nel 306)
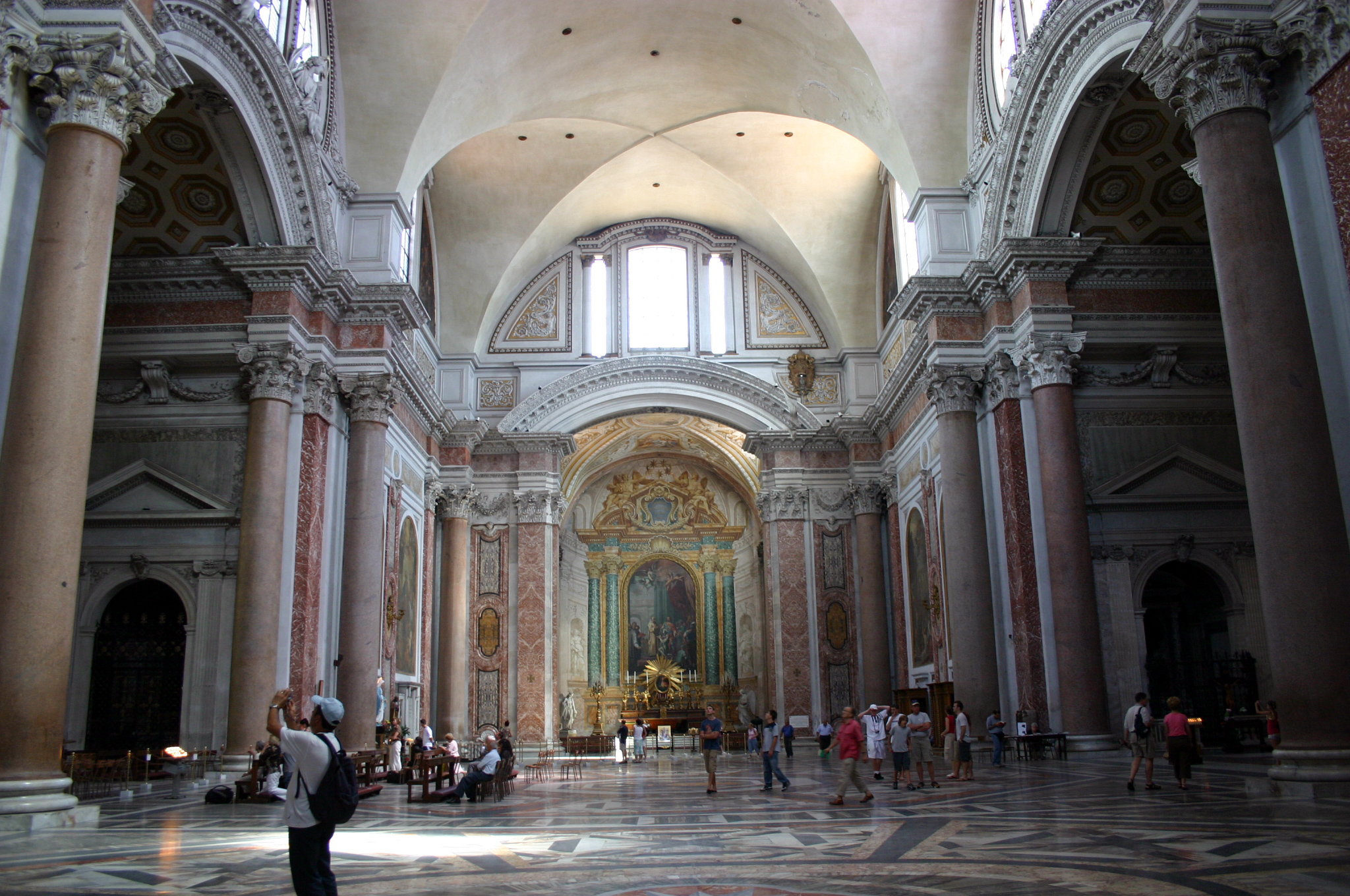
Interno di Santa Maria degli Angeli (Basilica delle ex-tepidarium delle terme di Diocleziano)
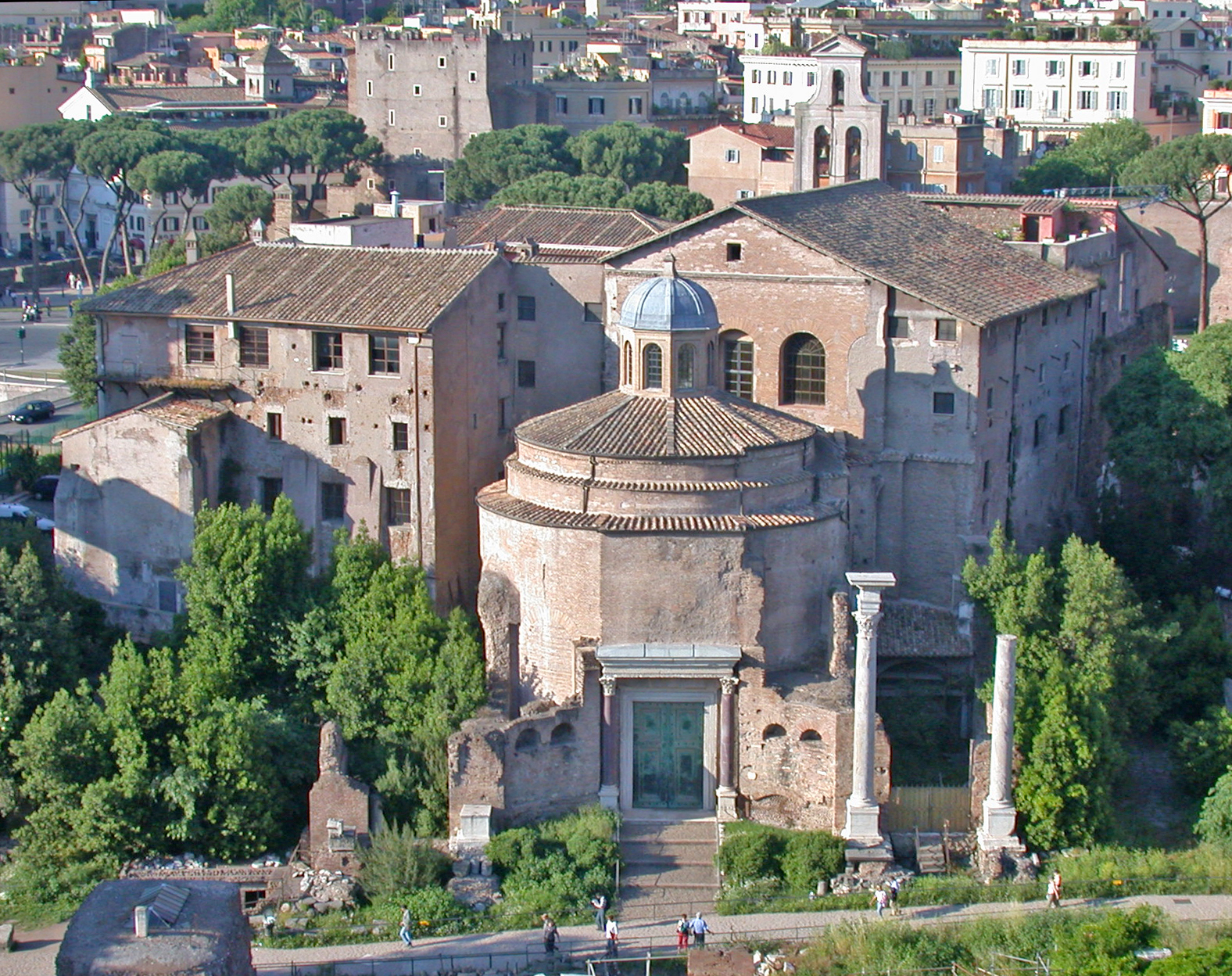
Il tempio del Divo Romolo, visto dal Palatino (databile attorno al 307-309)
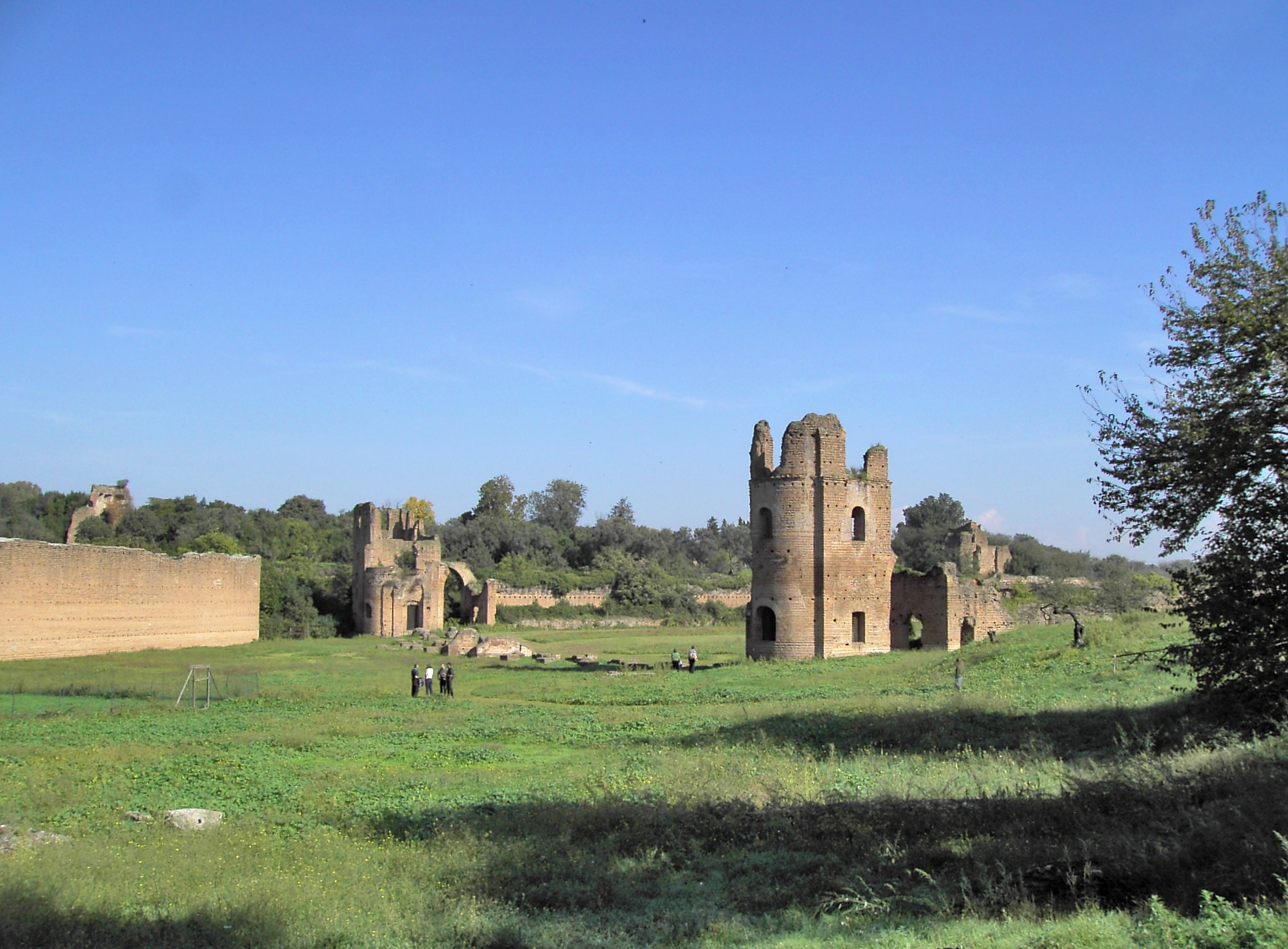
Circo di Massenzio, fatto edificare attorno al 311
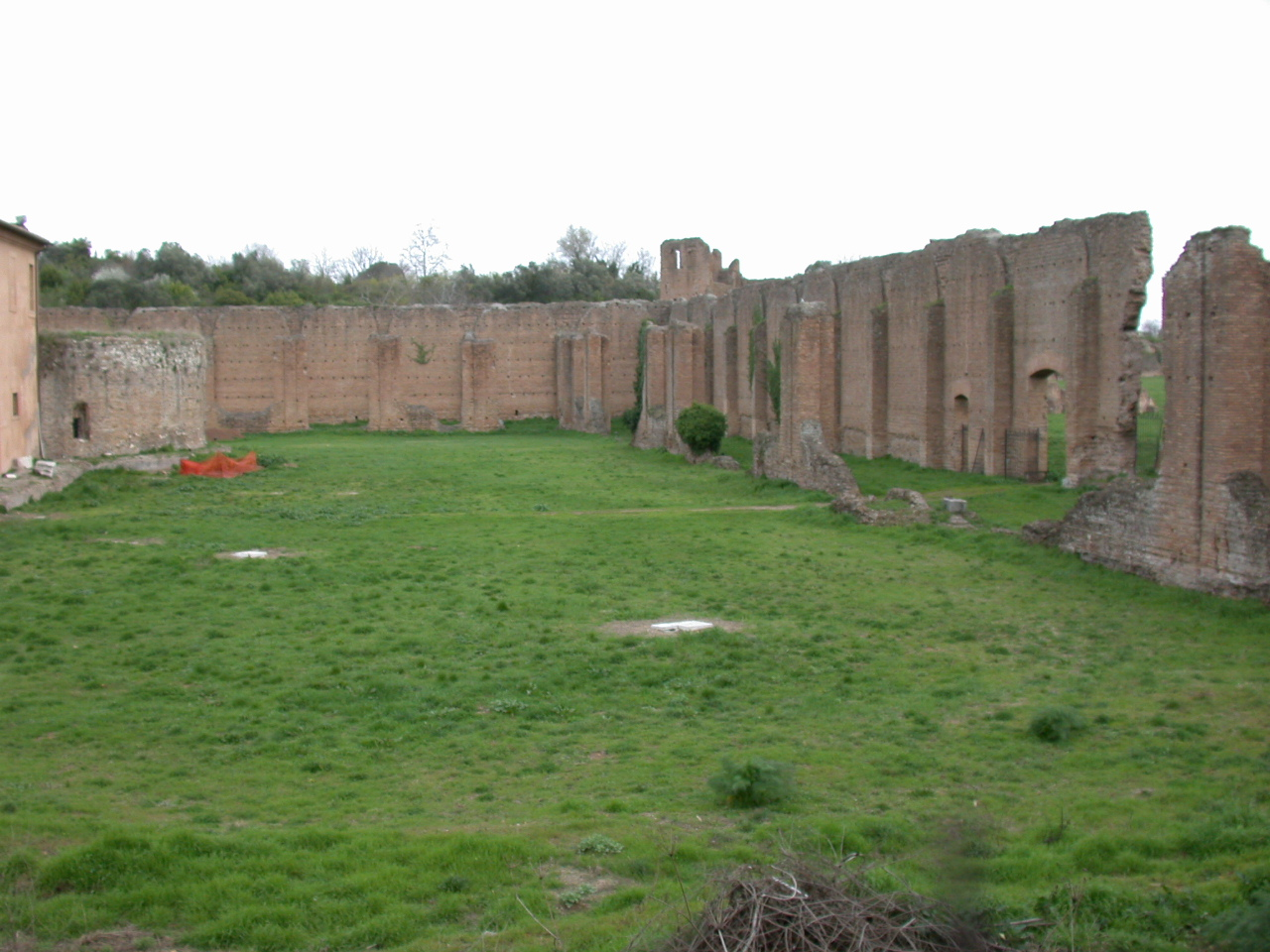
La villa di Massenzio sulla via Appia (311 ca.)
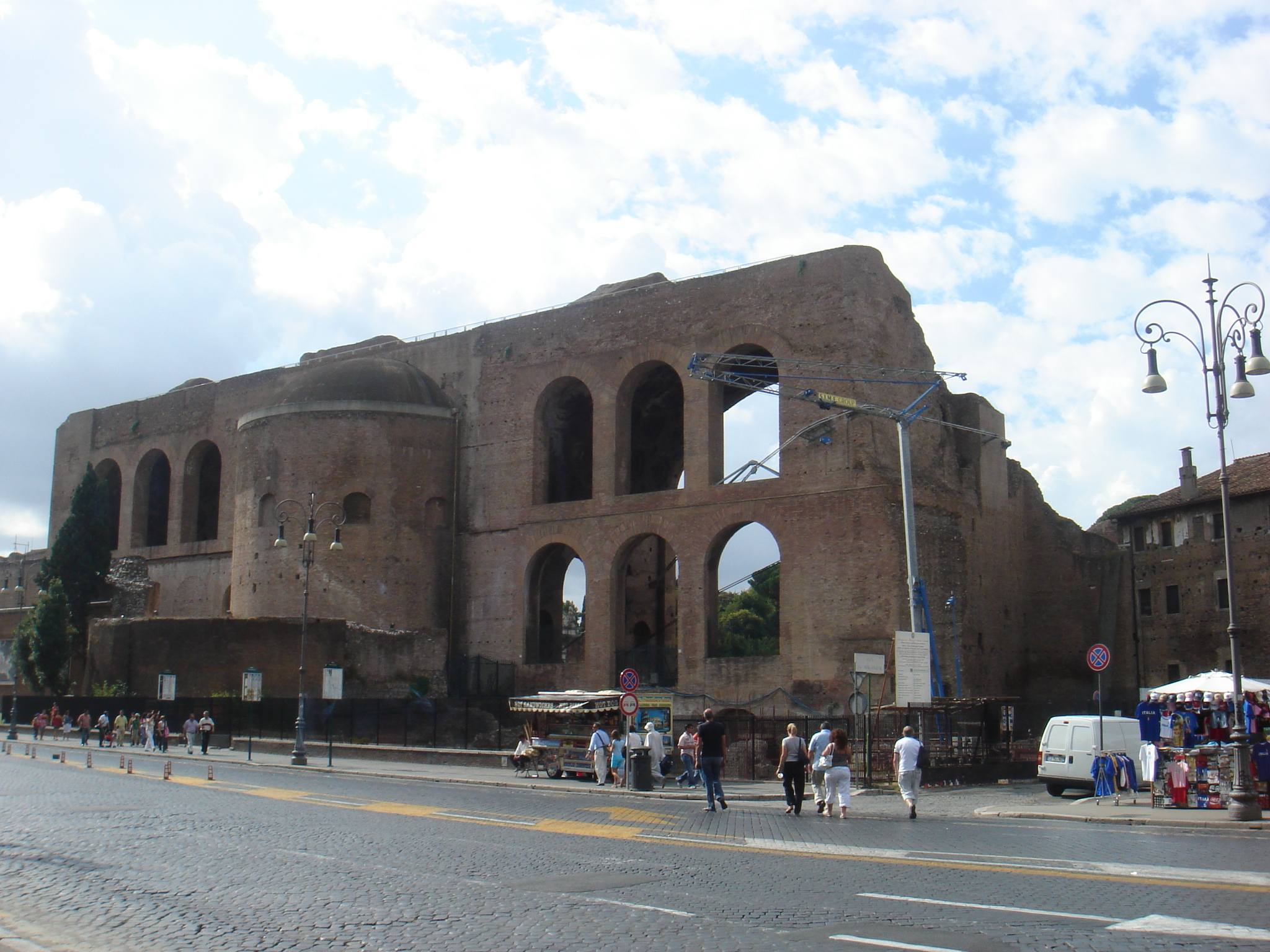
Veduta della basilica di Massenzio da via dei Fori imperiali (312-315?)
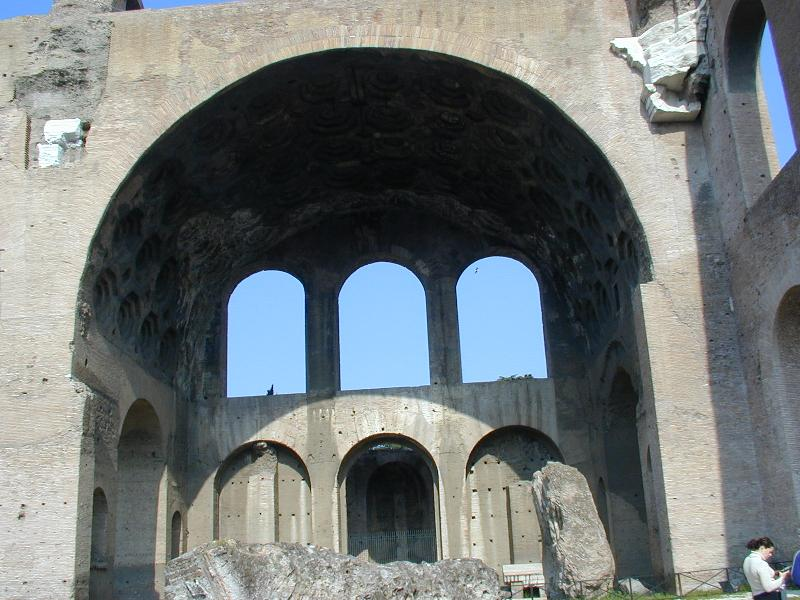
Volta della navata nord della basilica di Massenzio (312-315?)
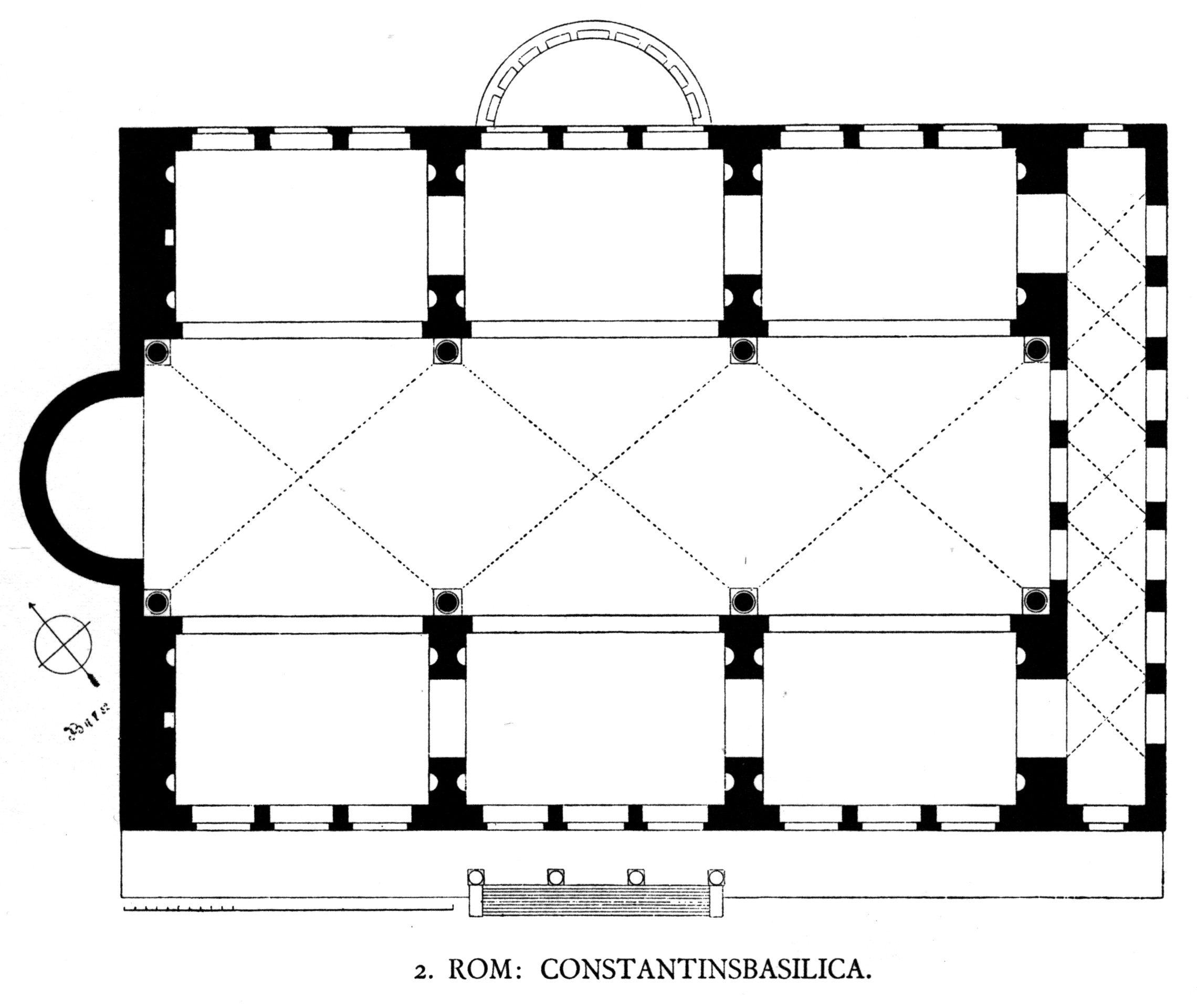
Pianta della basilica di Massenzio (312-315?)
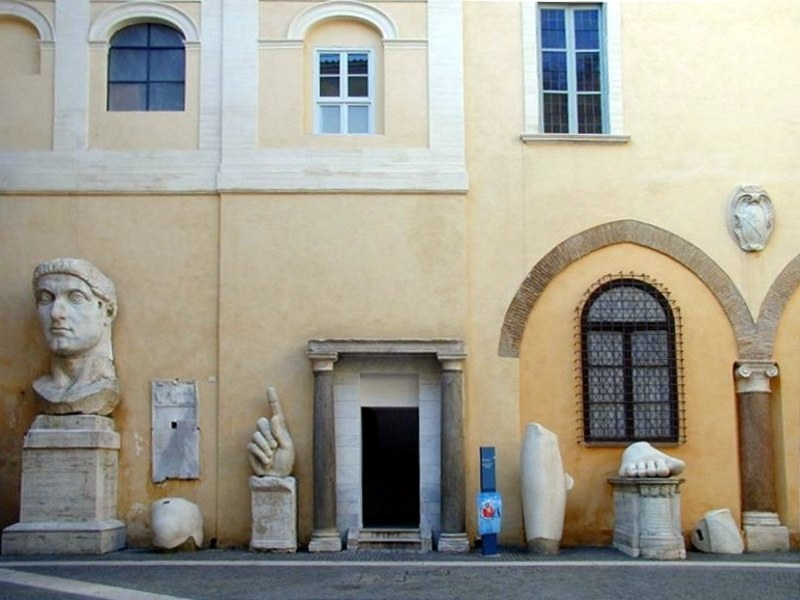
Resti della statua colossale di Costantino I nel cortile del Palazzo dei Conservatori a Roma
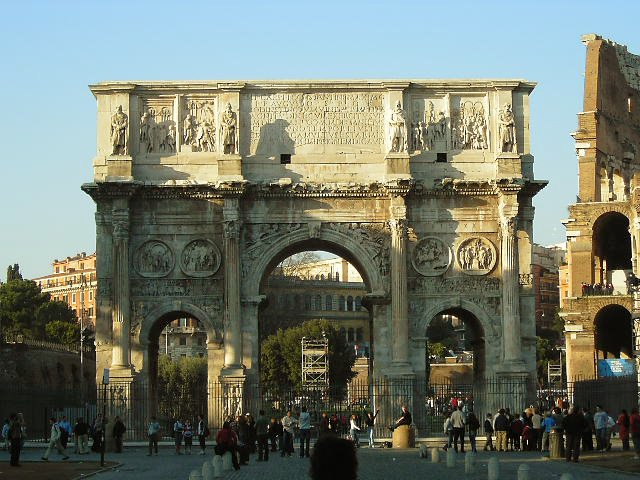
L'arco di Costantino (315)
Schema dei rilievi dell'arco di Costantino (315)
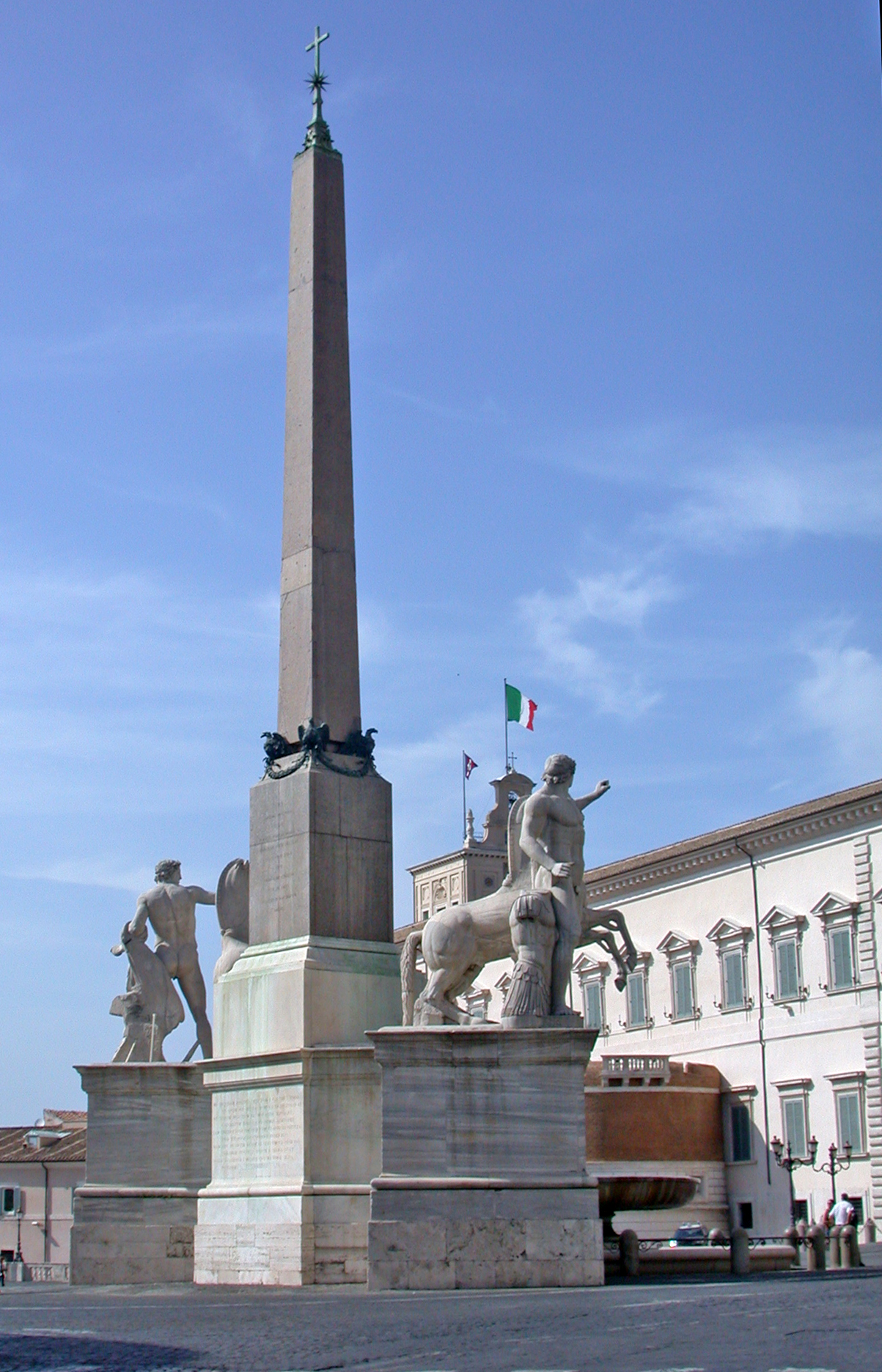
I Dioscuri delle Terme di Costantino (315), ora in piazza del Quirinale
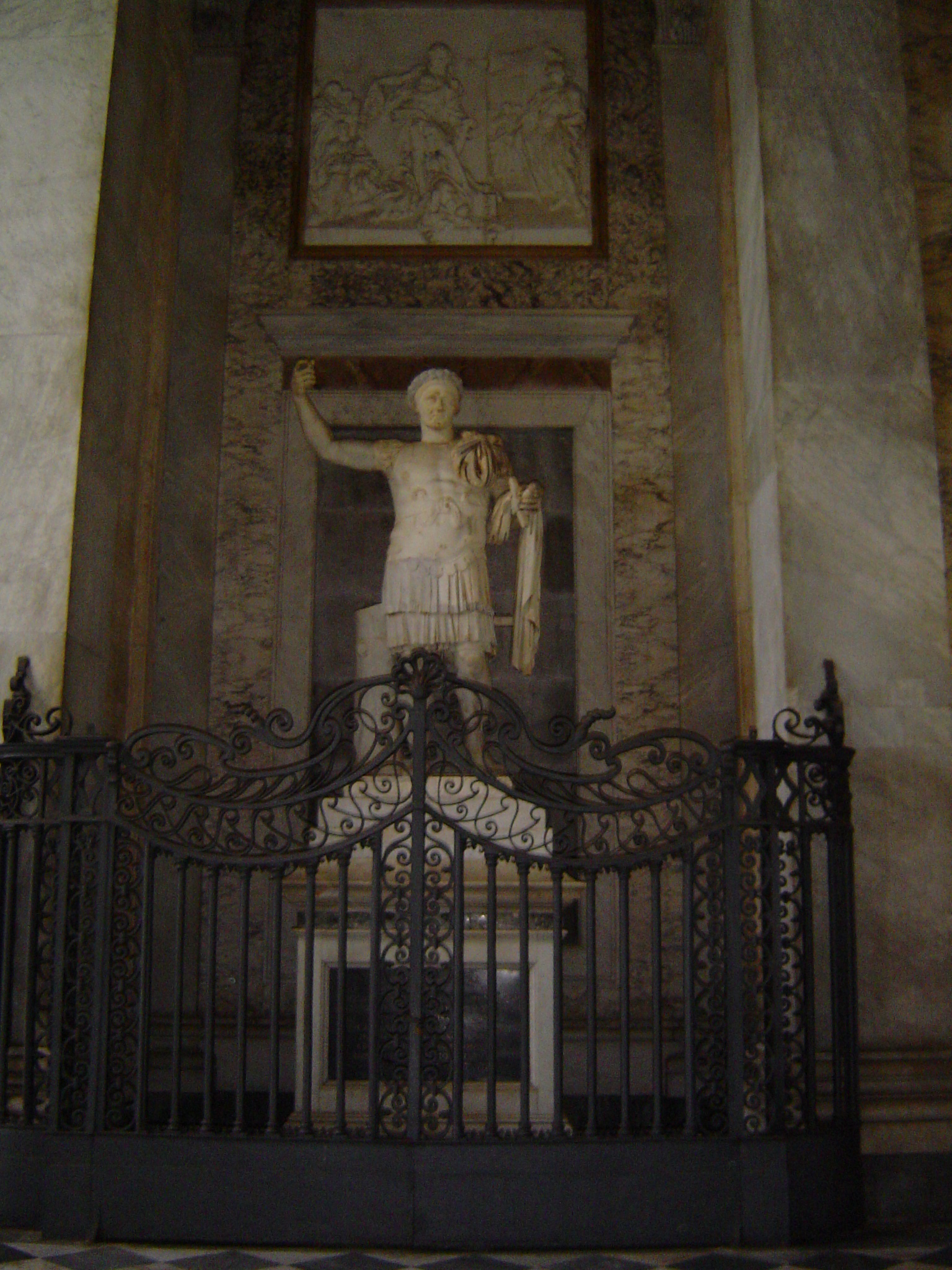
Statua di Costantino I in San Giovanni in Laterano, proveniente dalle omonime terme (315)
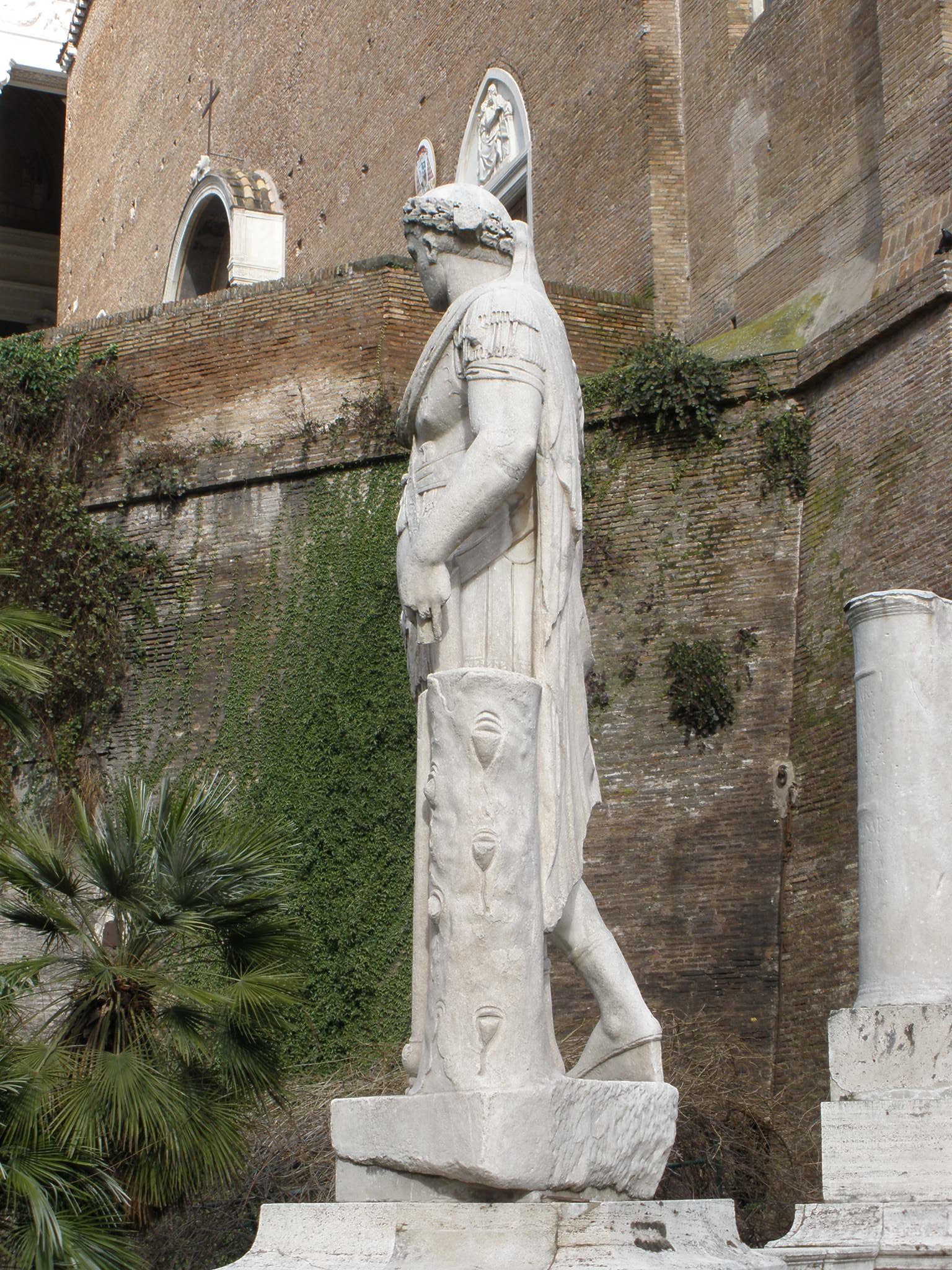
Statua di Costantino I proveniente dalle terme di Costantino, oggi in piazza del Campidoglio
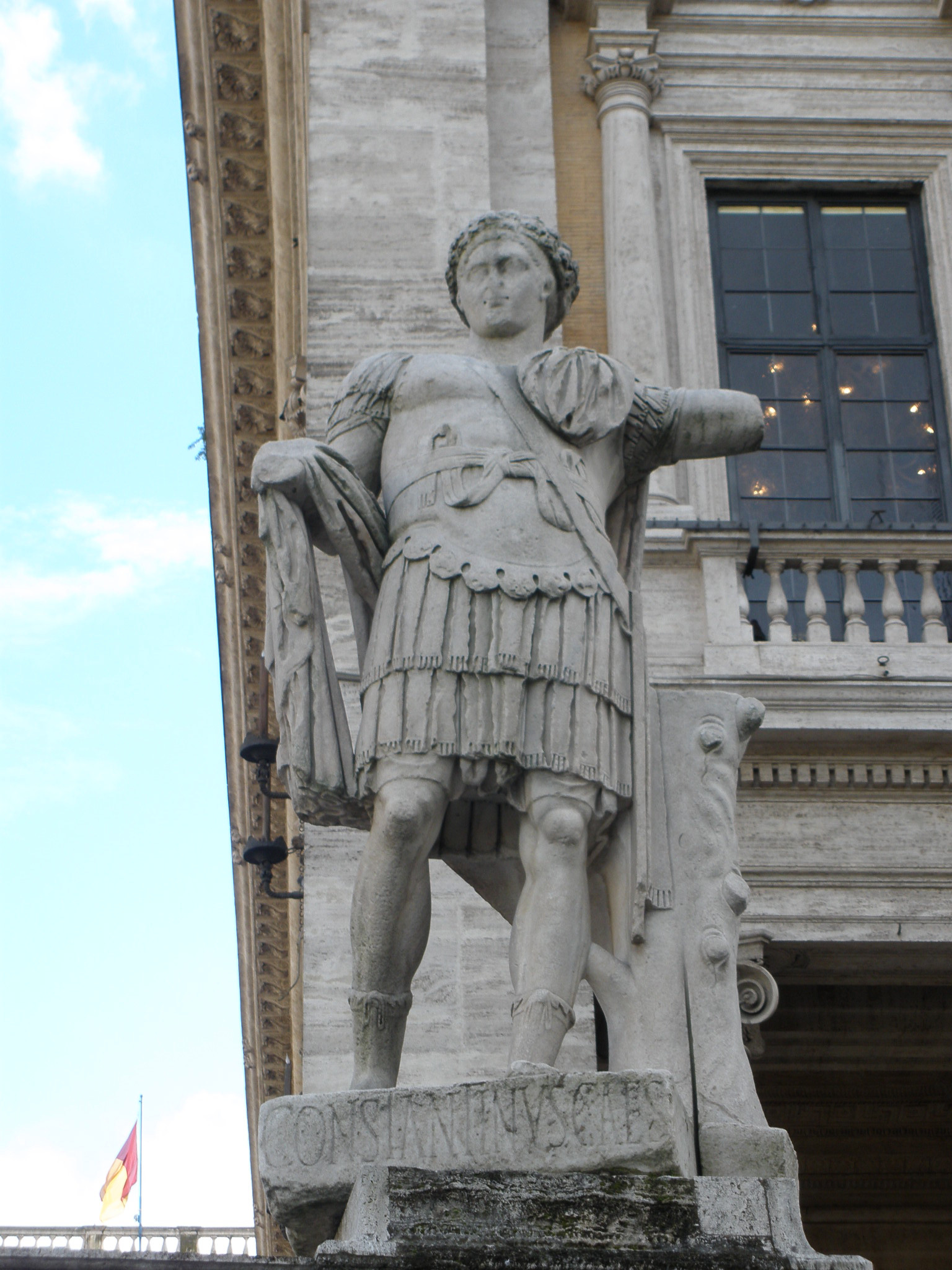
Statua di Costantino II, figlio di Costantino il Grande, proveniente dalle terme di Costantino, oggi in piazza del Campidoglio
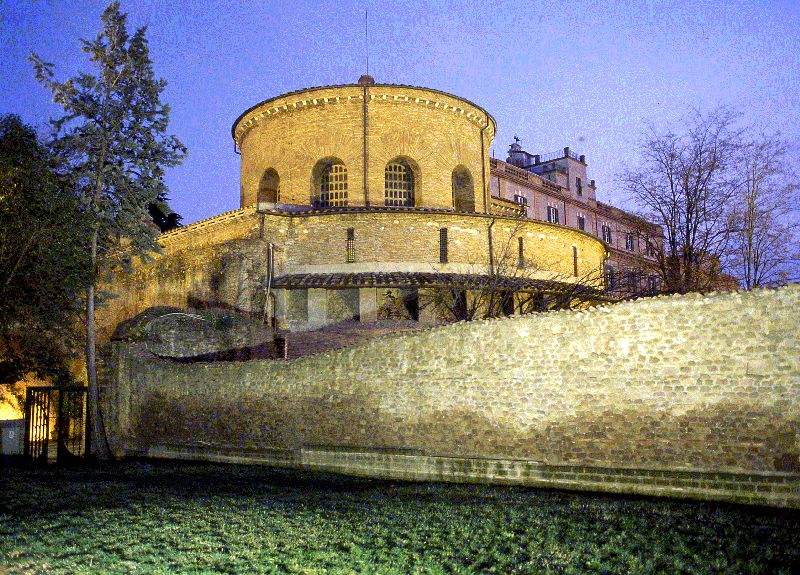
Vista esterna Mausoleo di Santa Costanza, figlia di Costantino I (del 350)

### Arte

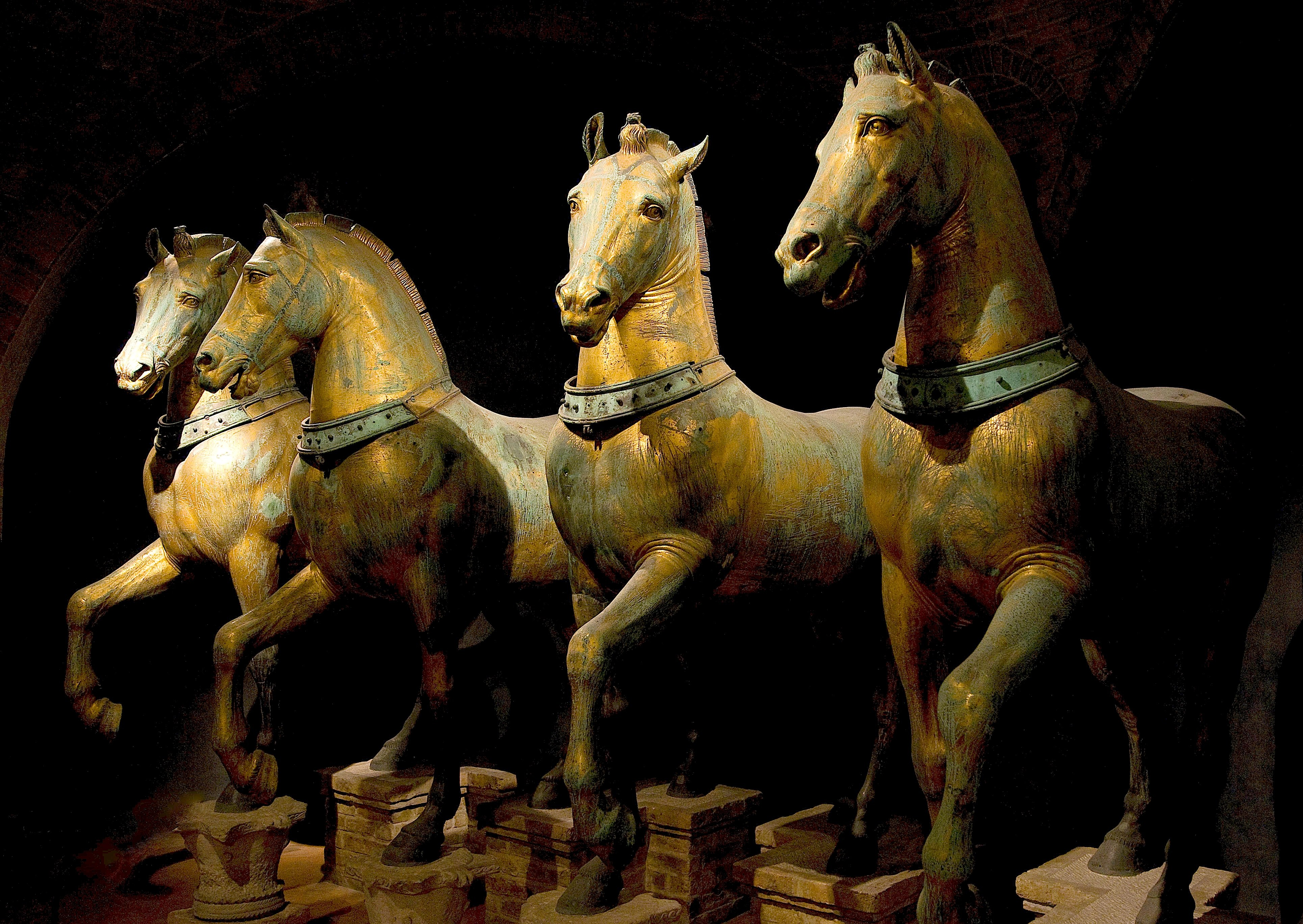
I cavalli di San Marco (oggi a Venezia, in origine nell'ippodromo di Costantinopoli). Unico esempio di quadriga romana o ellenistica a noi pervenuta

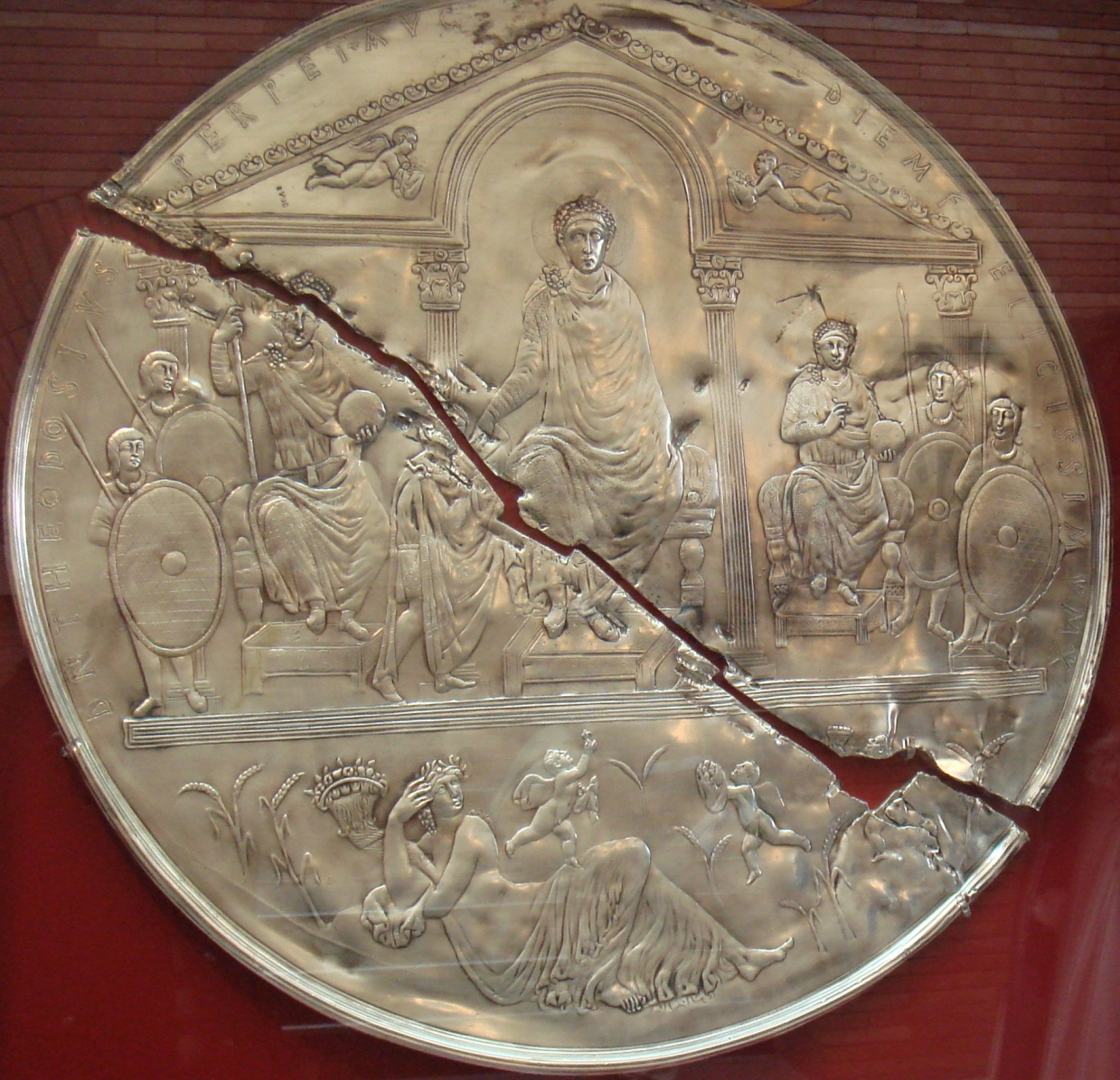
Missorio di Teodosio, datato 388

L'arte dioclezianea e della tetrarchia rappresentò la produzione artistica che si sviluppò durante il regno del grande imperatore dalmata e negli anni immediatamente successivi, cioè dal 284 fino agli inizi del IV secolo, allorquando Costantino I prese il potere e sconfisse i rivali ripristinando il sistema del sovrano unico). In questo periodo permasero alcune tendenze classicheggianti dell'età di Gallieno, come i rilievi attribuiti all'Arcus Novus del 294 con figure di Vittorie e barbari (Firenze, giardino di Boboli). La vera novità fu rappresentata dalla moltiplicazione delle capitali imperiali, abbellite con importanti monumenti, spesso eretti in una sorta di competizione tra i vari imperatori. Diocleziano a Nicomedia, in Bitinia, fece edificare costruzioni monumentali, di cui sono rimasti solo dei resti insignificanti che non sono mai stati studiati adeguatamente.
L'arte costantiniana, che si colloca nel IV secolo durante il dominio dell'imperatore Costantino I (indicativamente dal 312 al 337), rappresentò l'affermazione dello stile plebeo nell'arte ufficiale anche prodotta da Senato, soprattutto a partire dal fregio dell'Arco di Costantino. Ma accanto allo stile "plebeo" sopravvive la corrente espressionistica del III secolo (uso del trapano, accentuato chiaroscuro) e prende il via una corrente classicismo aulico ispirata all'arte augustea, la cosiddetta "rinascenza costantiniana".
L'arte teodosiana (indicativamente dal 379 al 450), sviluppò una corrente classicheggiante, dai toni aulici e preordinati a una precisa etichetta che dettava forme e contenuti, ancora più che nel precedente periodo dell'arte costantiniana. Le reminiscenze ancora presenti durante il regno di Anastasio I (491-518) sono considerate, forse erroneamente, uno stile tardo-teodosiano.
L'arte paleocristiana designa, invece, la produzione artistica dei primi secoli dell'era cristiana, compresa entro limiti di spazio e di tempo convenzionali: le testimonianze più importanti risalgono in genere al III-IV secolo, poi si inizia a parlare anche di arte dei singoli centri artistici: arte bizantina, arte ravennate, ecc. L'arte paleocristiana si situa ancora nell'orbita di Roma imperiale ed ha il suo momento di massimo splendore fra i primi decenni del IV secolo e gli inizi del VI secolo, fino al 604, anno della morte di papa Gregorio I. L'ideale cristiano assunse, ai suoi inizi, le forme offerte dall'arte della tarda antichità; una specifica iconografia cristiana si sviluppò solo gradualmente e in accordo col progredire della riflessione teologica.